# Liste d'avions à hélice propulsive

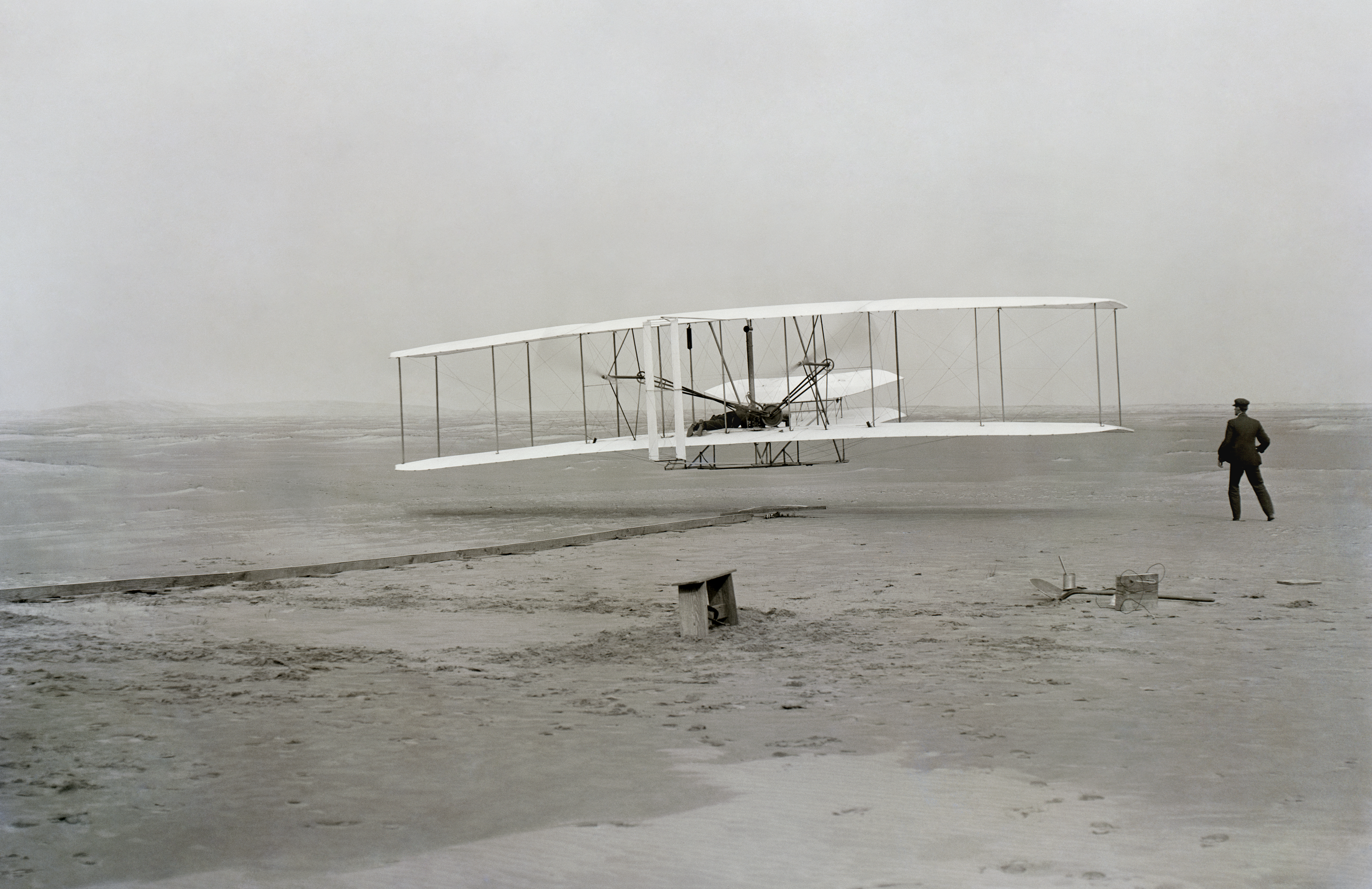
Wright Flyer (1903)

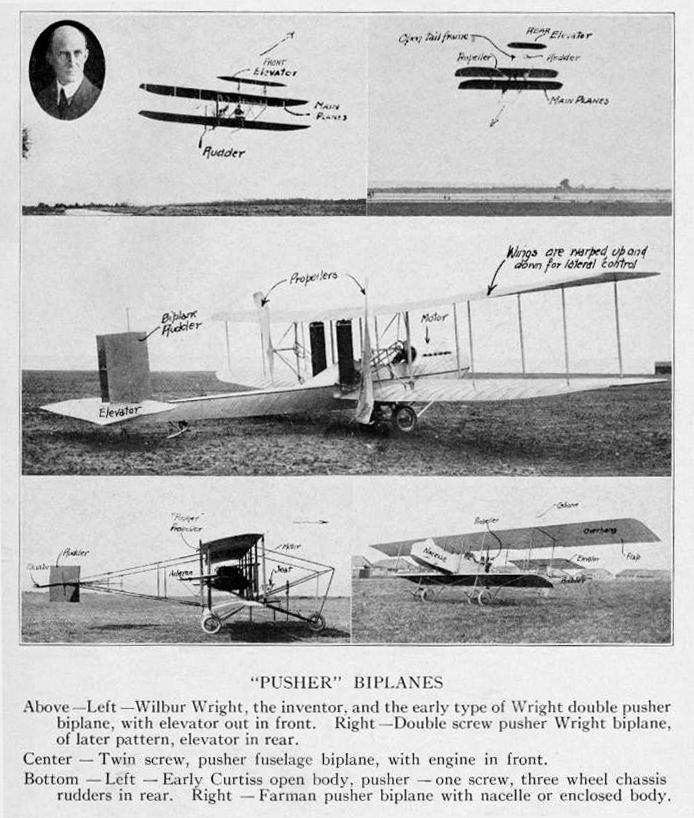
Photos des avions "pusher" de Wilbur Wright, Glenn Curtiss et Henri Farman

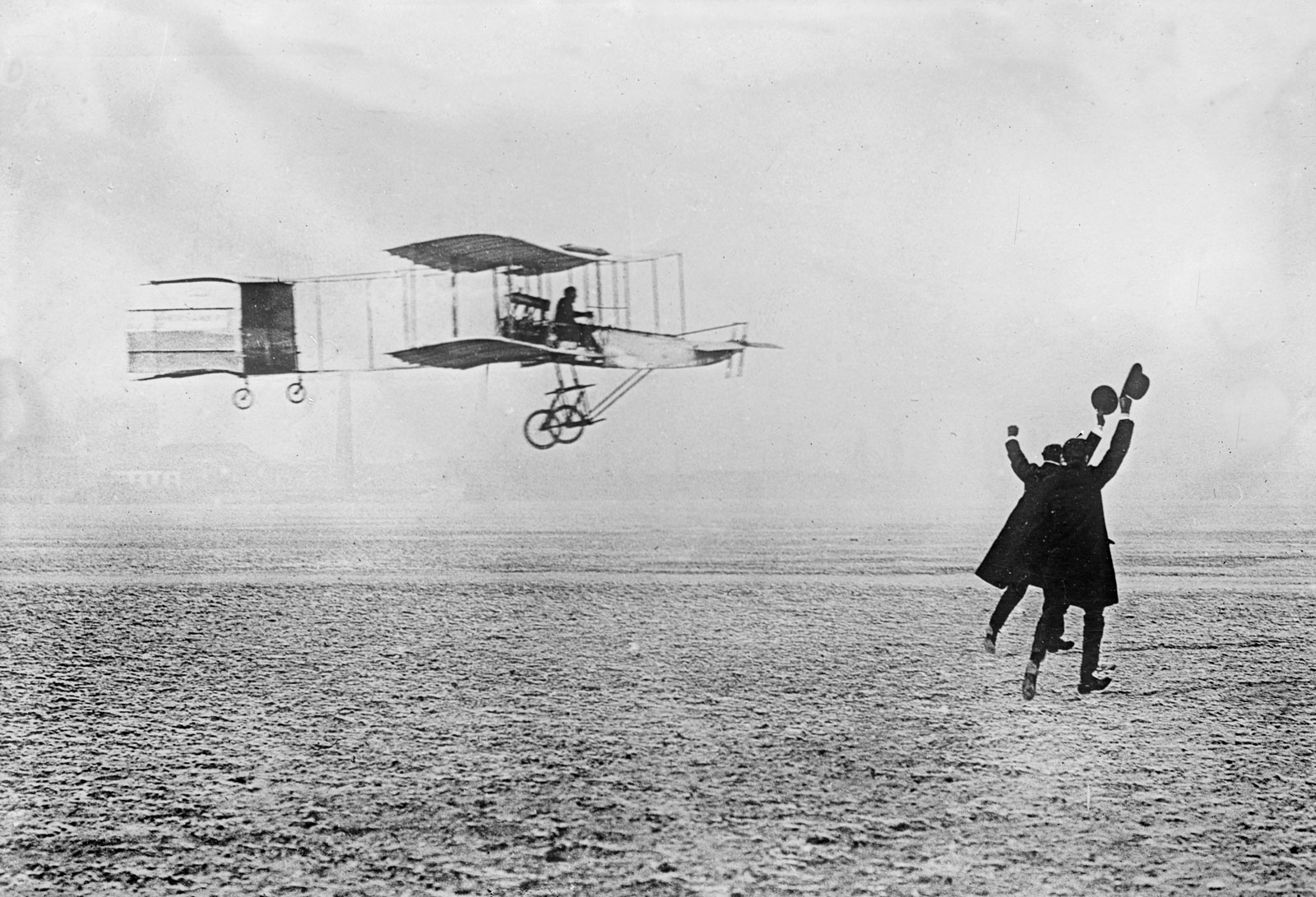
Voisin-Farman gagnant le prix du premier kilomètre le 13 janvier 1908

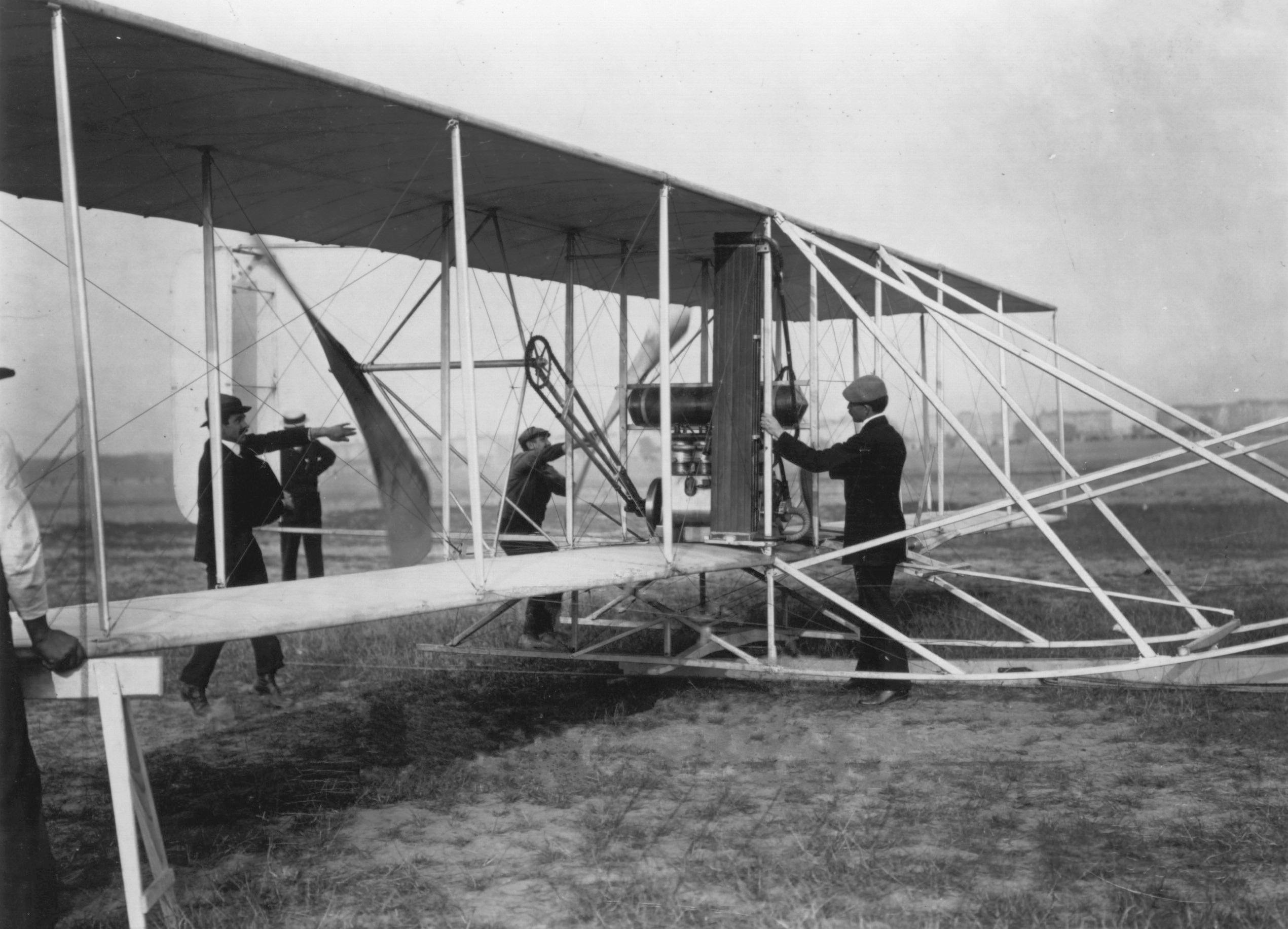
Wright Model A (1908)

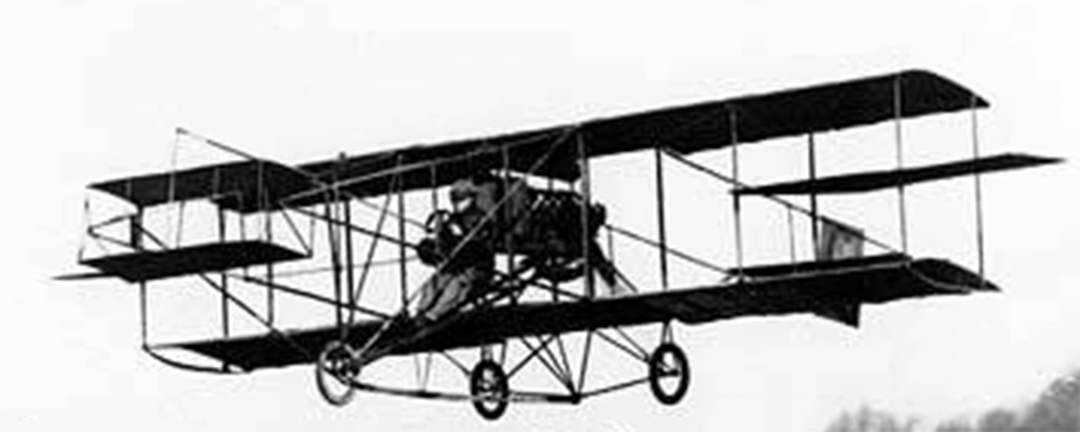
Curtiss n°2 (1909

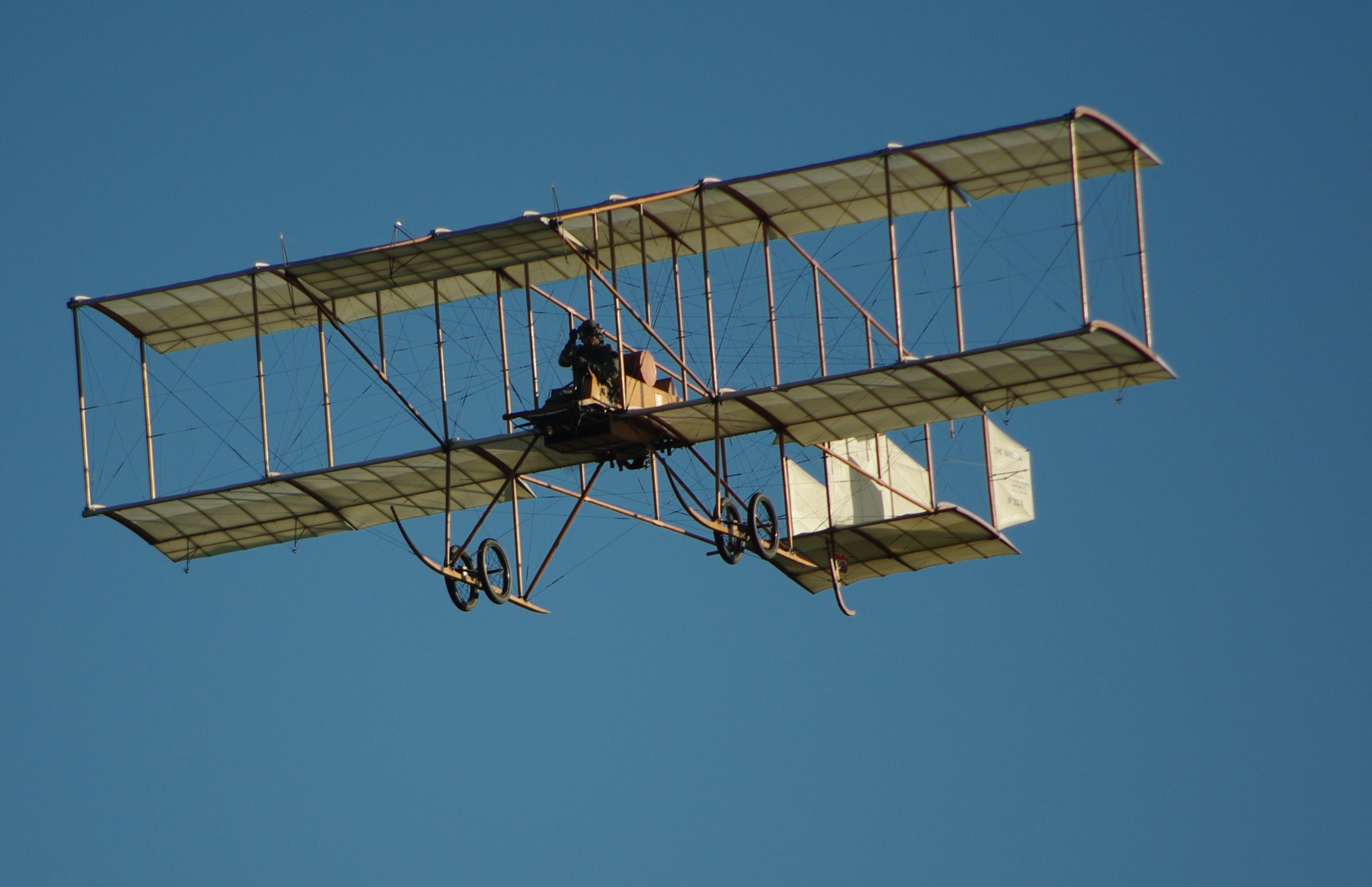
Bristol Boxkite (1910)

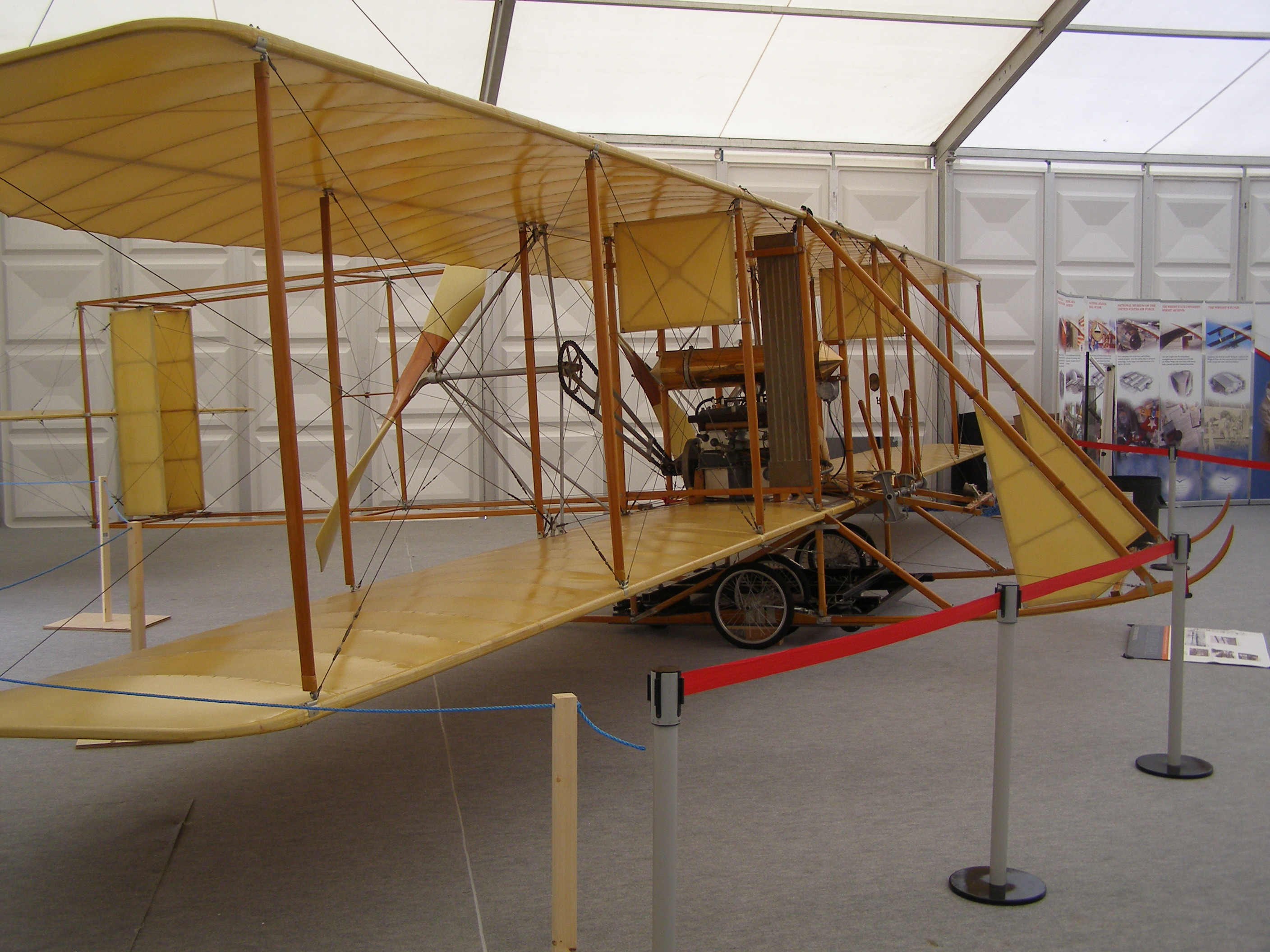
Wright Model B (1910)

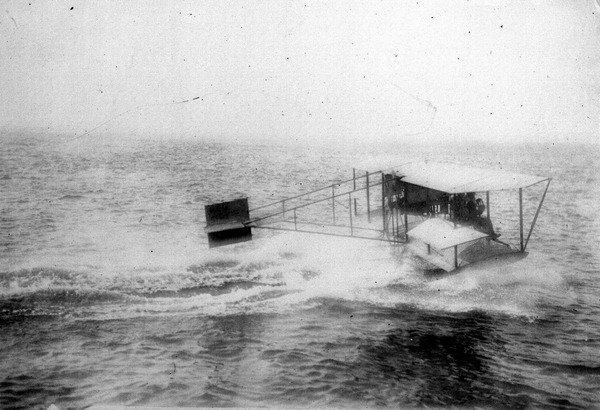
Curtiss Model E (1911)

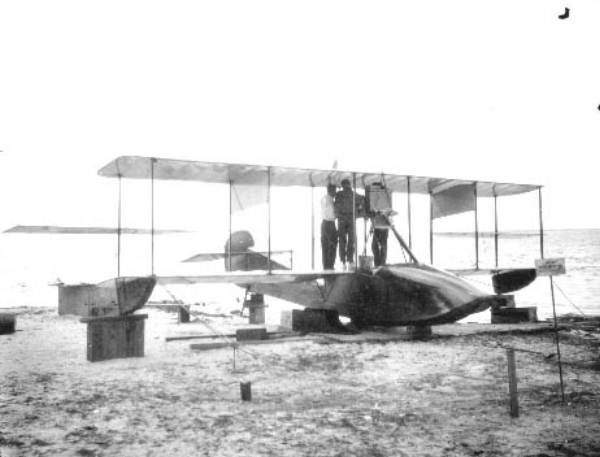
Curtiss Model F (1912)

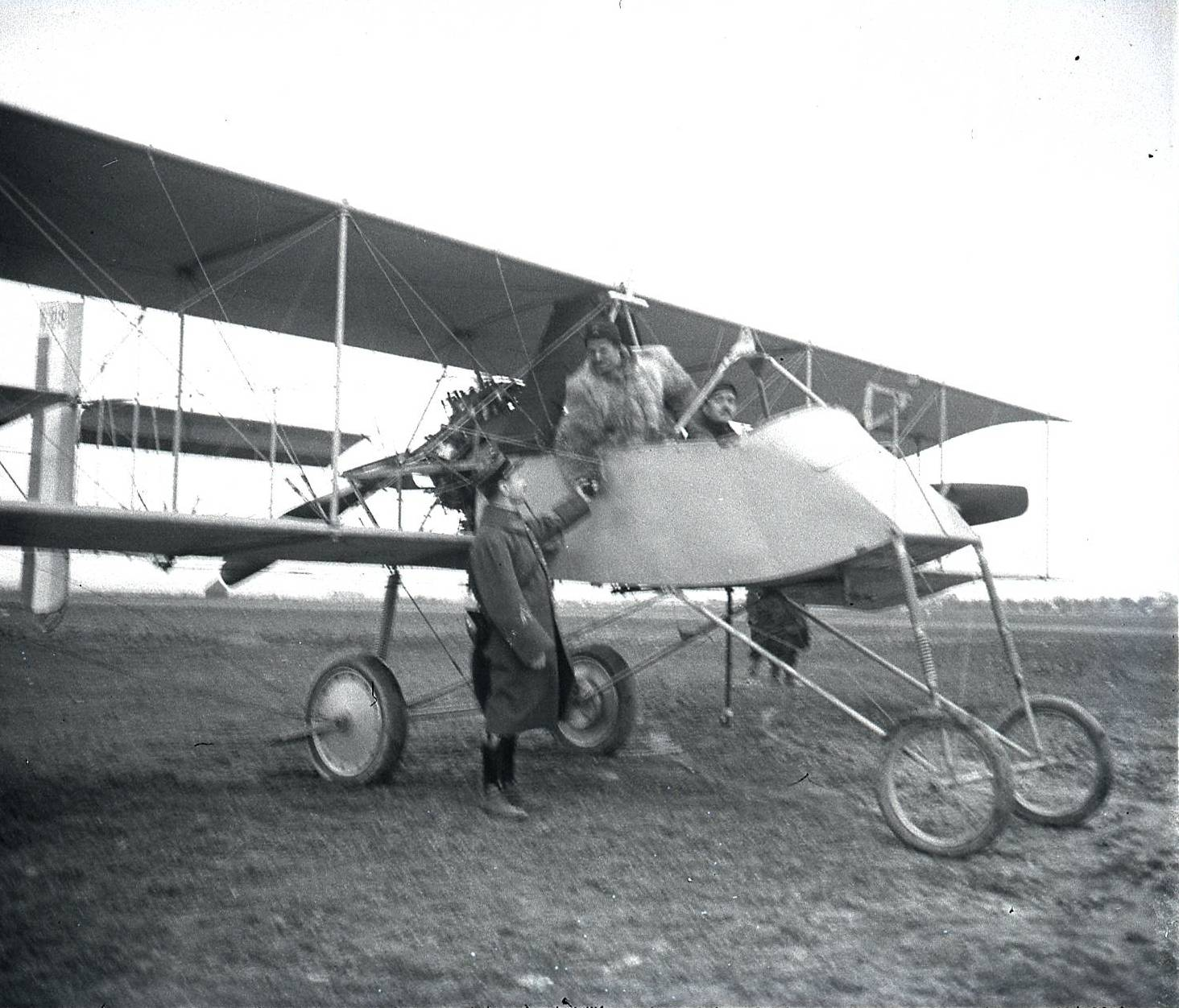
Voisin III

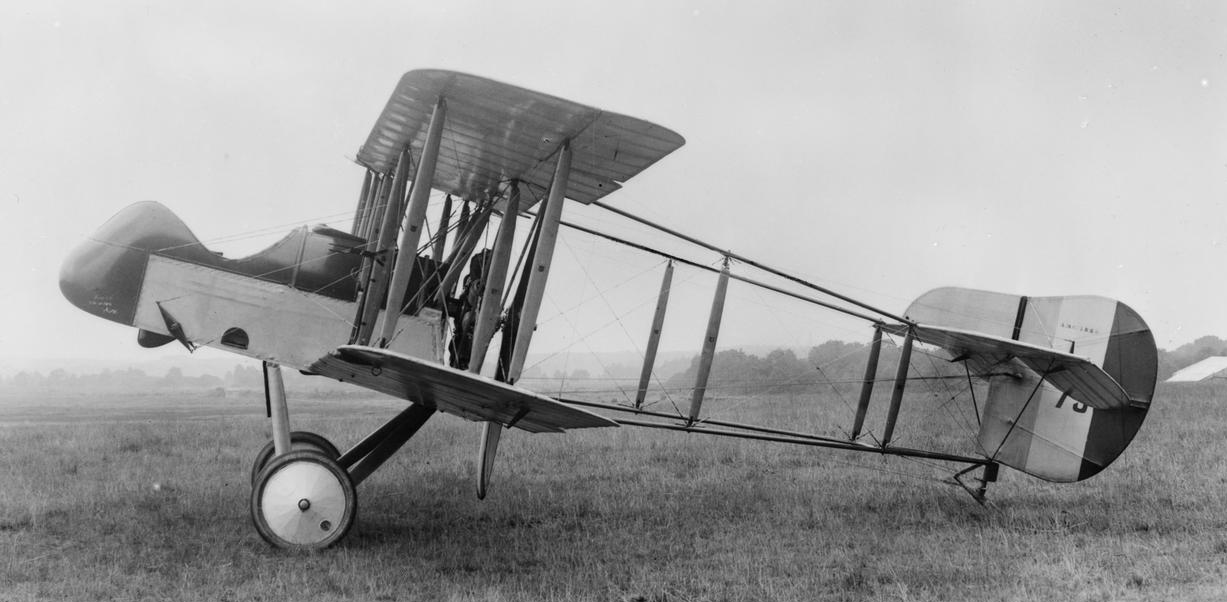
Airco DH.2 (1915)

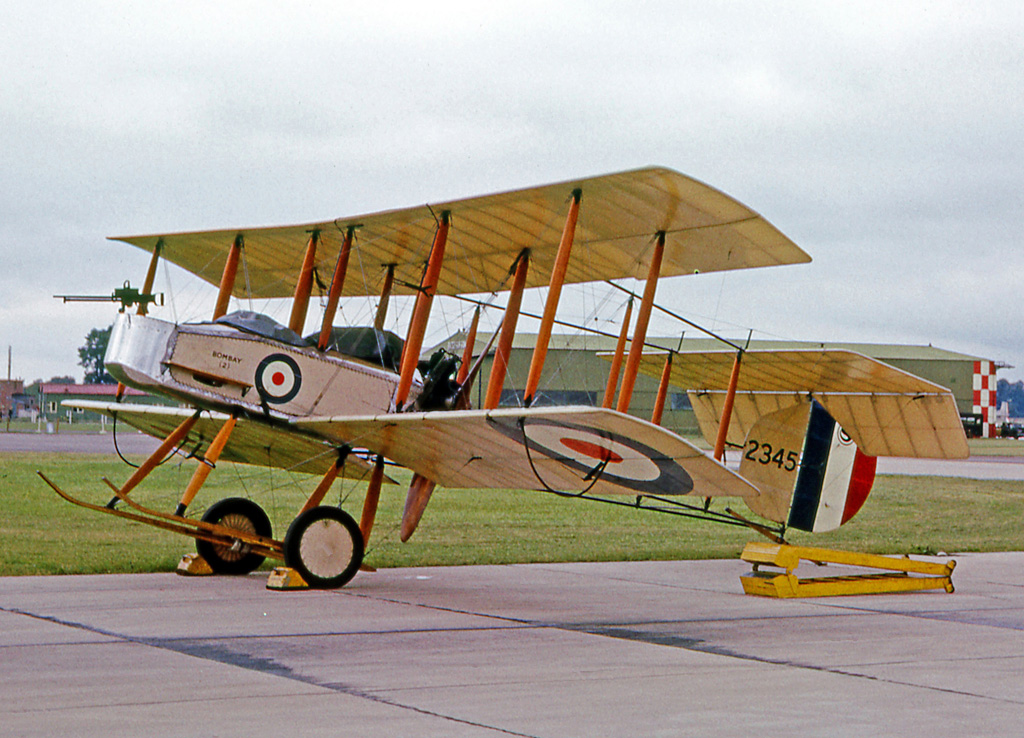
Vickers FB.5 (1915)

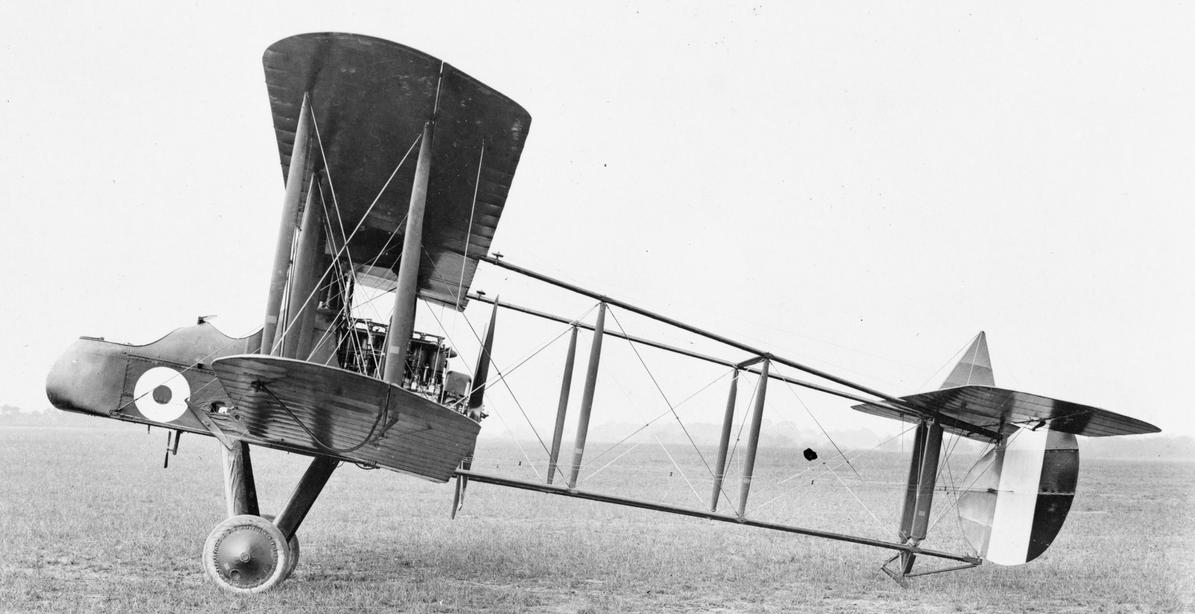
Royal Aircraft Factory F.E.2 (1915)

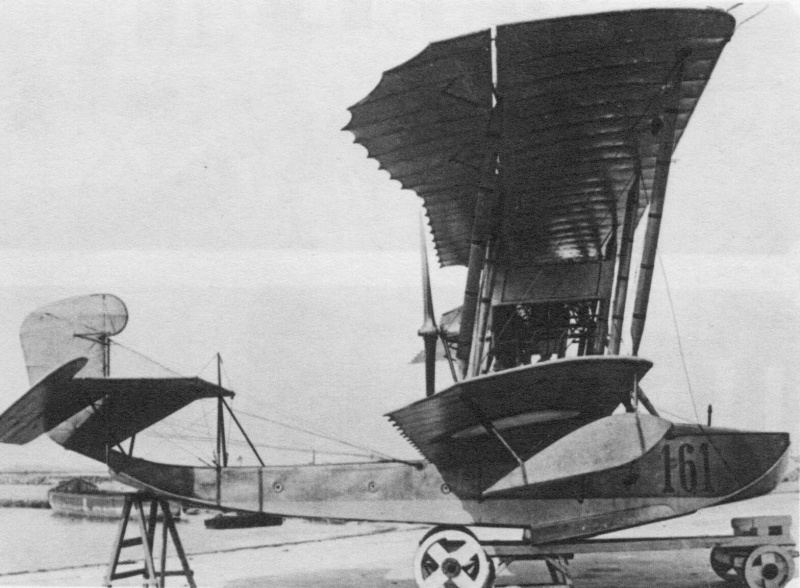
Grigorovitch M-9 (1916)

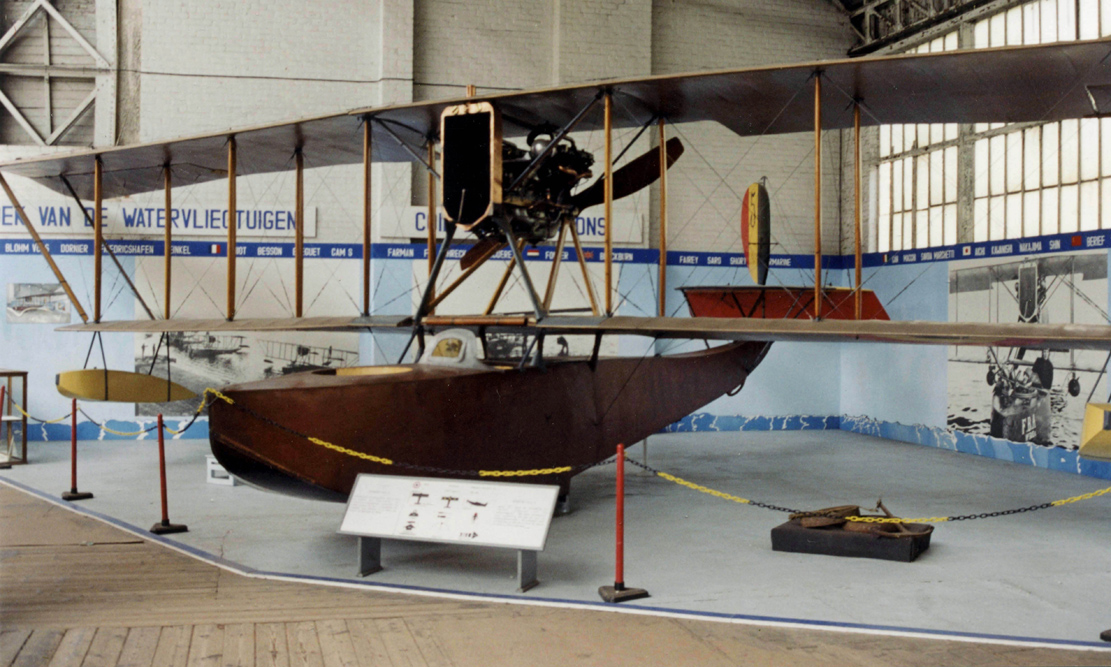
FBA Type H (1916)

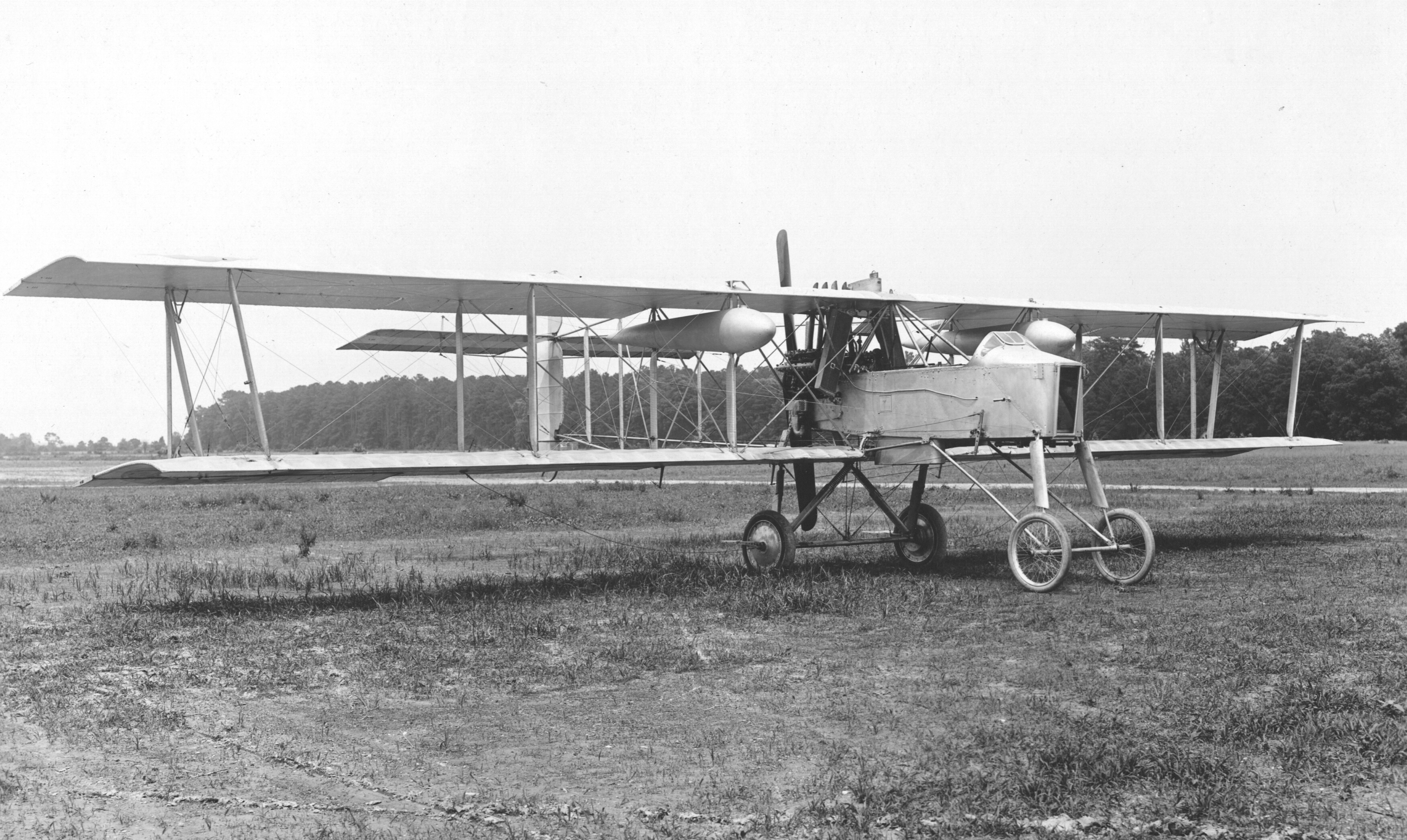
Voisin VIII (1916)

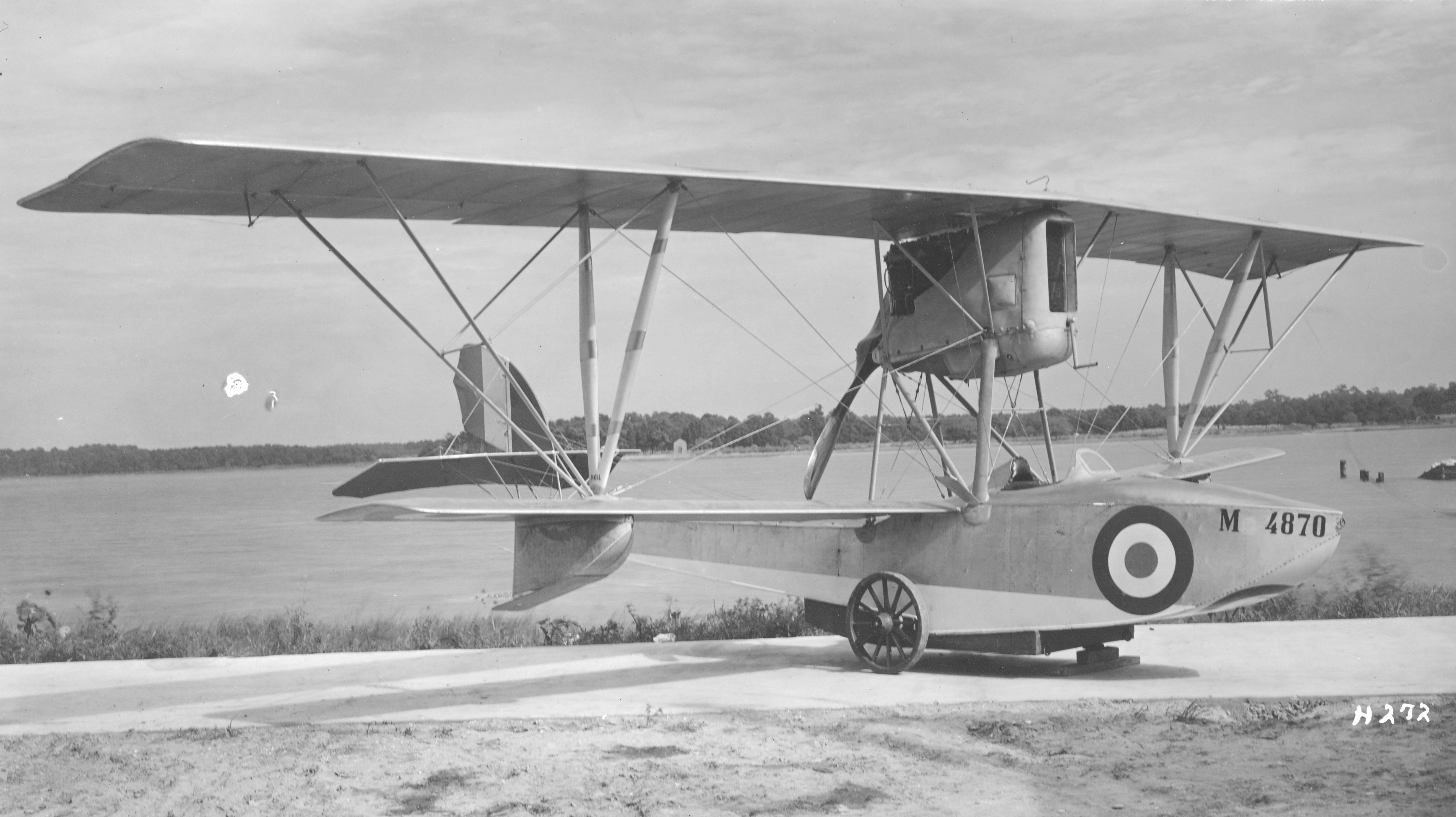
Macchi M.5 (1917)

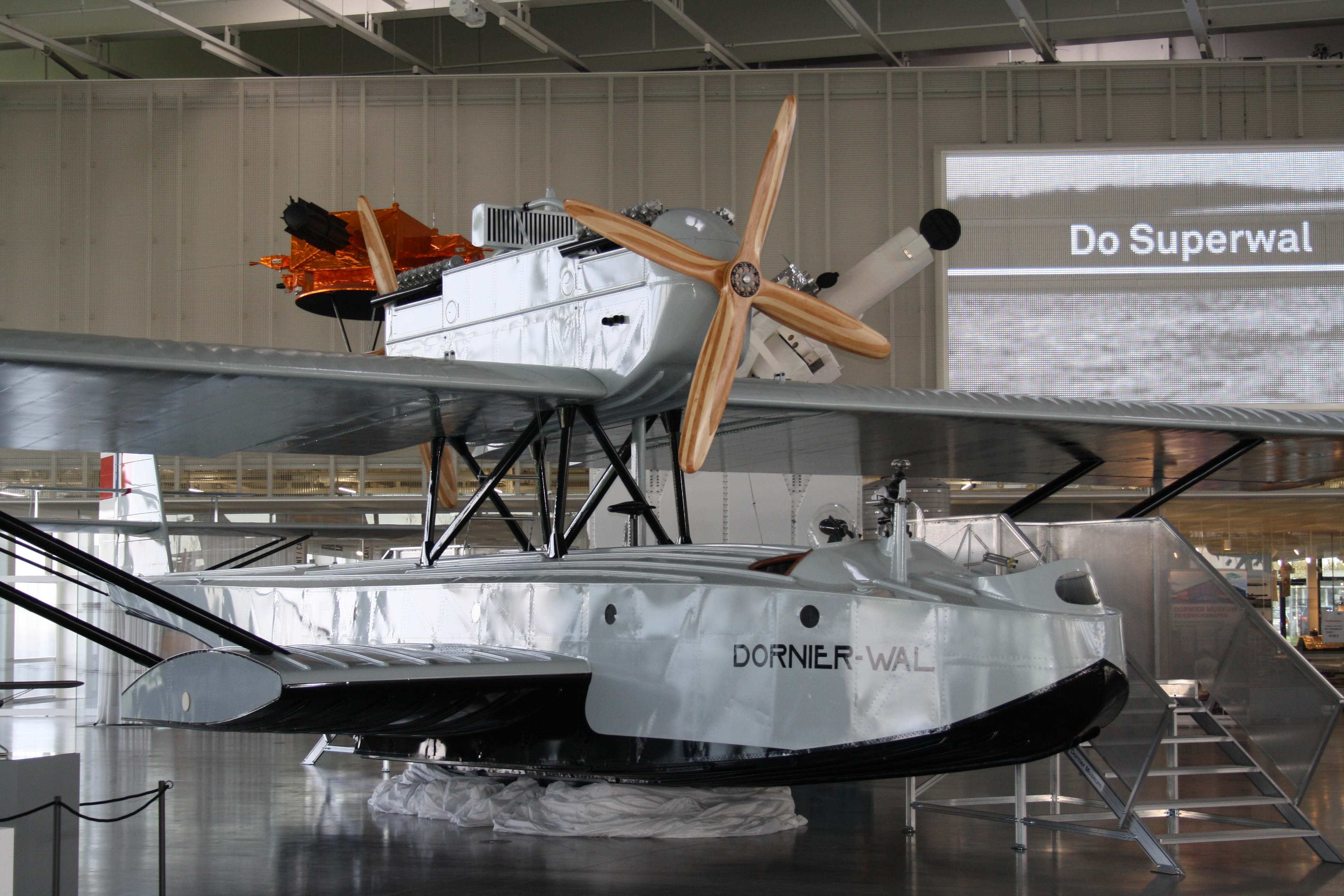
Dornier Wal (1925)

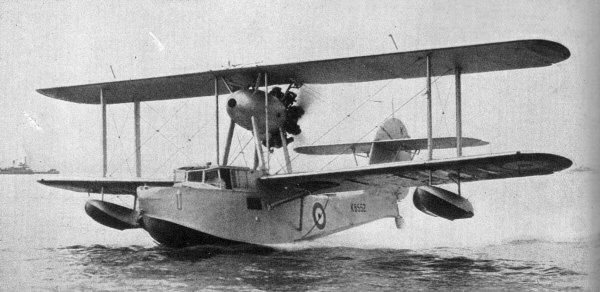
Supermarine Walrus (1933)

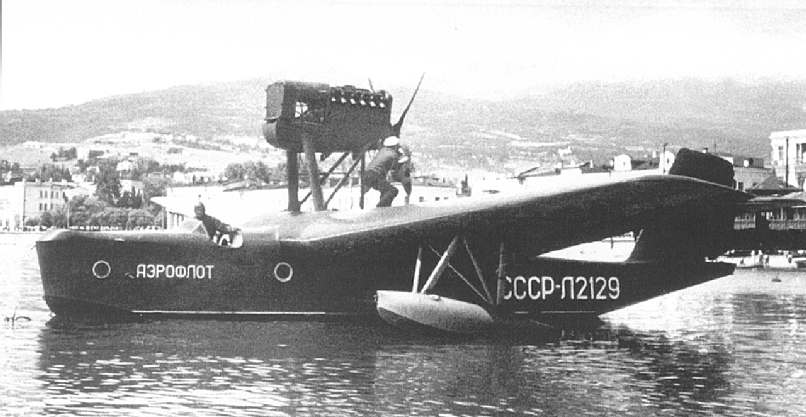
Bereiev MBR-2 (1935)

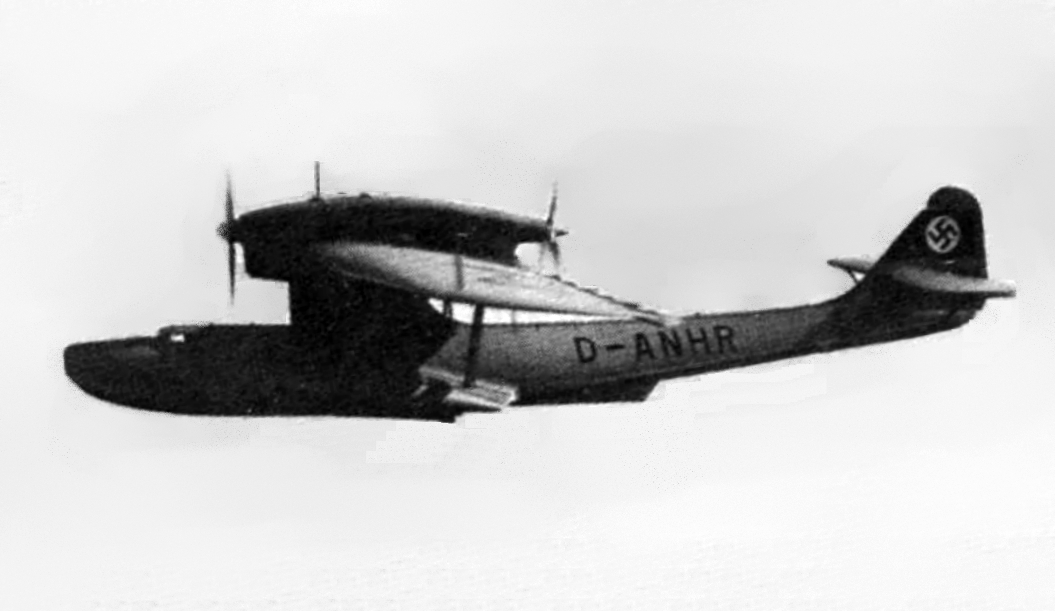
Dornier Do 18 (1935)

De Schelde S.21 plans (1939)

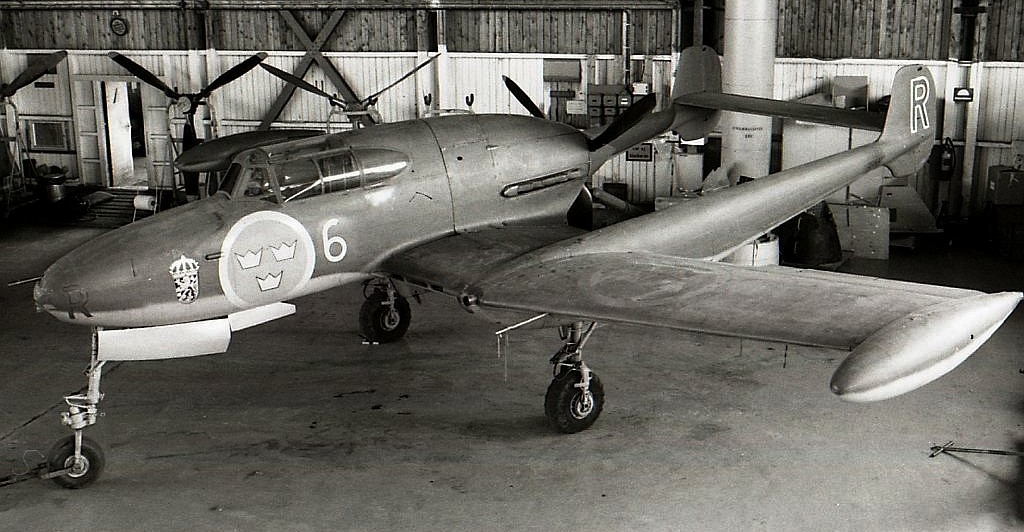
SAAB J 21 fighter (1943).

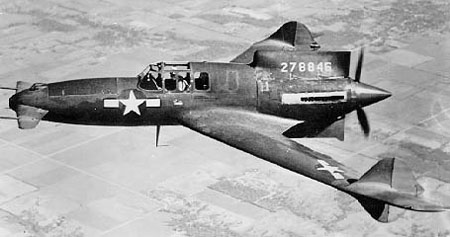
Experimental fighter Curtiss-Wright XP-55 Ascender (1943)

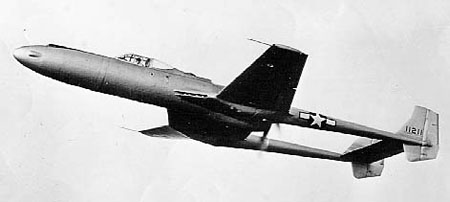
Vultee XP-54 (1943)

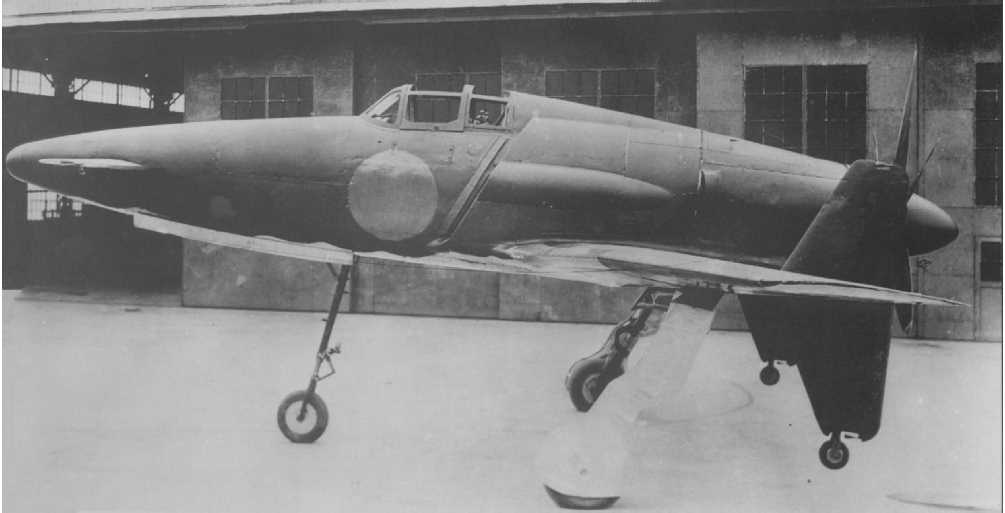
Kyushu J7W Shinden (1945)

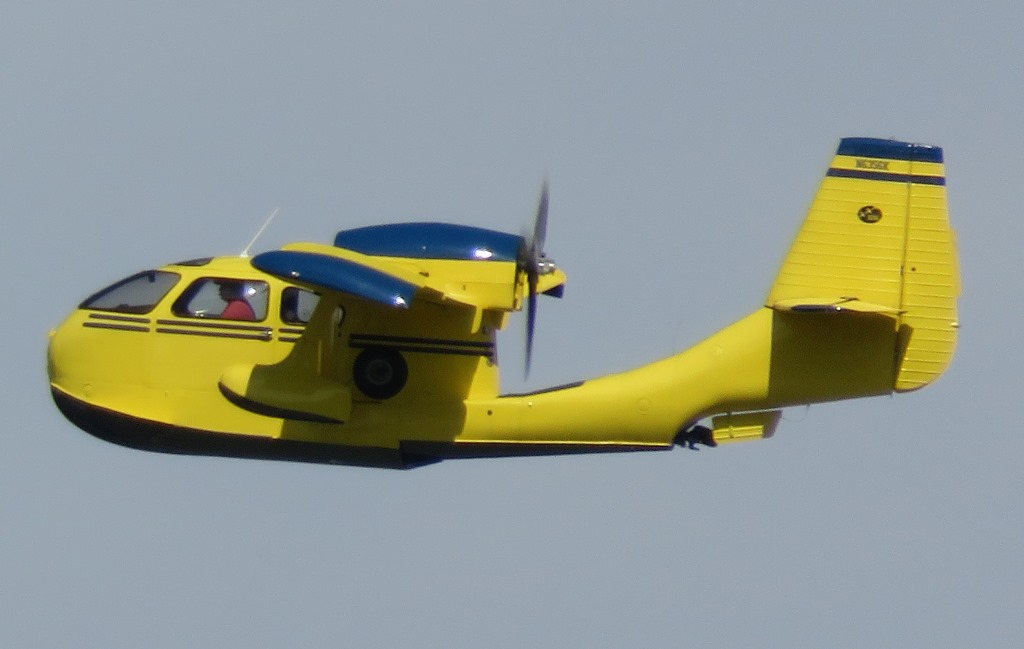
Republic RC-3 Seabee train rentré (1945)

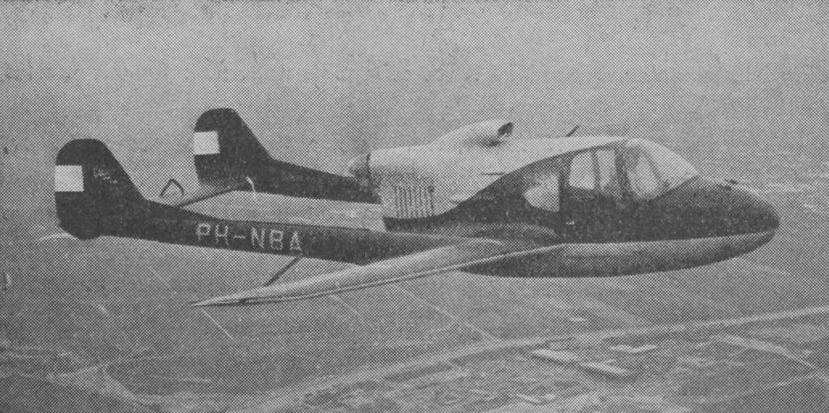
Fokker F.25 (1946)

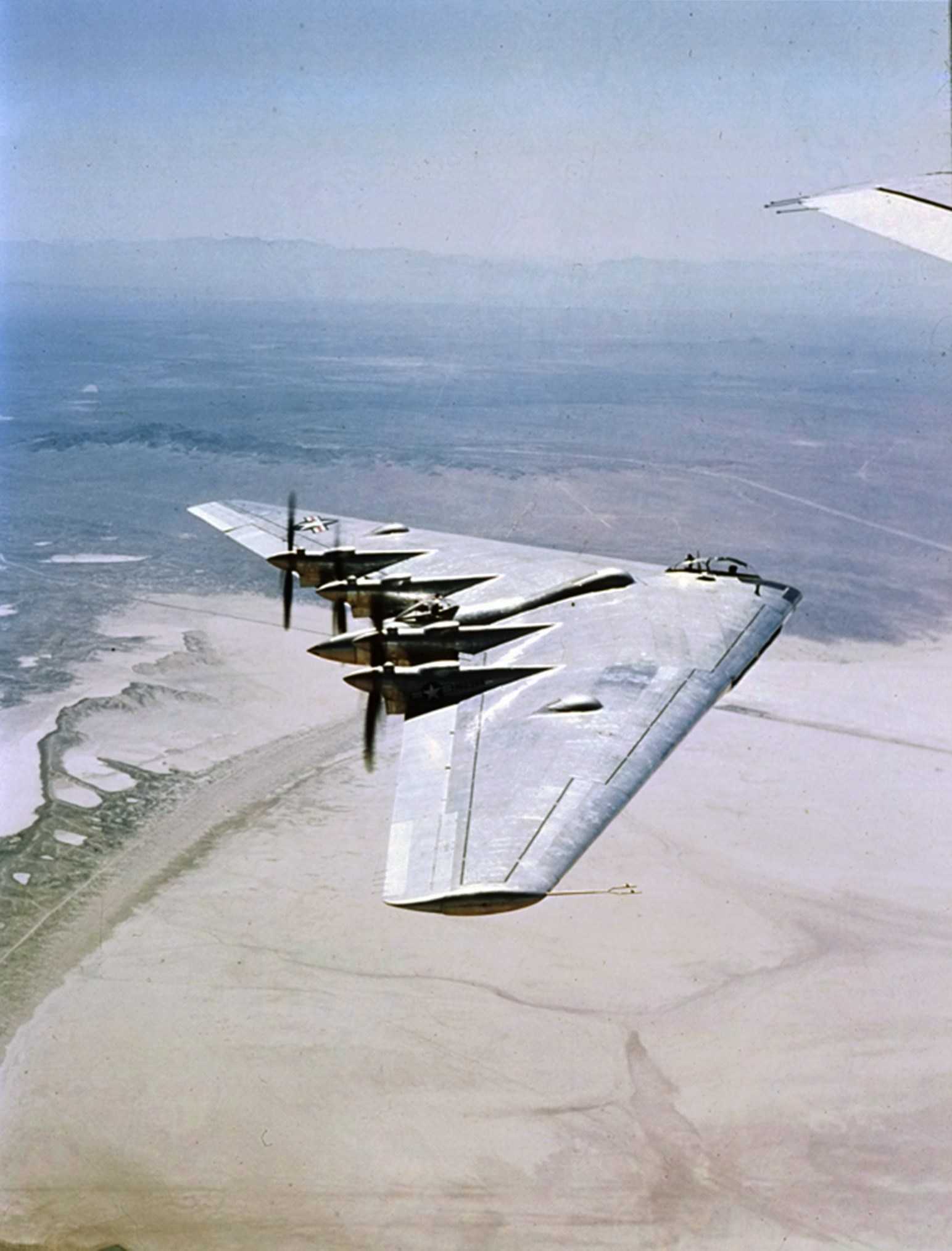
Experimental flying wing bomber Northrop YB-35 (1946)

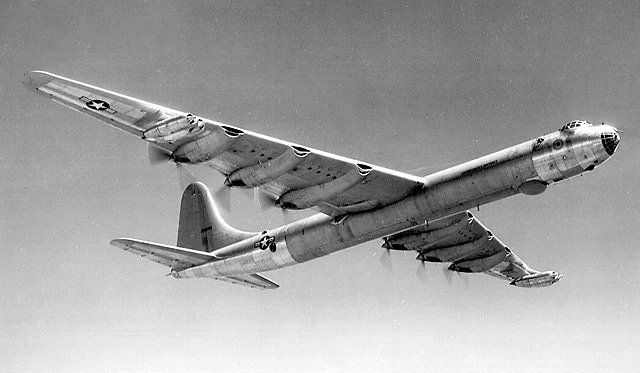
Convair B-36 Peacemaker (1946)

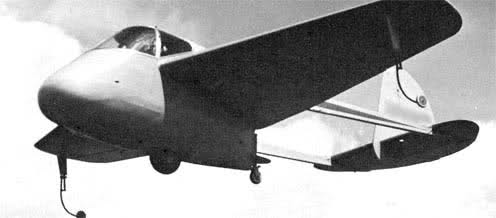
Alaparma Baldo (1949)

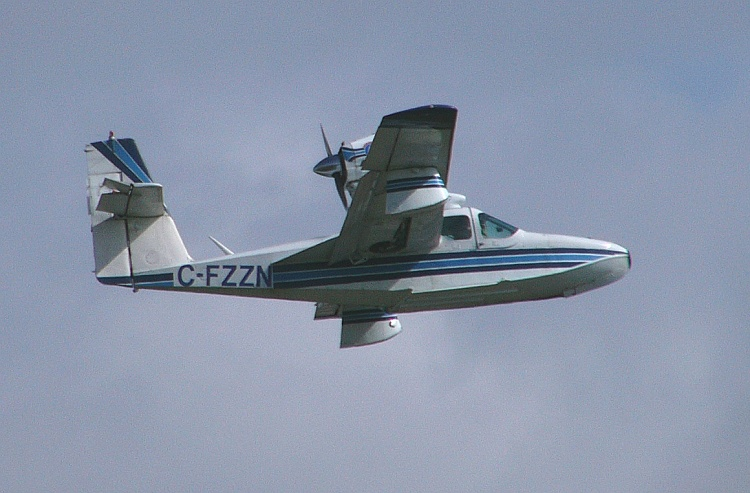
Lake Buccaneer (1950)

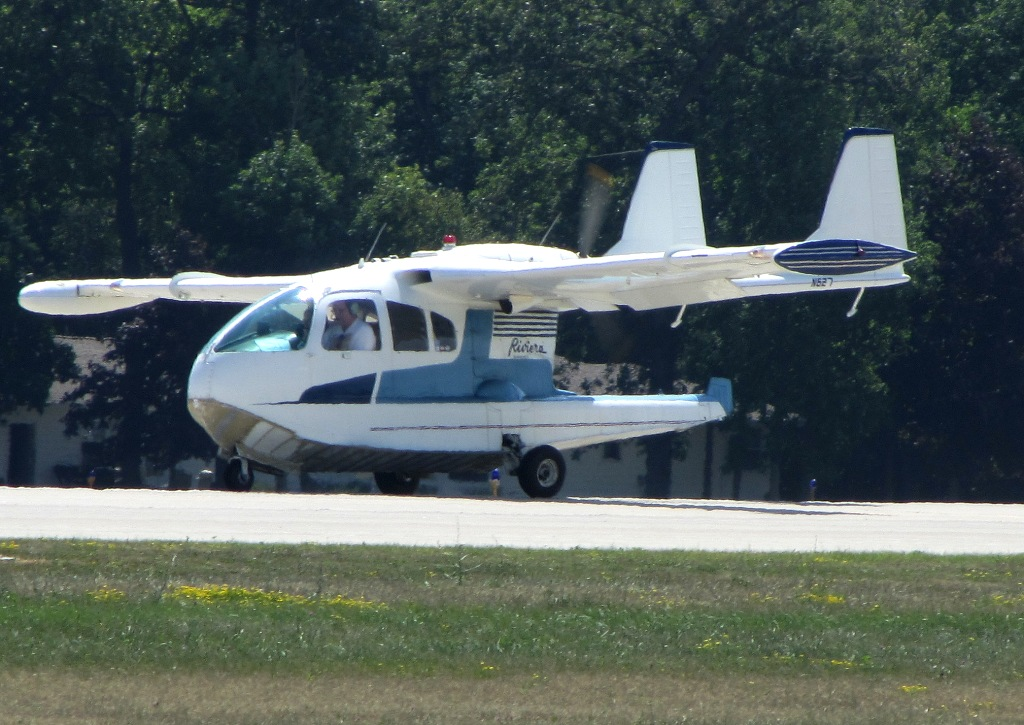
SIAI Marchetti FN 333 Riviera (1952)

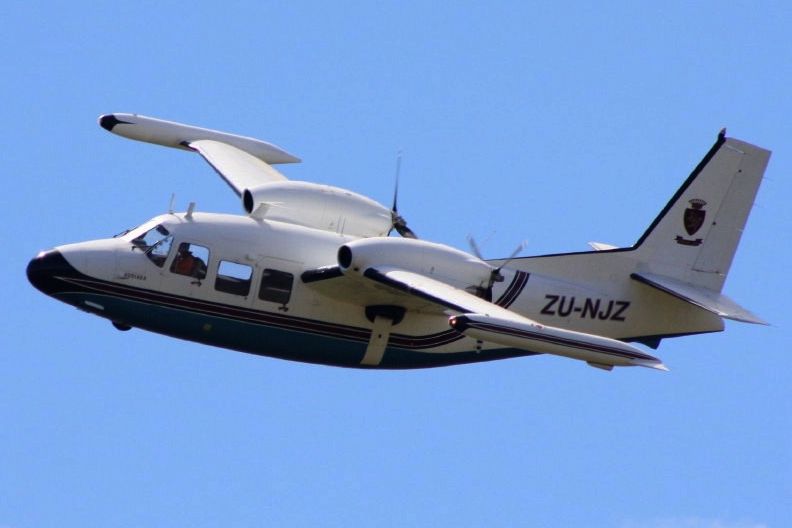
Piaggio P.166 (1957)

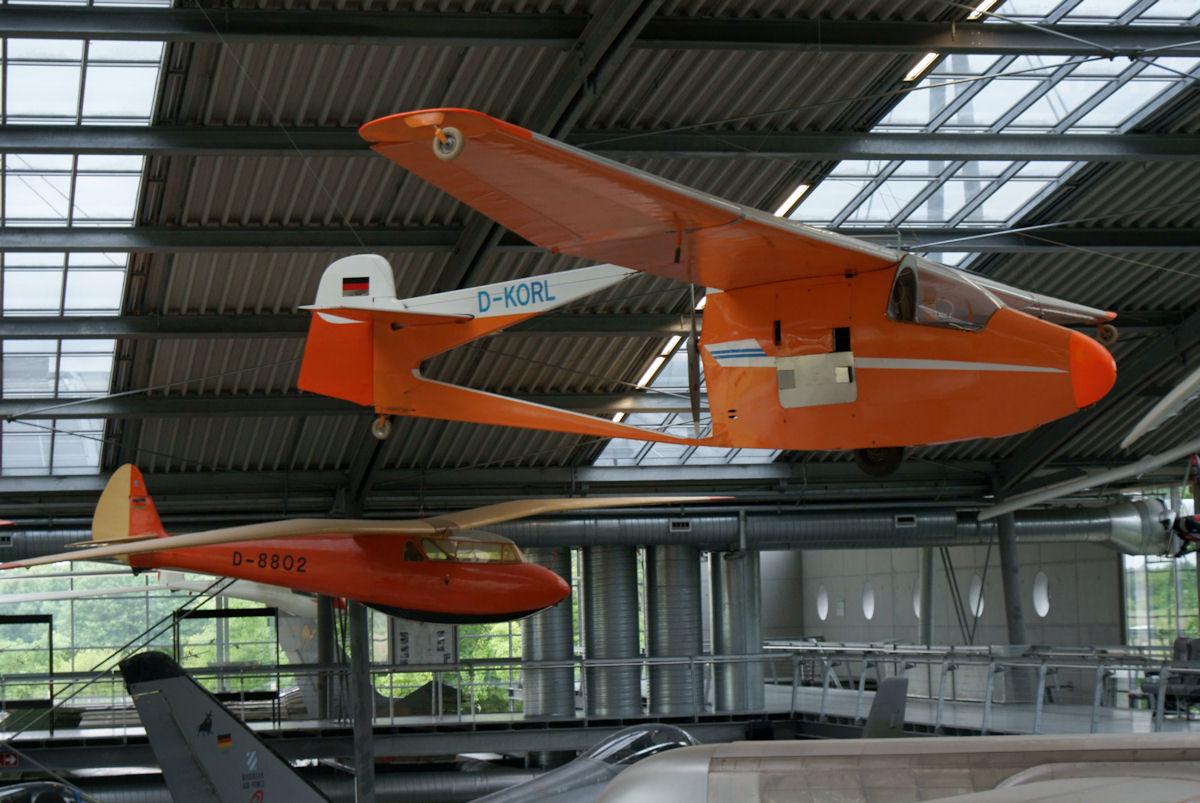
Raab Krähe (1958)

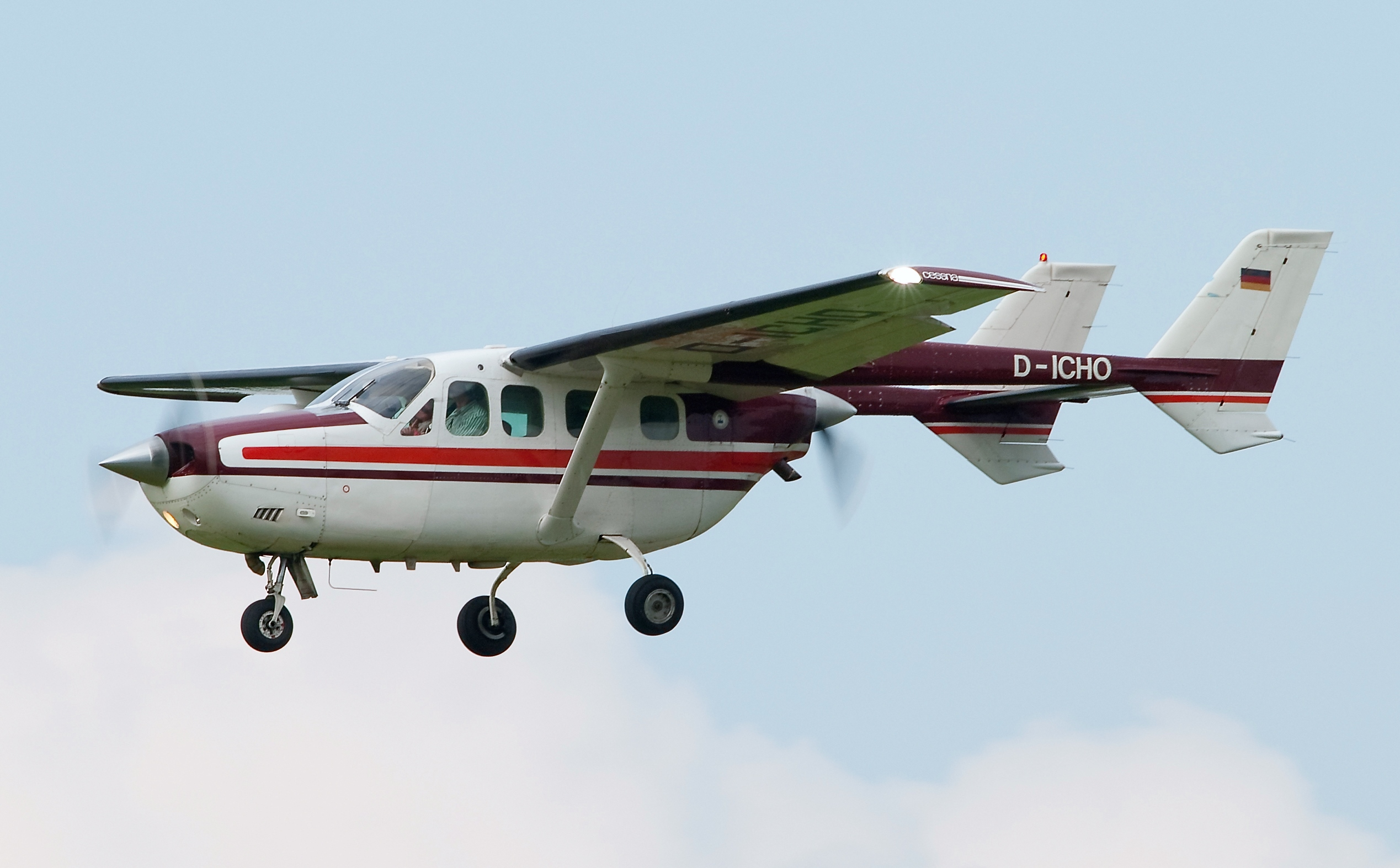
Cessna 337 Skymaster (1962)

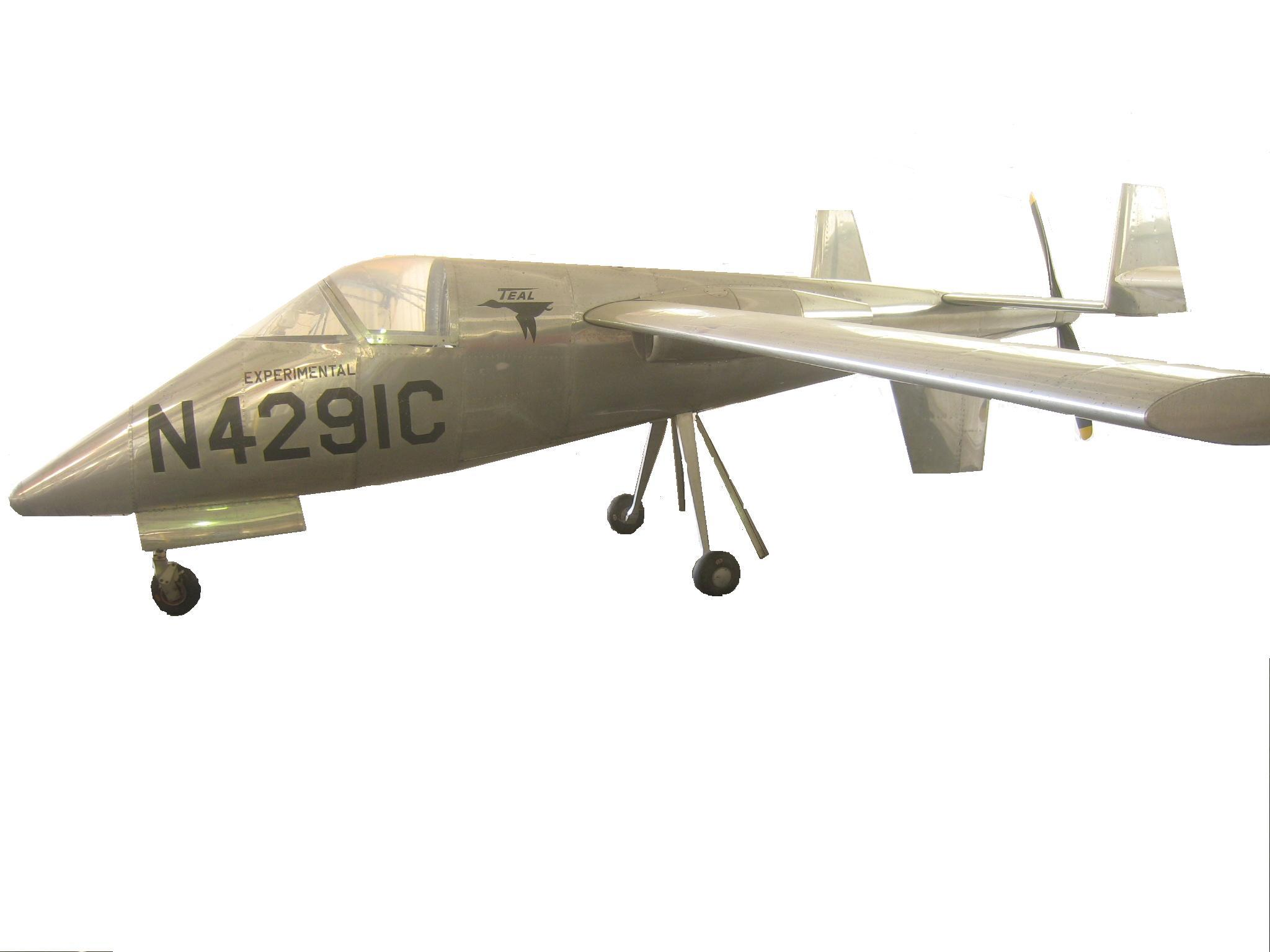
Lesher teal (1965)

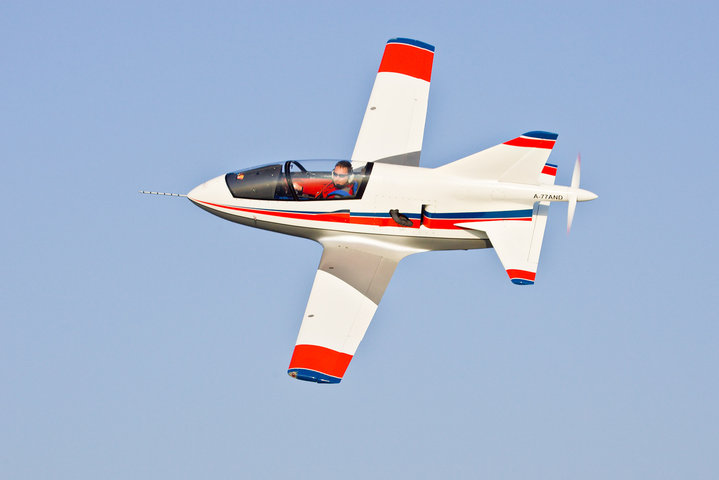
Bede BD-5 (1971)

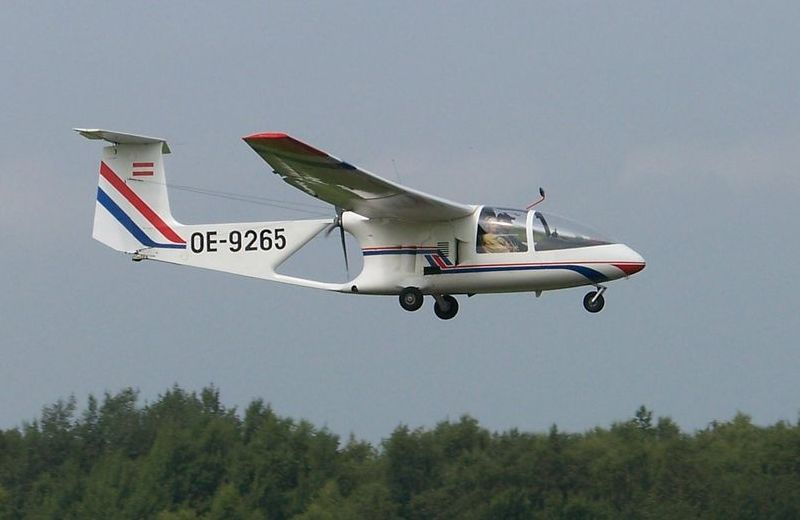
Brditschka HB 23 (1992)

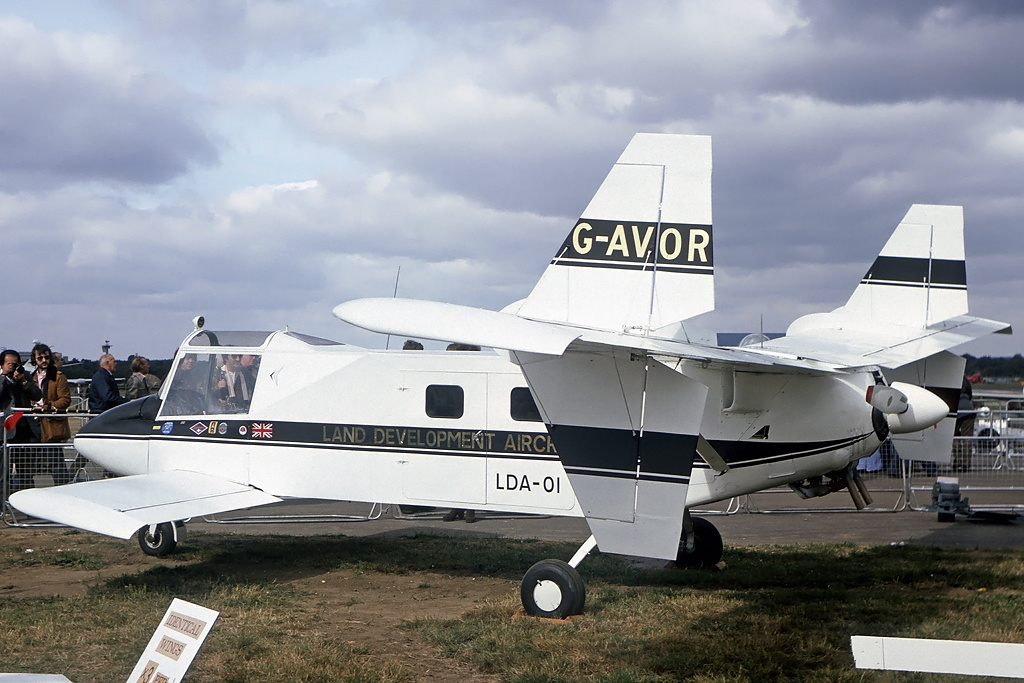
Lockspeiser LDA-1 (1971)

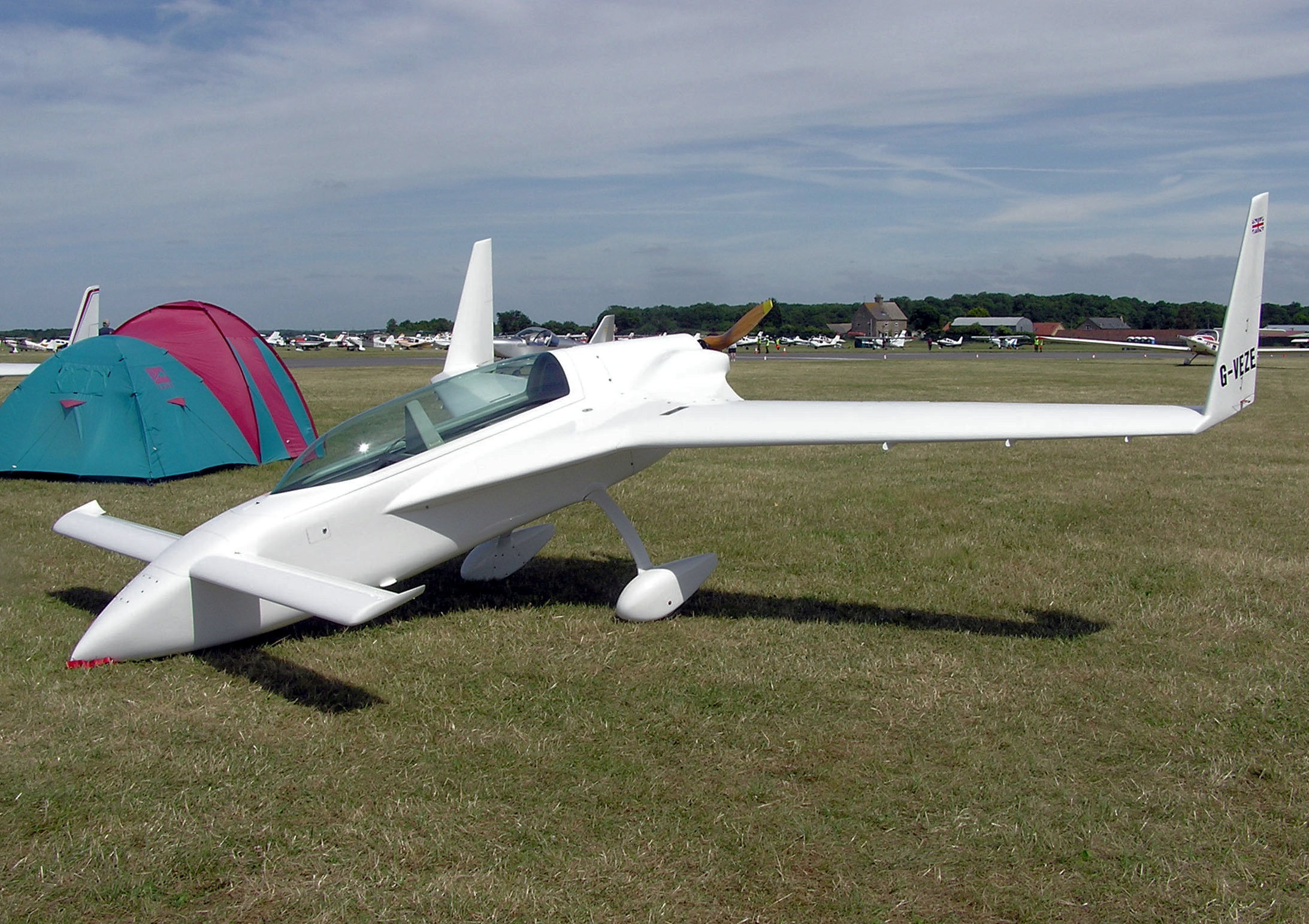
Rutan VariEze 1975

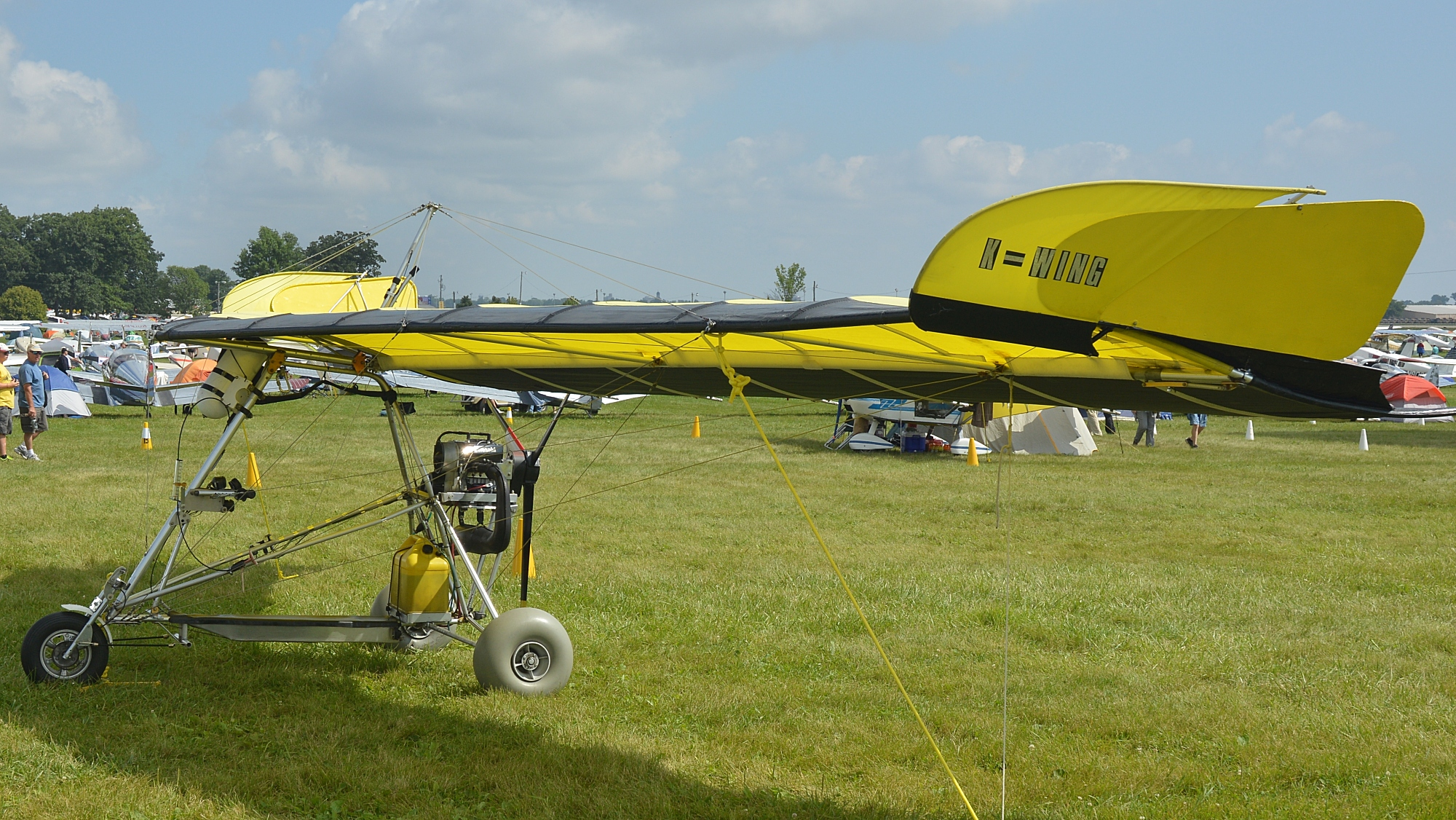
Cascade Kasperwing I-80 1976

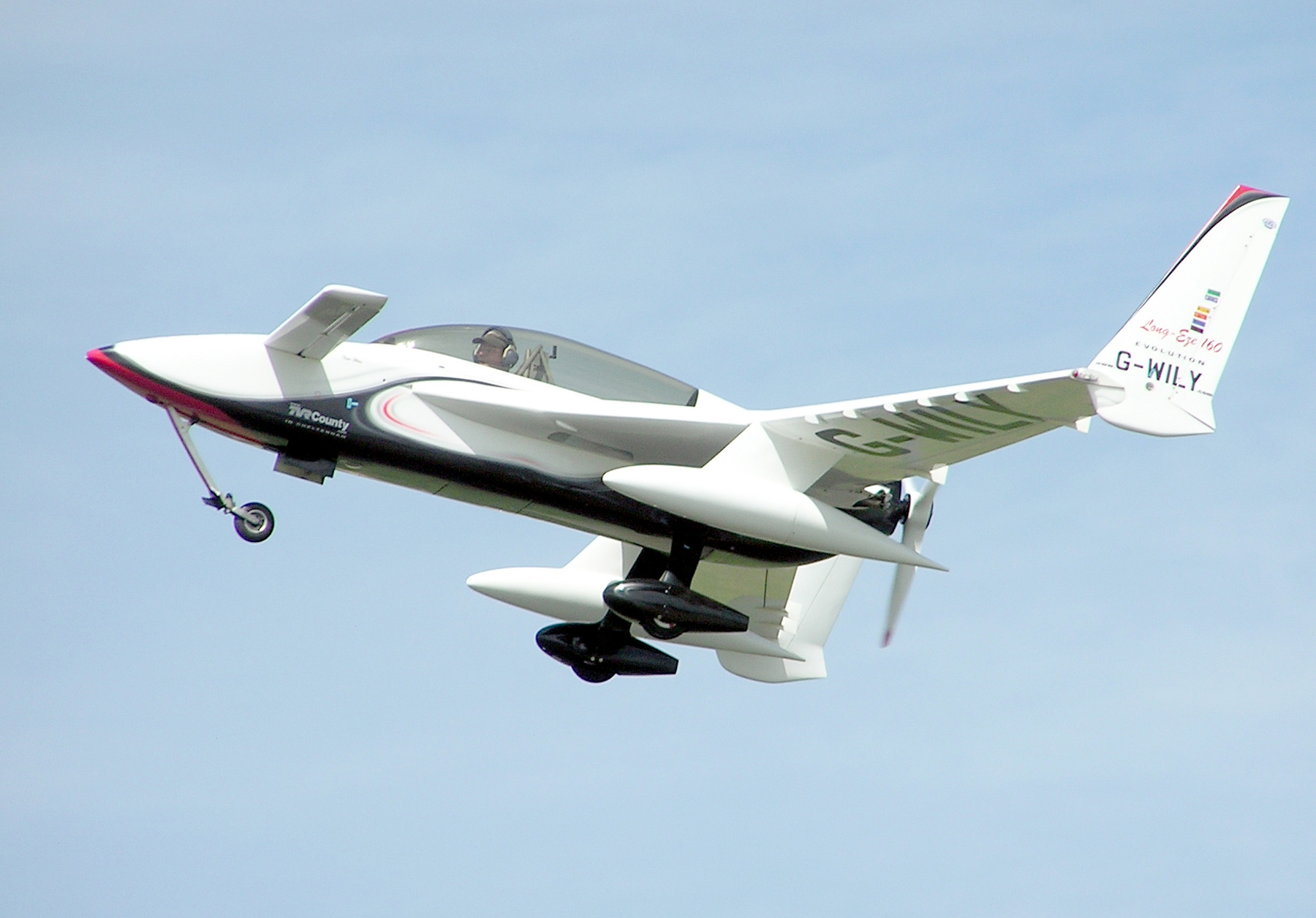
Rutan Long-EZ pusher configuration canard.

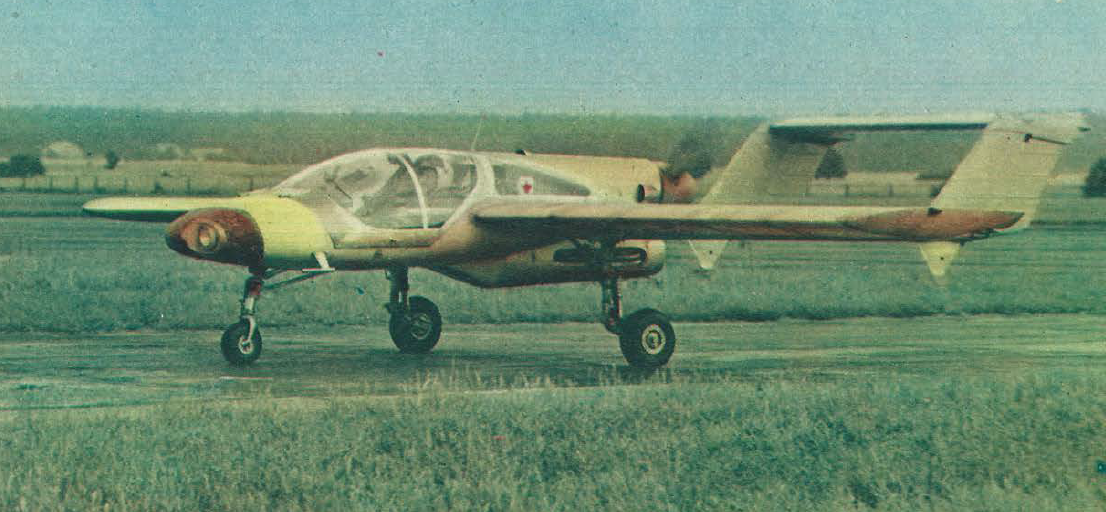
PZL M-17 (1977)

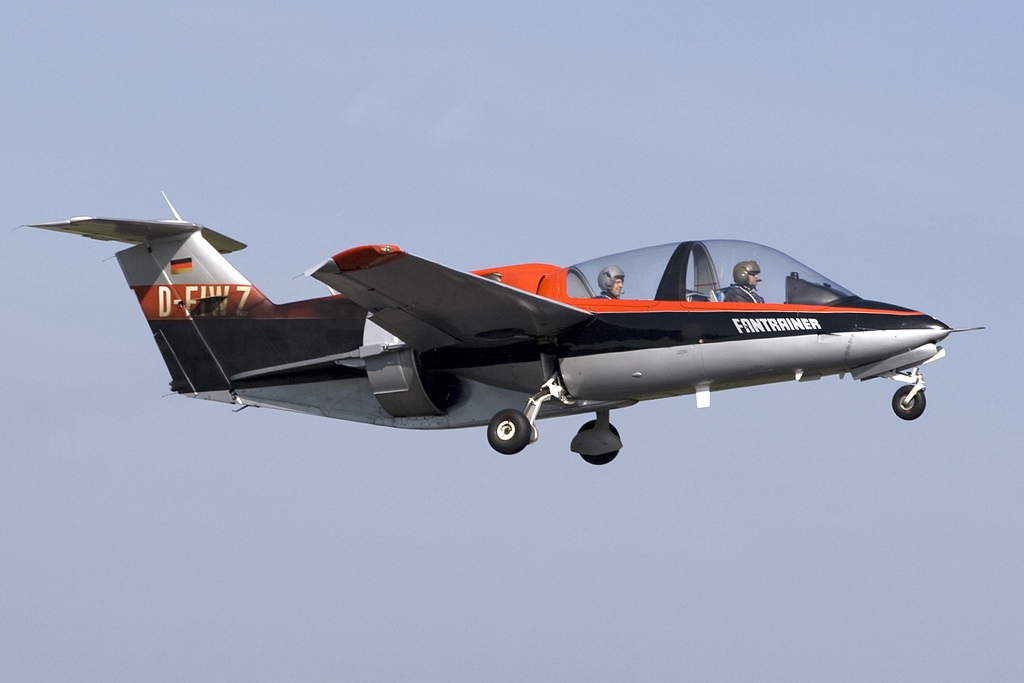
RFB Fantrainer (1977)

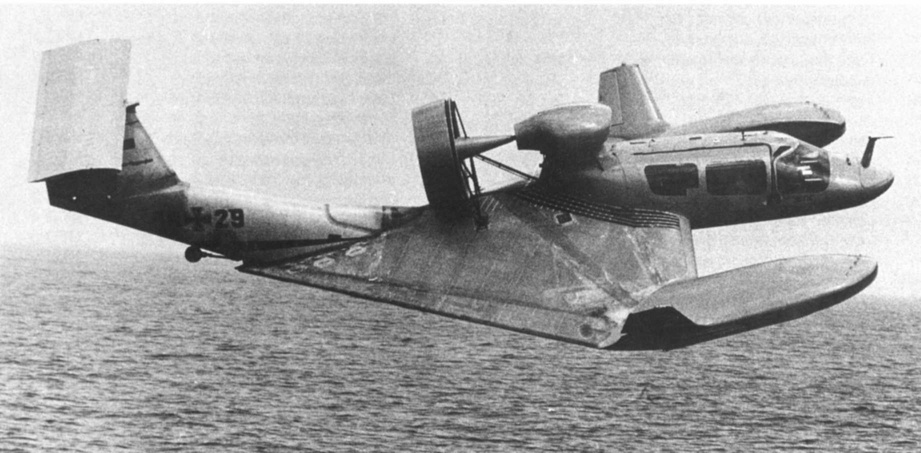
RFB X-114 (1977)

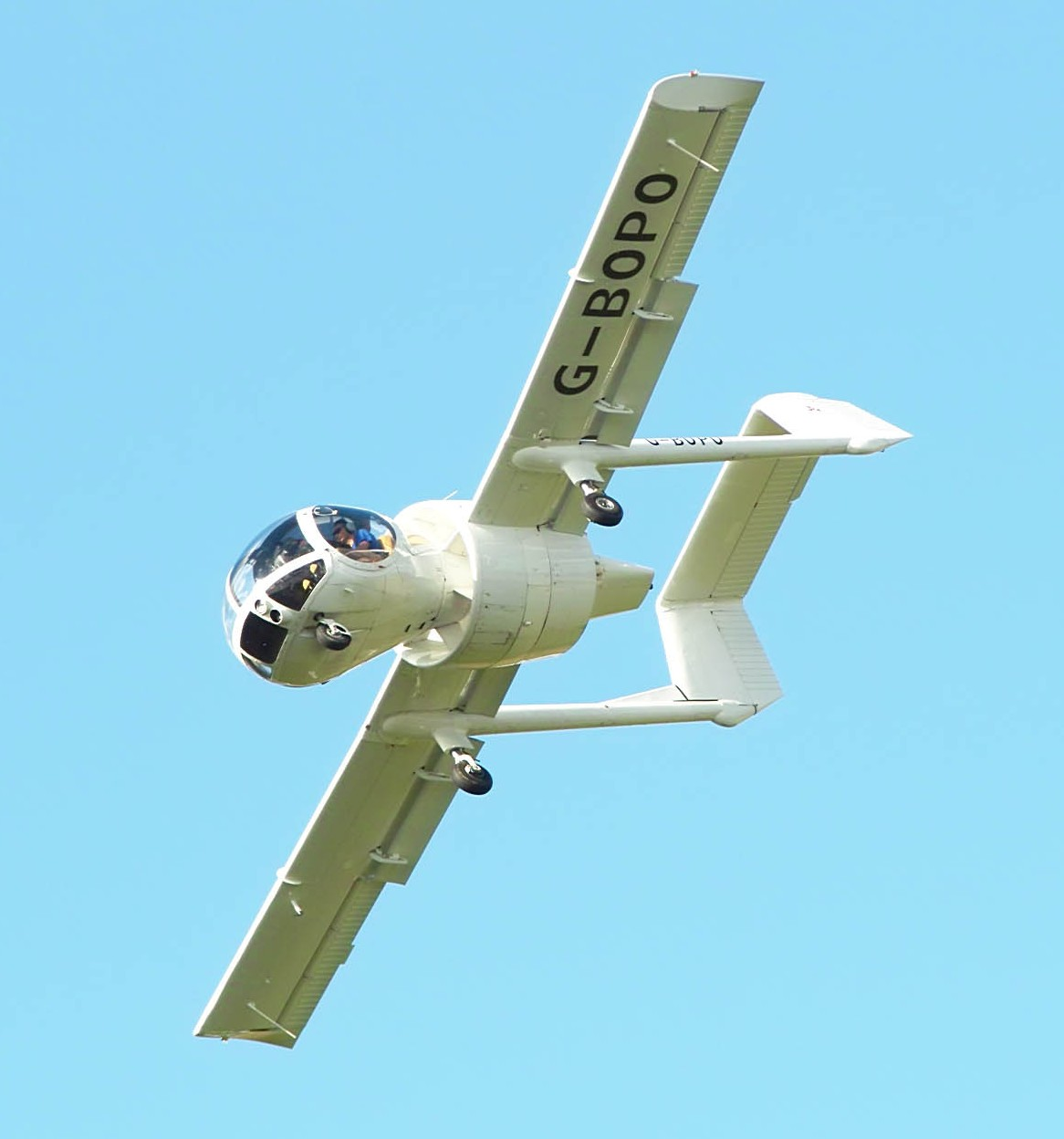
Edgley Optica (1979)

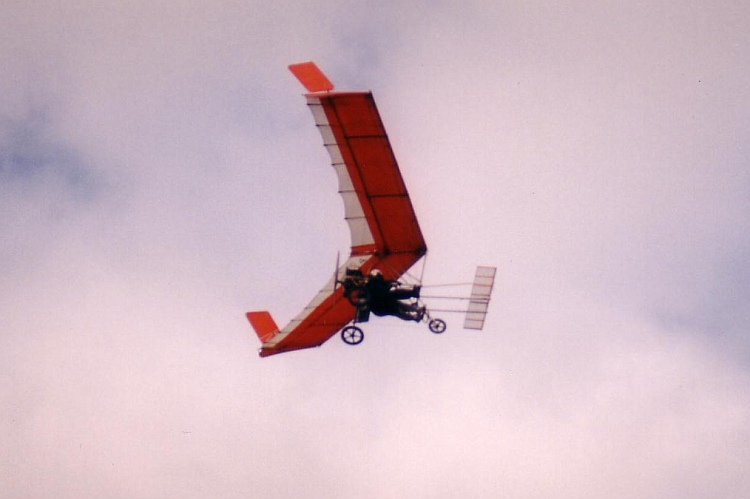
Pterodactyl Ascender (1979)

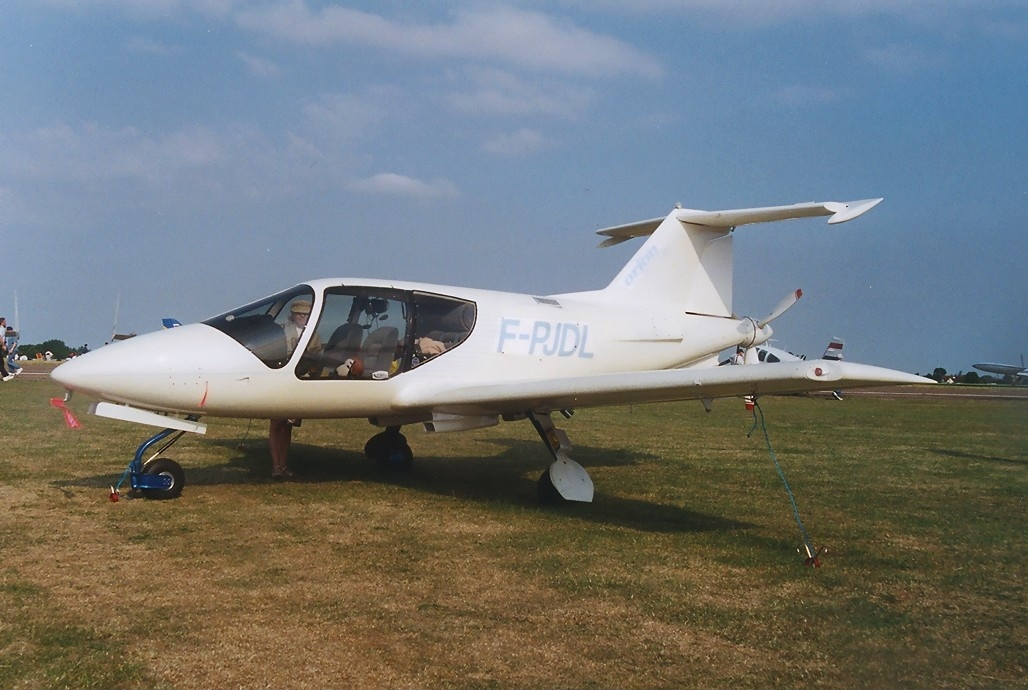
Grinvalds Orion (1981)

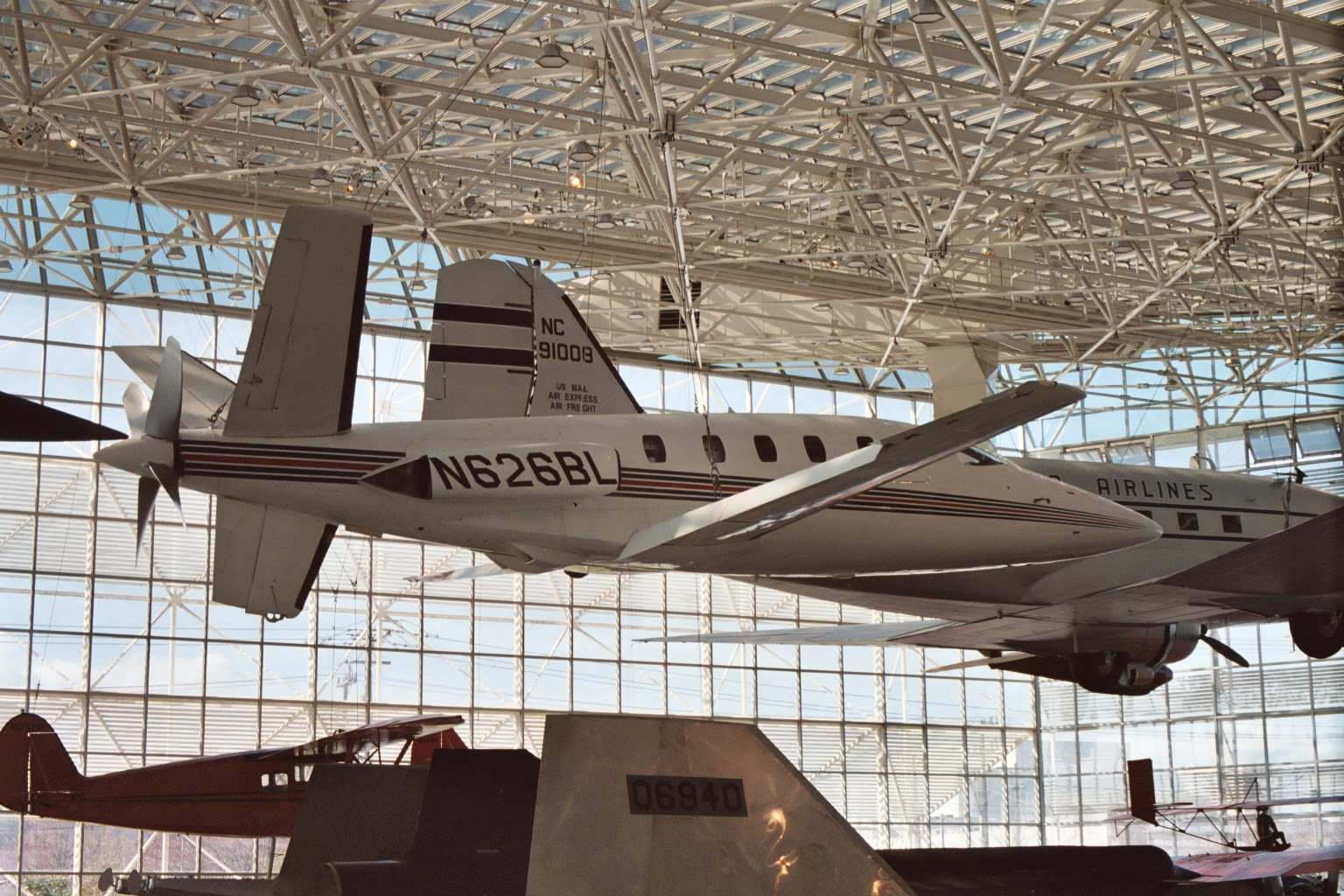
LearAvia Lear Fan (1981)

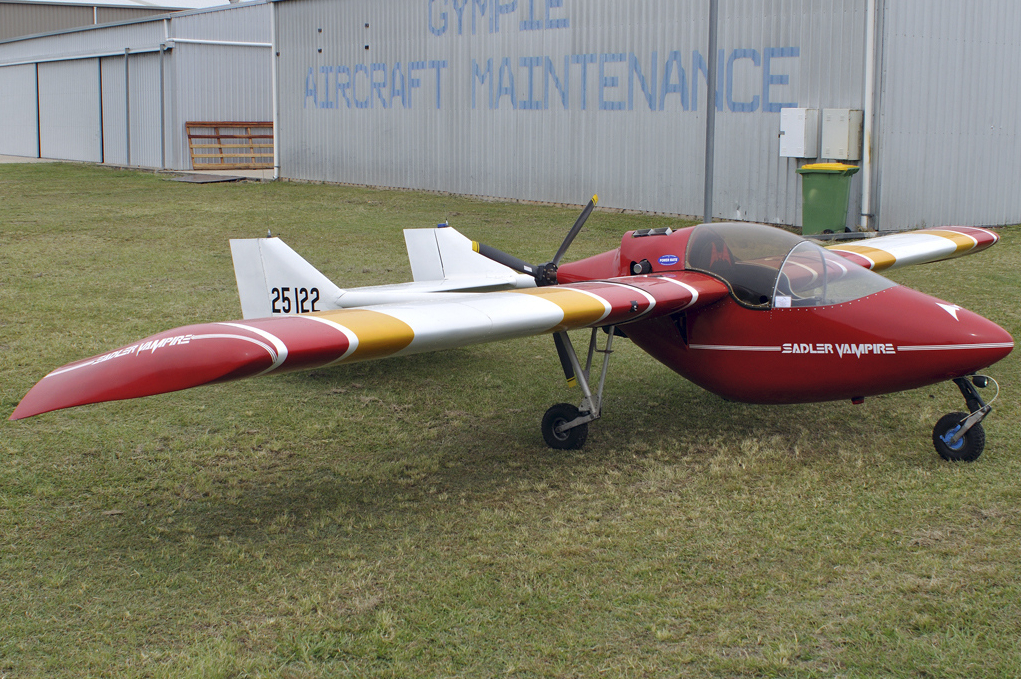
Sadler Vampire (1982)

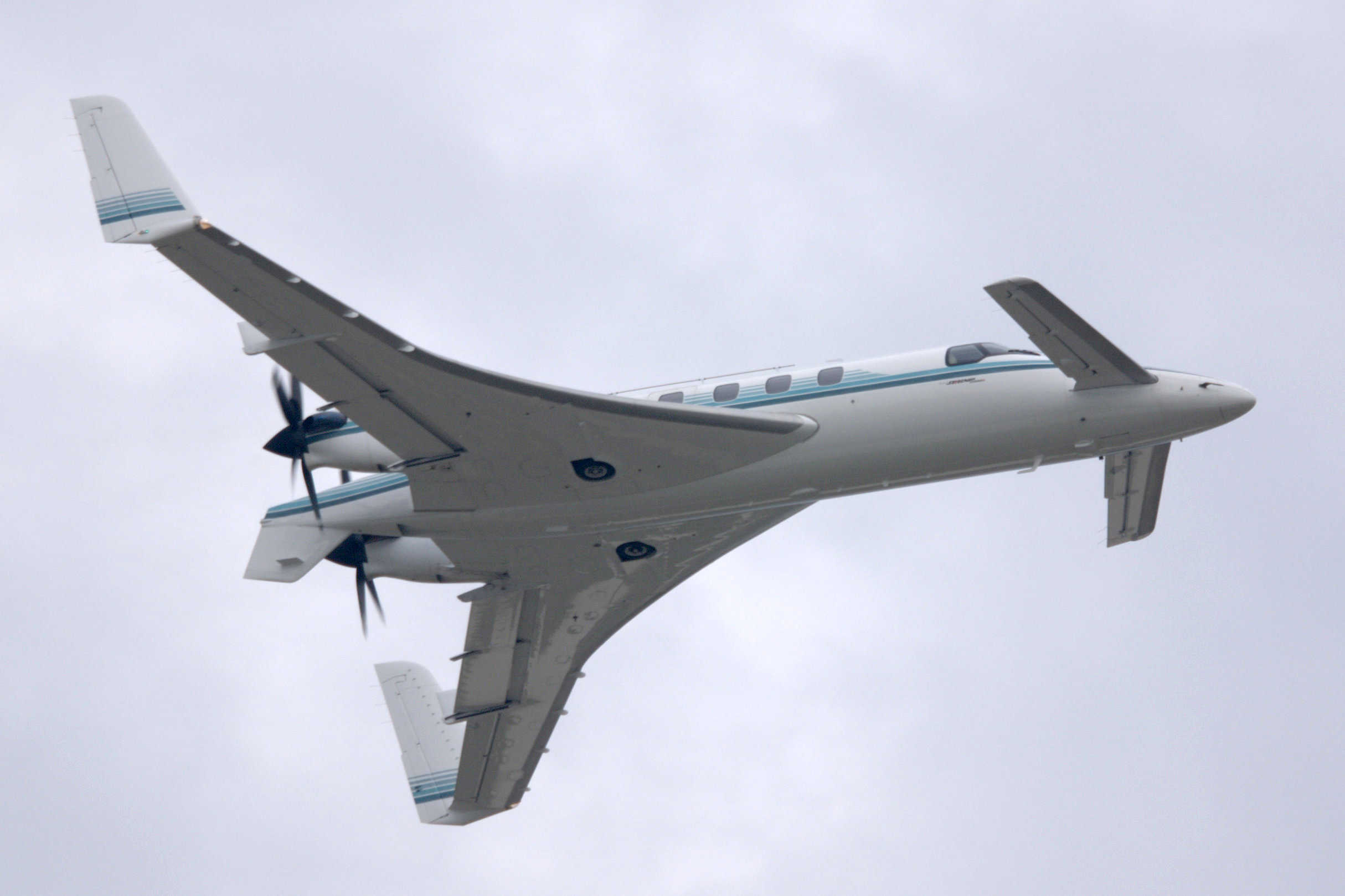
Beechcraft Starship (1983)

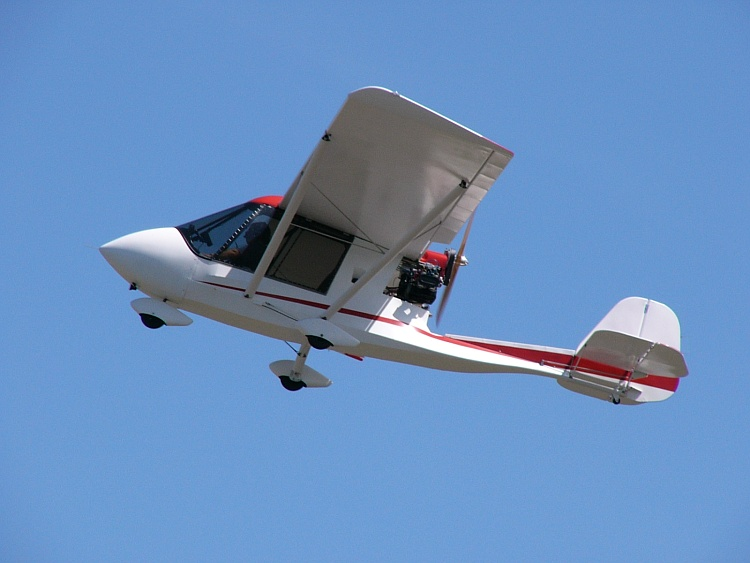
ULM Quad City Challenger (1983)

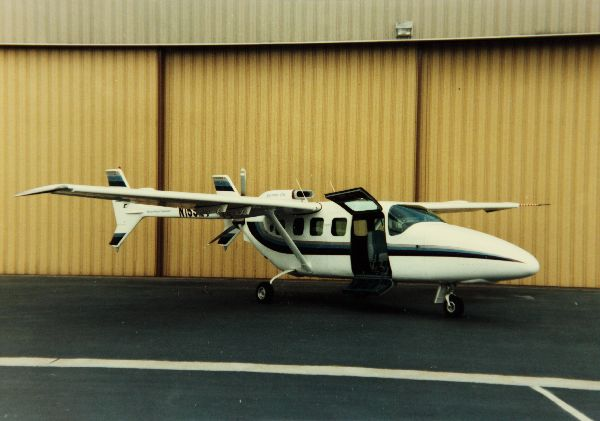
Spectrum SA-550 (1983)

Rutan Voyager (1984)

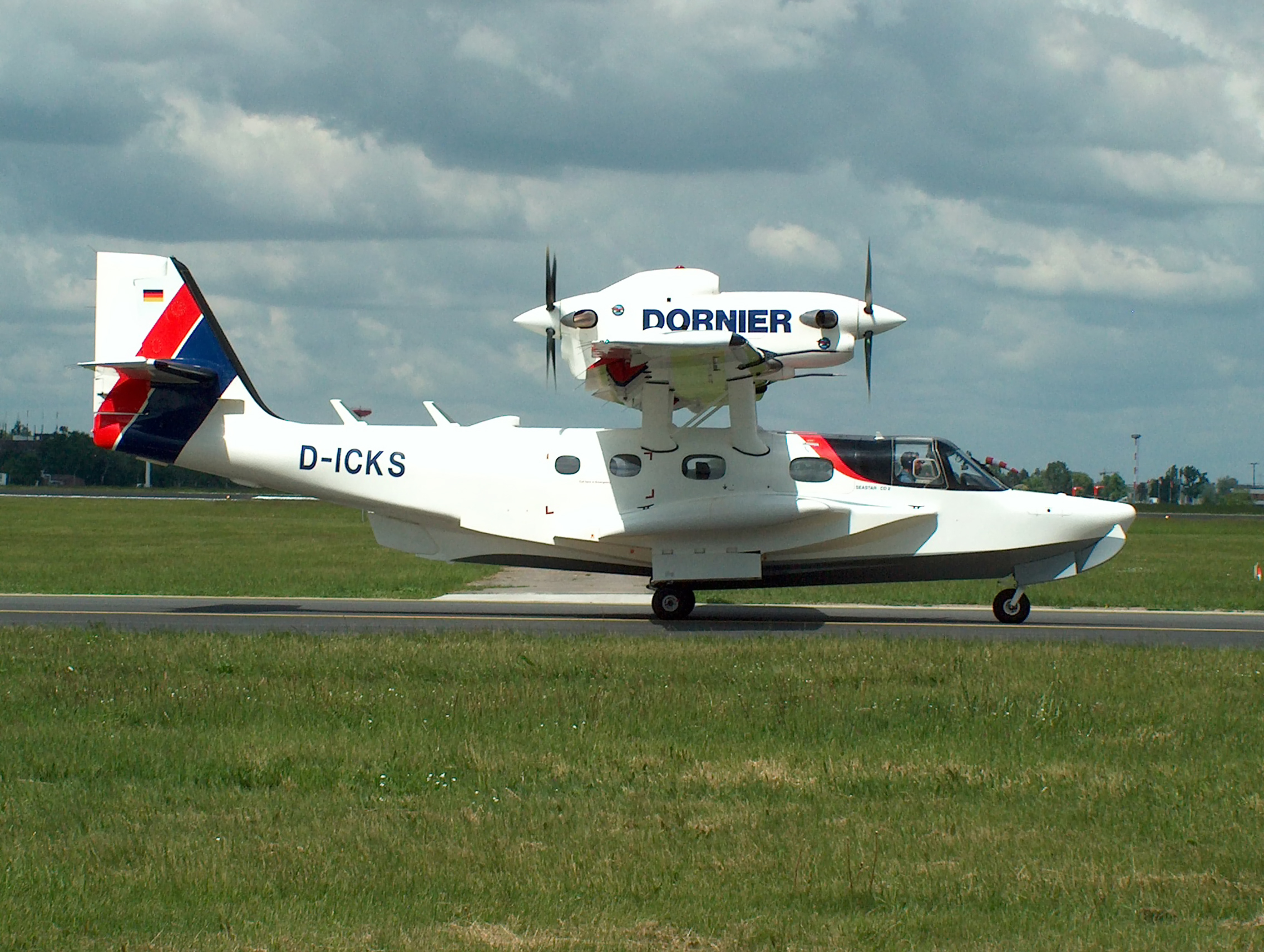
Dornier Seastar (1984)

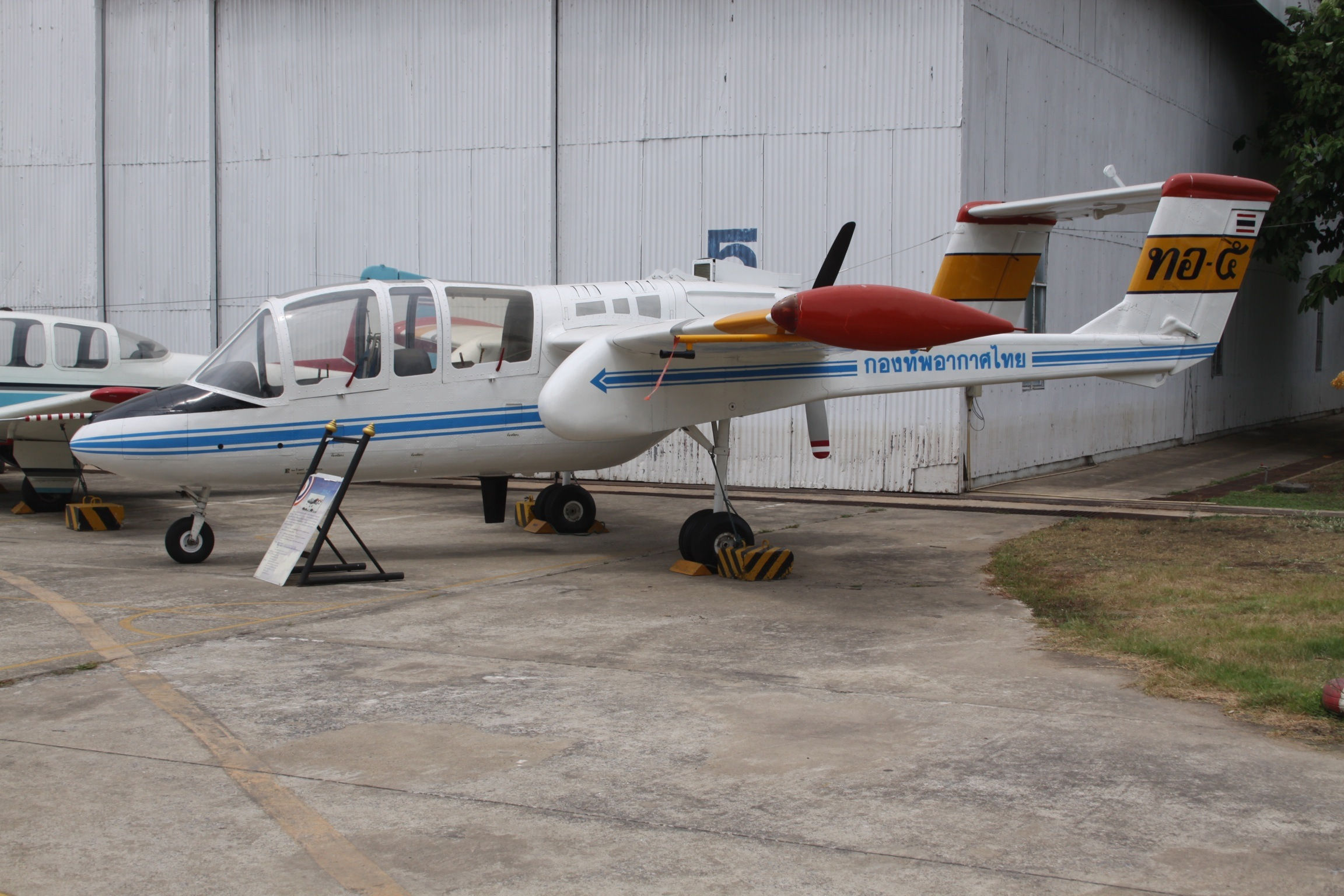
RTAF-5 (1984)

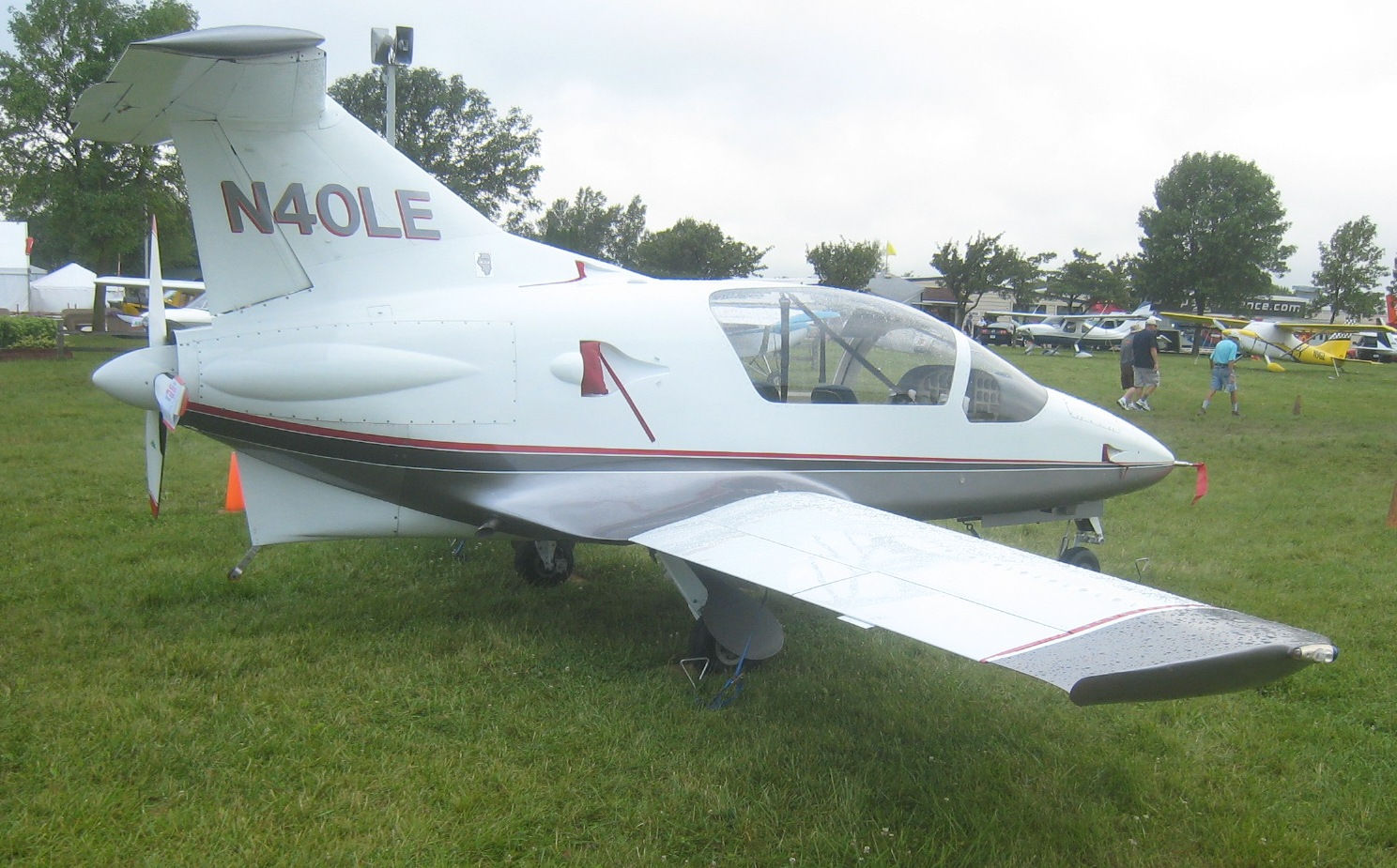
Prescott Pusher (1985)

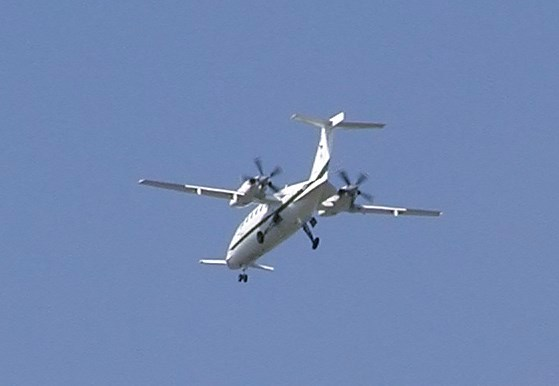
Piaggio P.180 Avanti (1986)

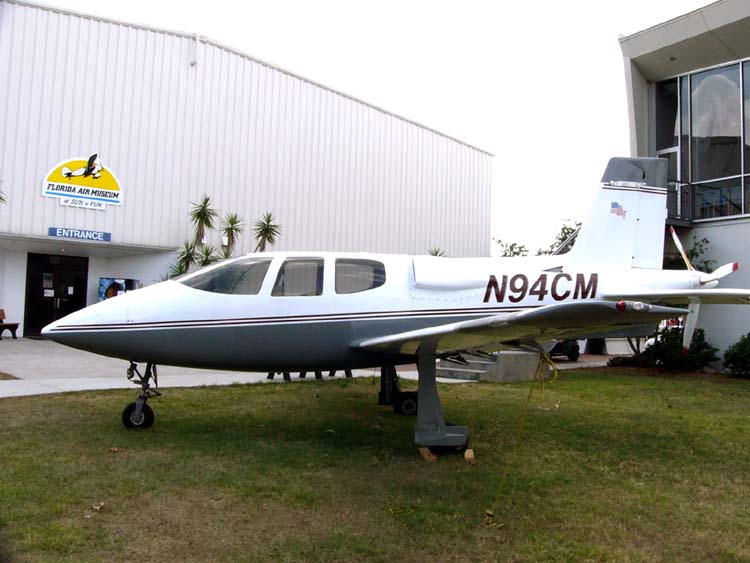
Cirrus VK-30 (1987)

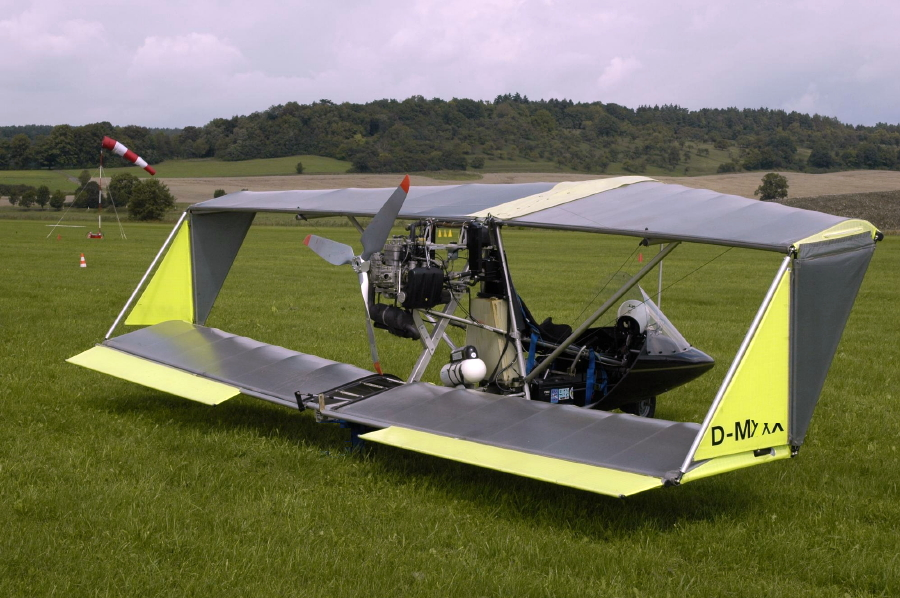
Airkraft Sunny joined wing 1989

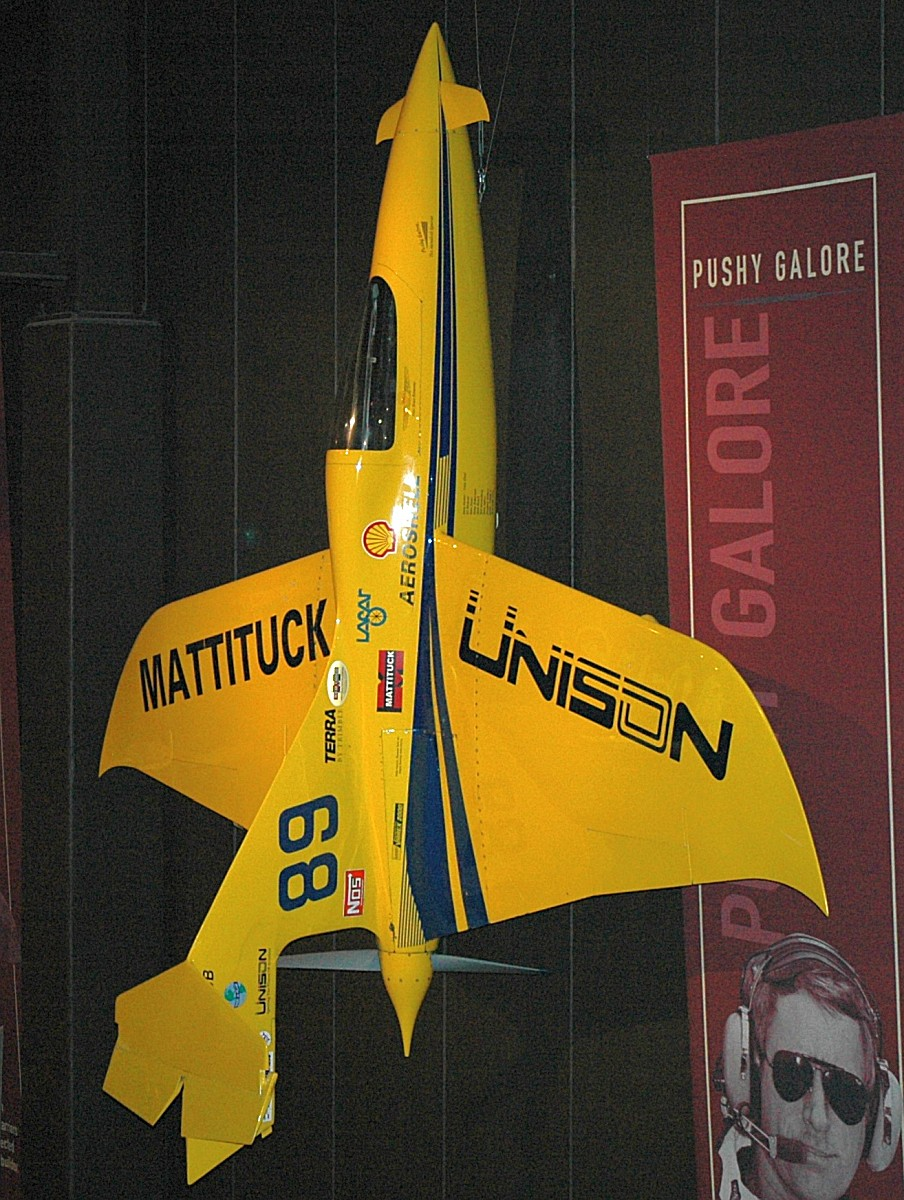
Miller-Bohannan JM-2 Special 1989

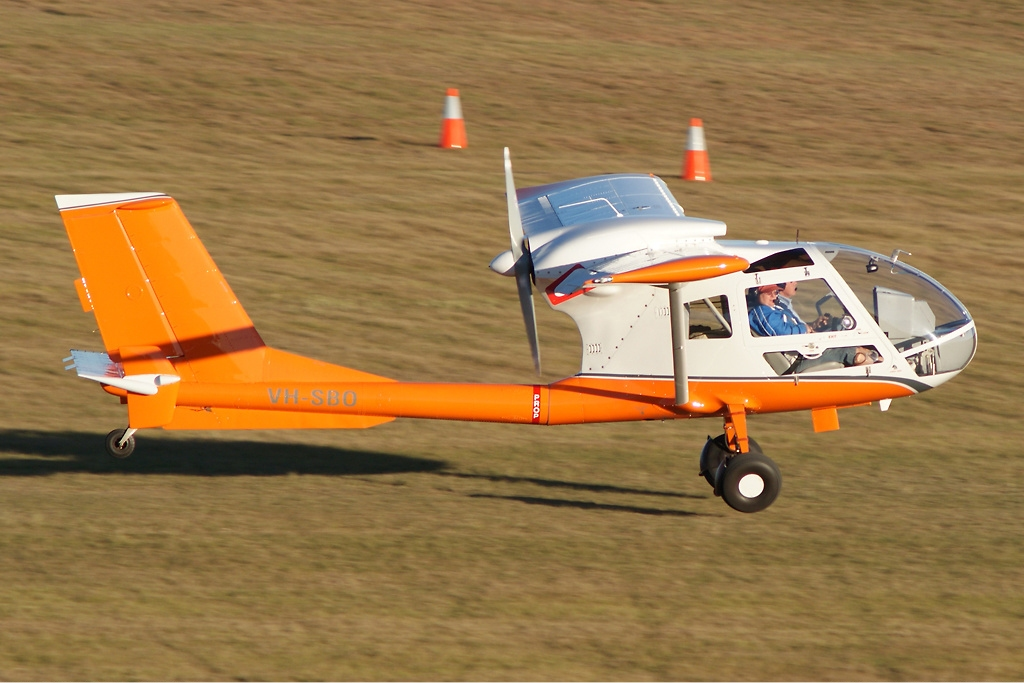
Seabird seeker (1989)

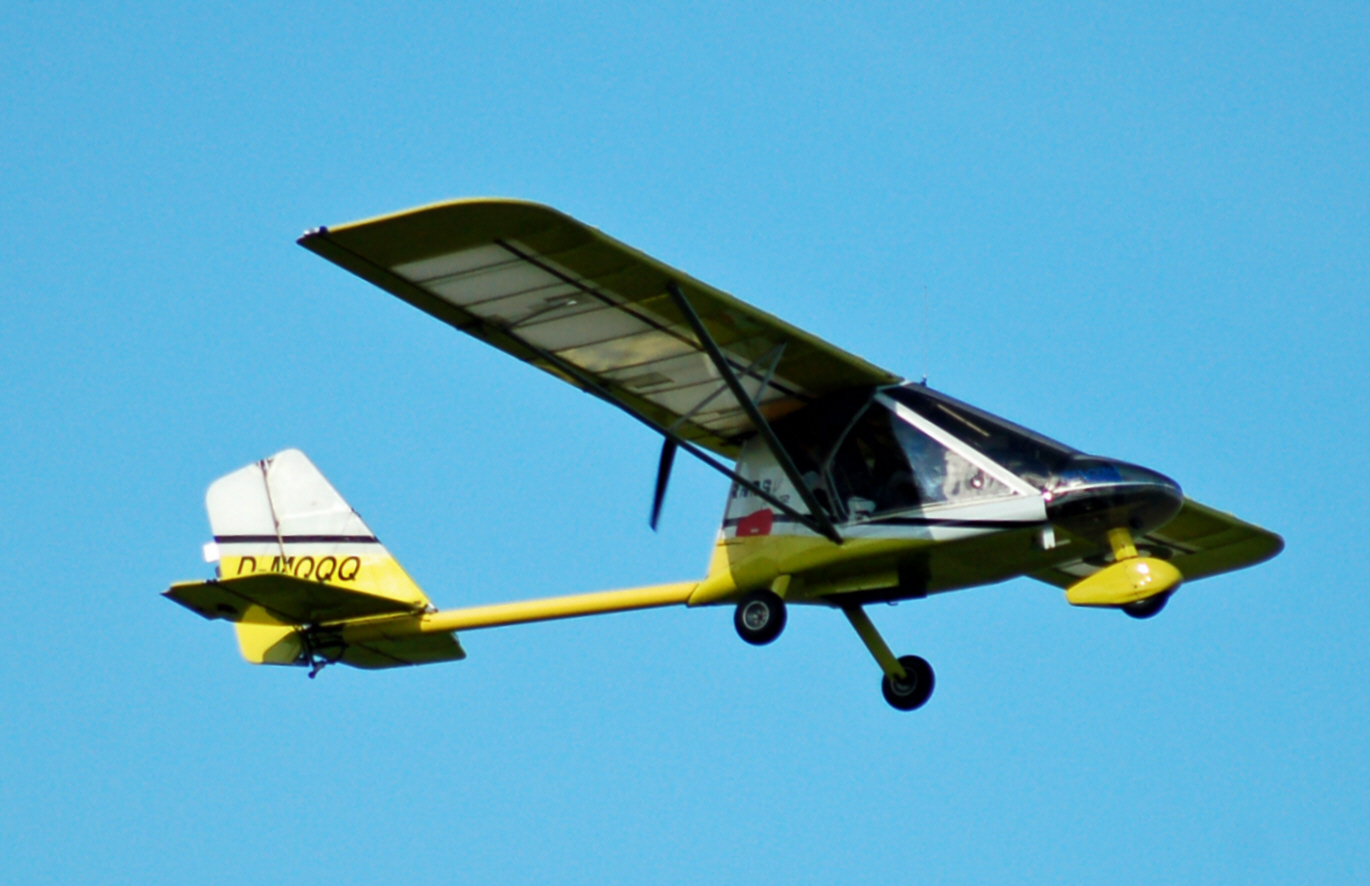
Rans S12 1990

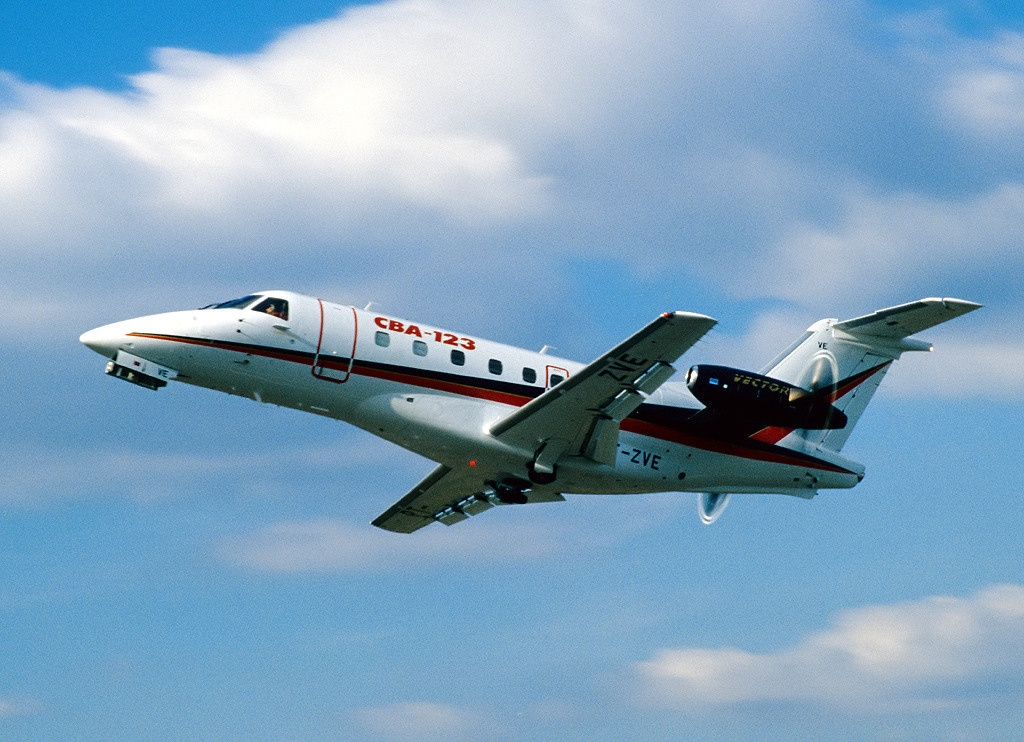
Embraer-FMA CBA-123 Vector

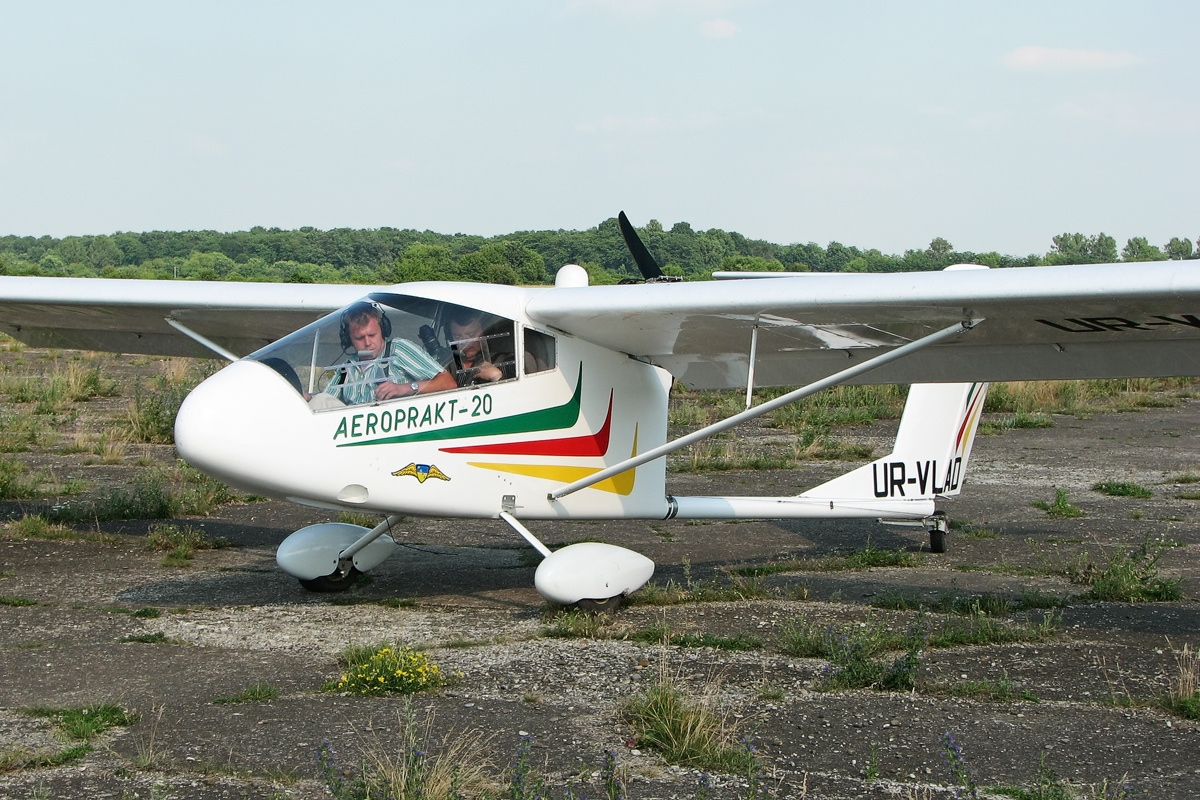
Aeroprakt A-20 Vista (1991

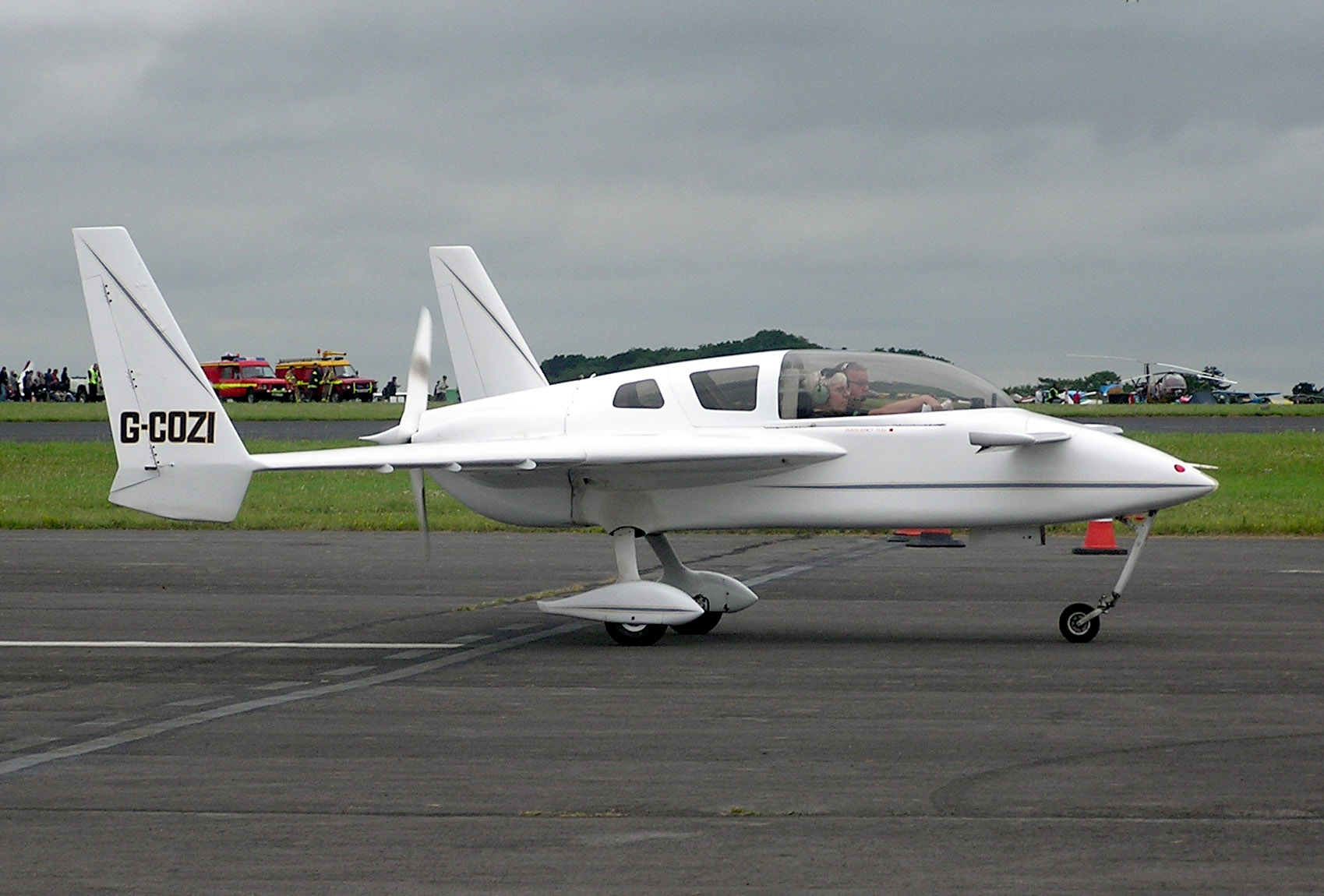
Cozy MK III (1991)

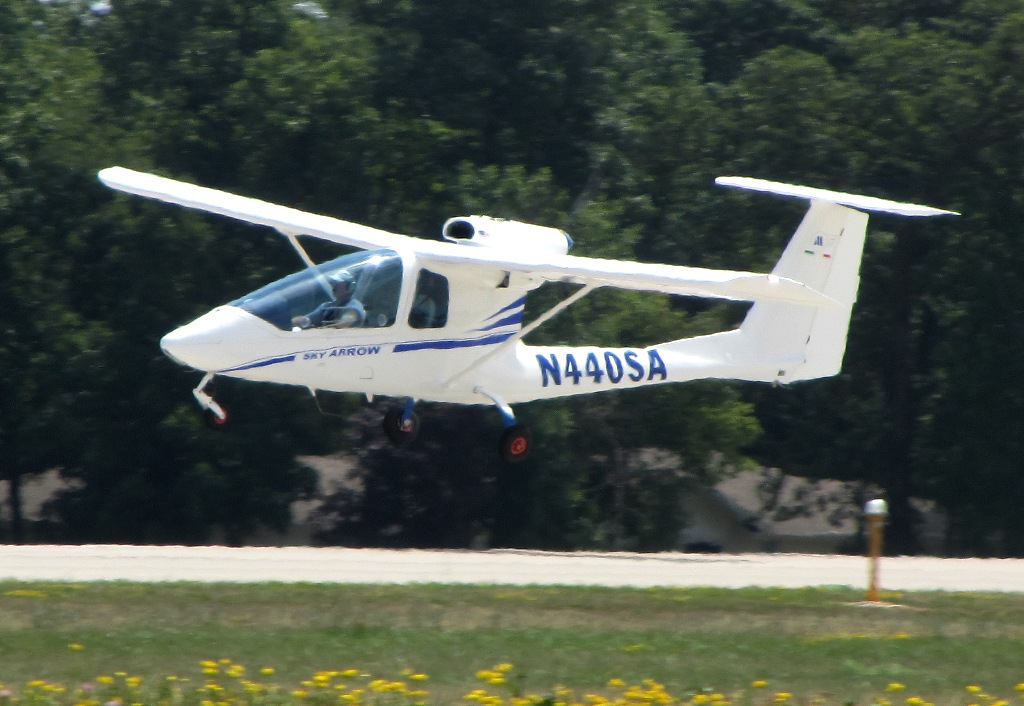
Sky Arrow LSA (1992)

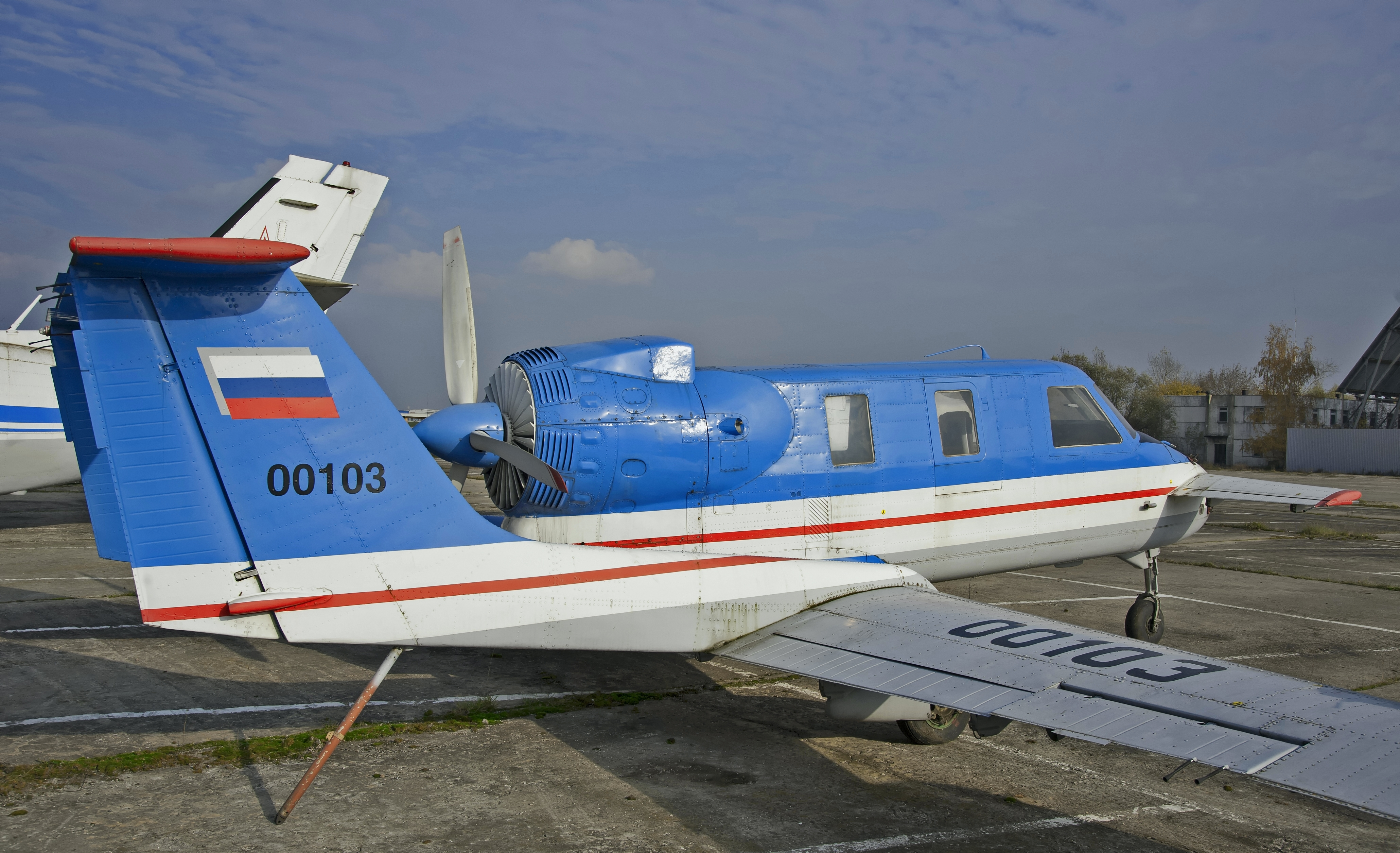
NPO Molniya (1993)

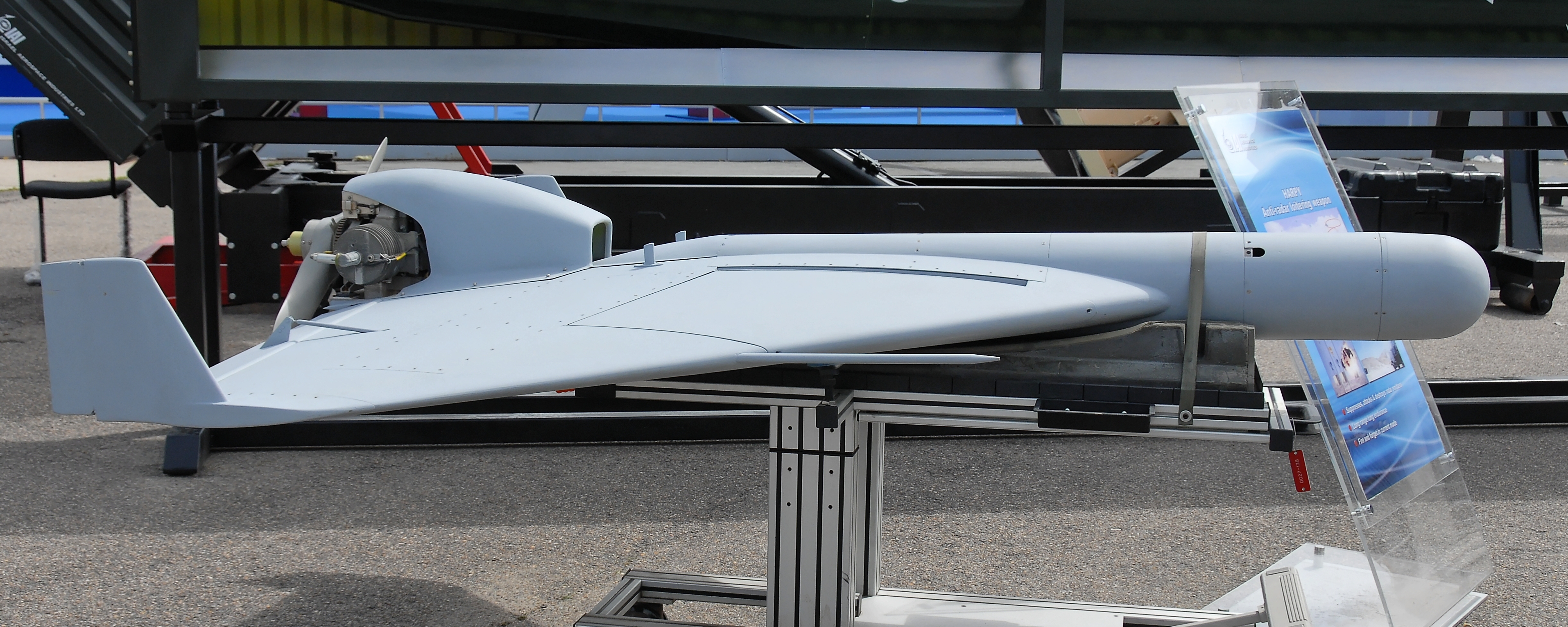
IAI Harpy (1994)

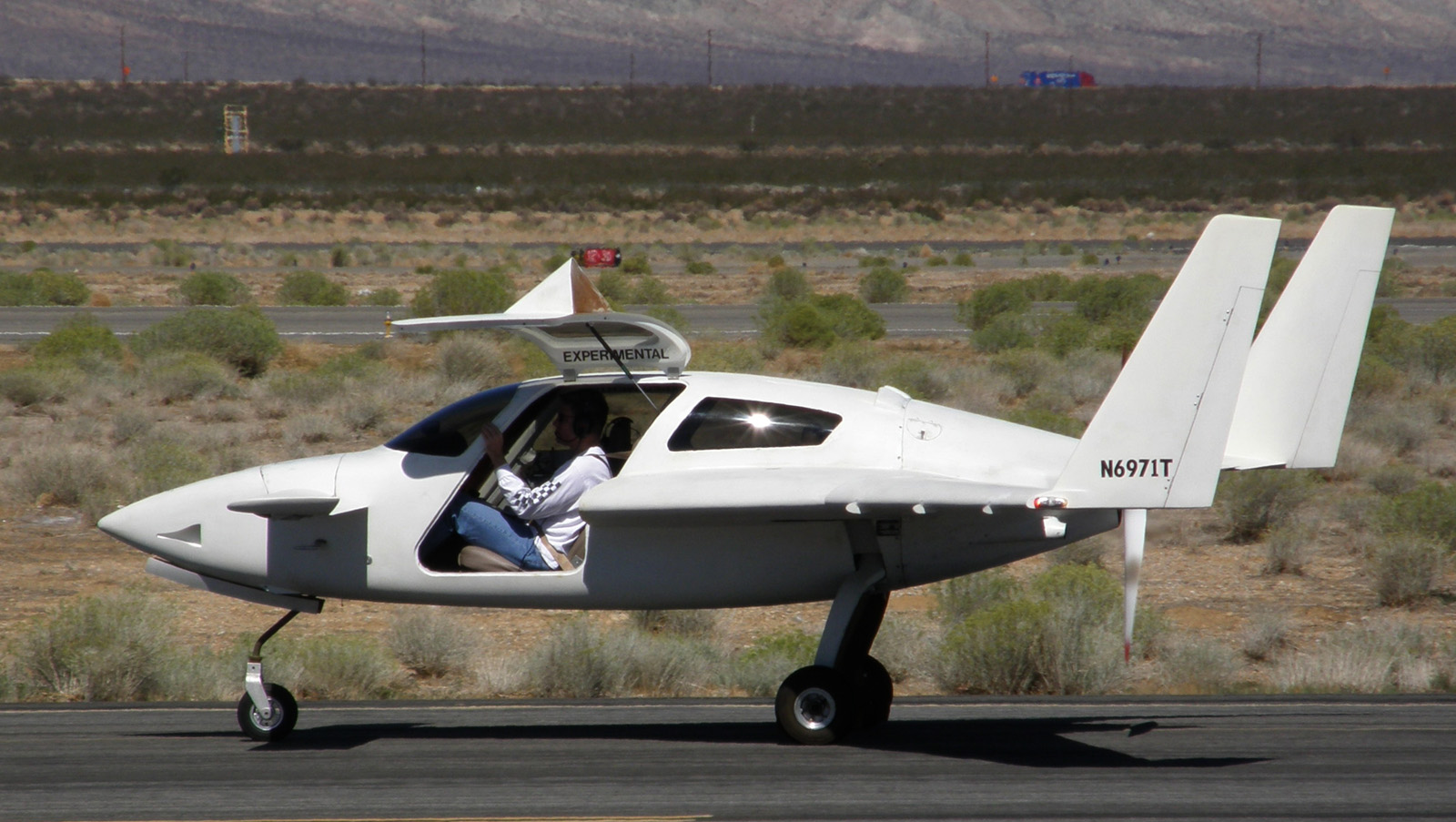
Velocity SE (1995)

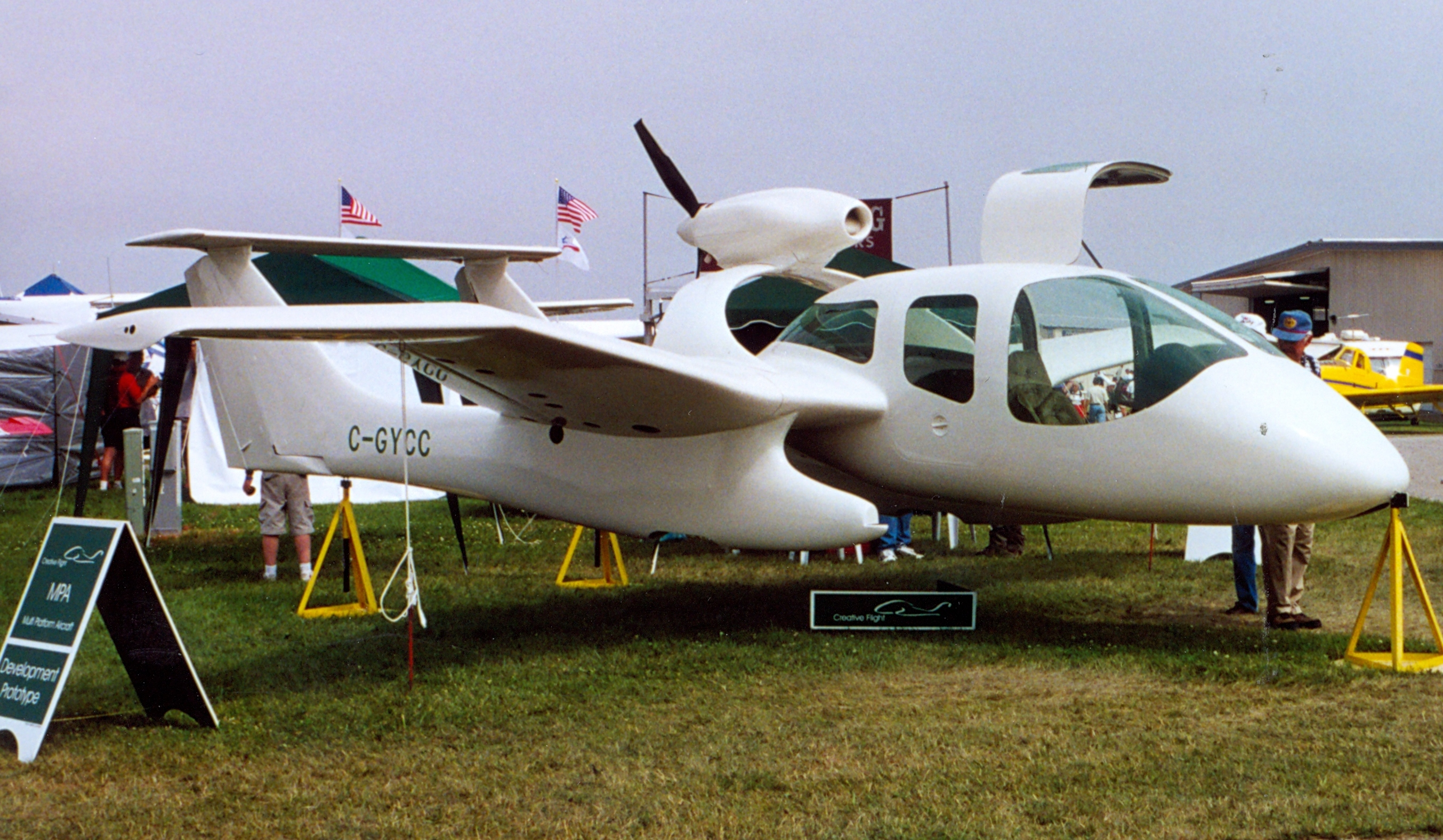
Creative Flight Aerocat (2001)

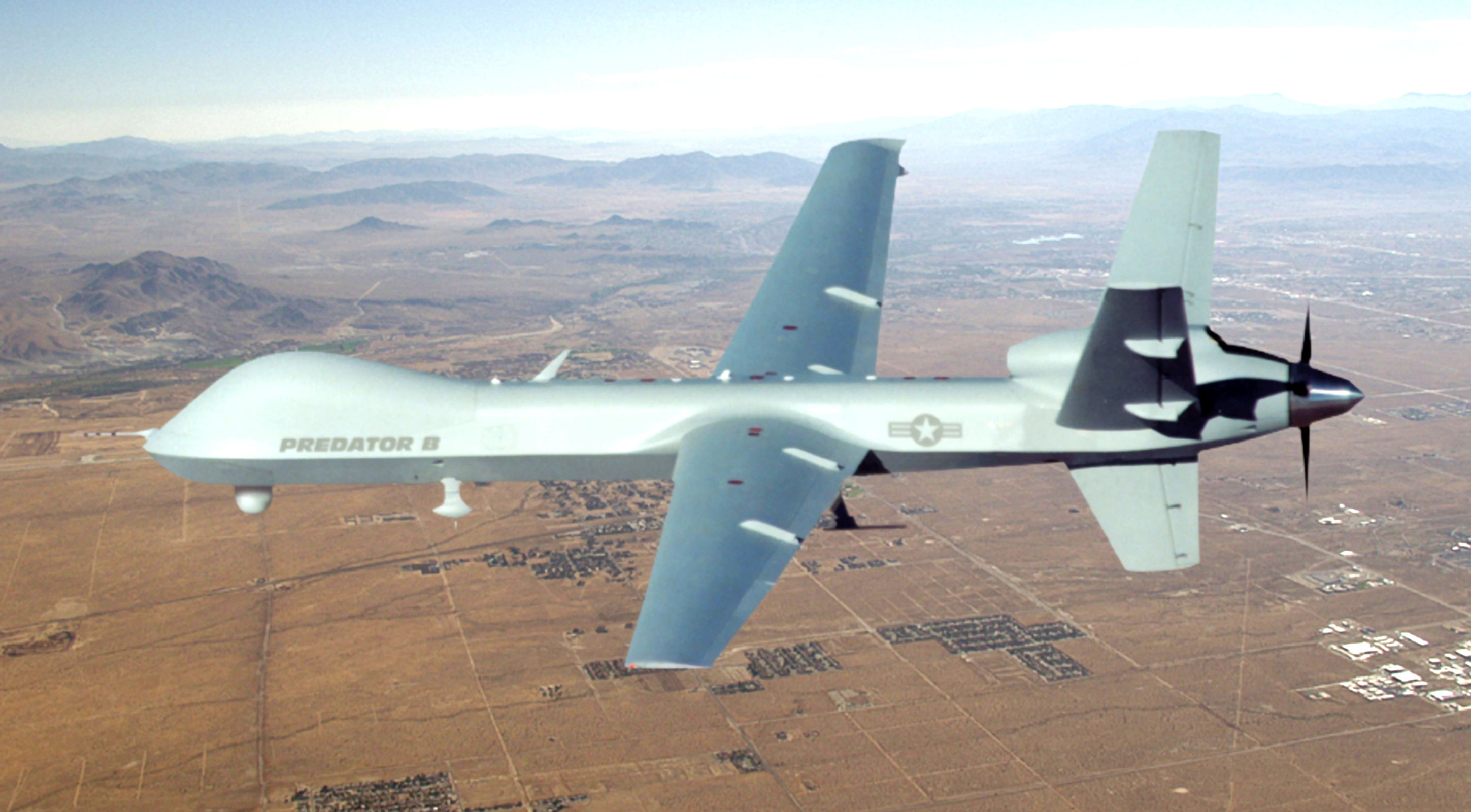
UCAV General Atomics MQ-9 Reaper (2001)

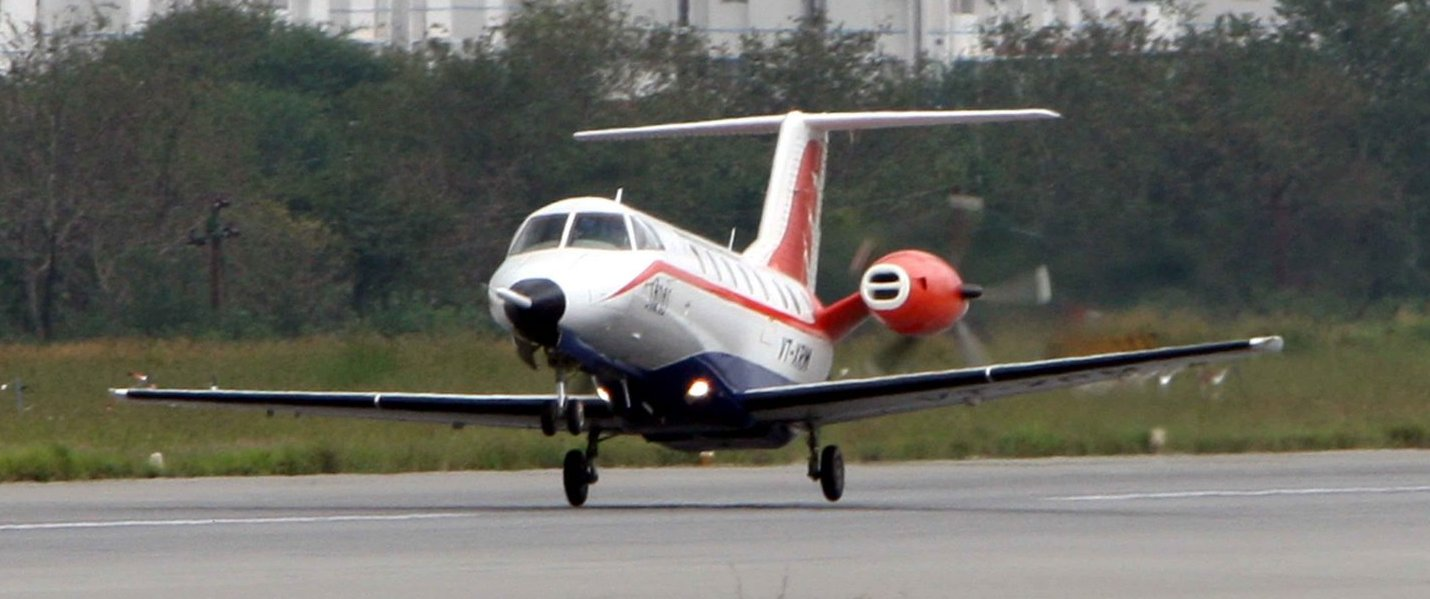
NAL Saras (2004)

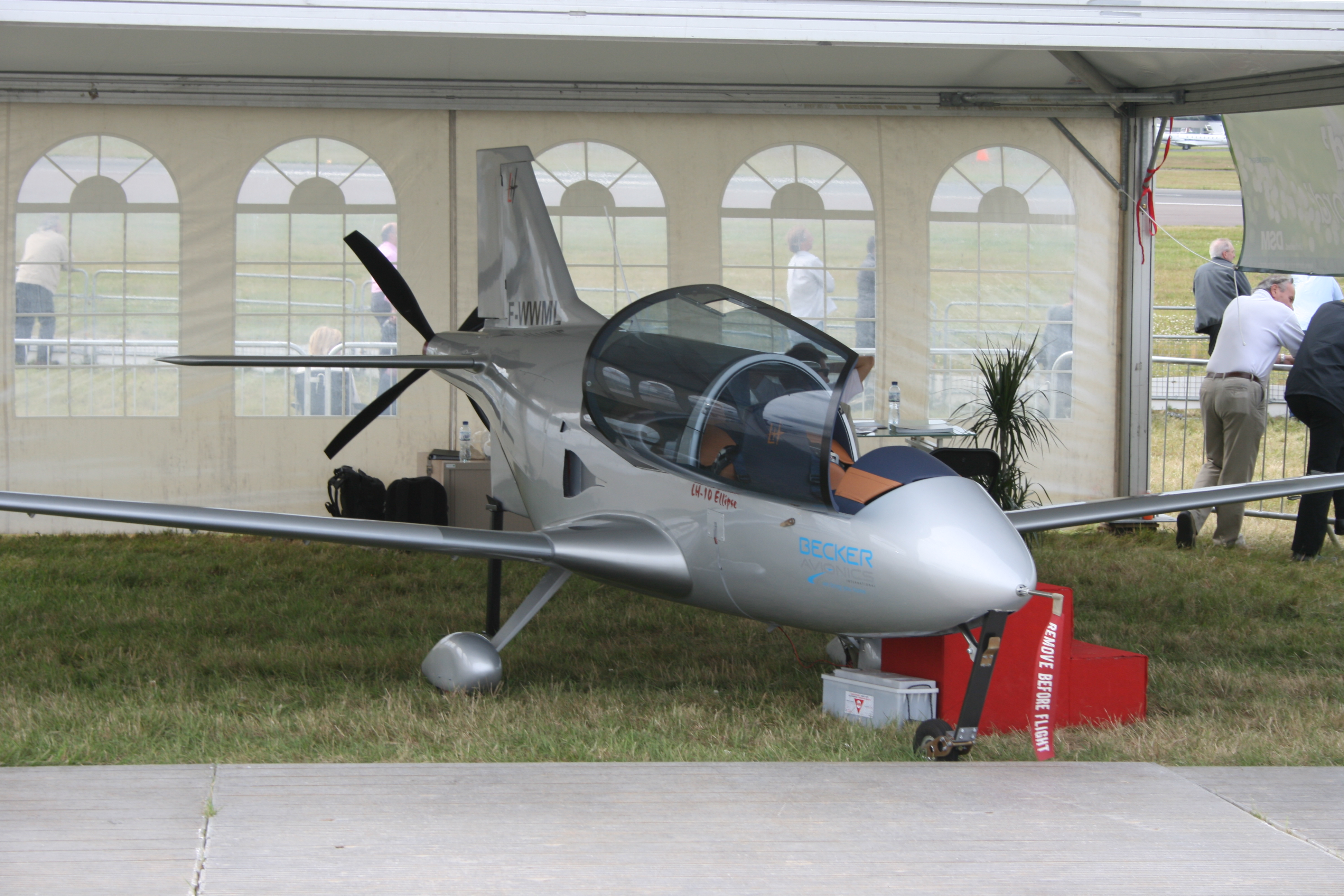
LH Aviation LH-10 Ellipse (2008)

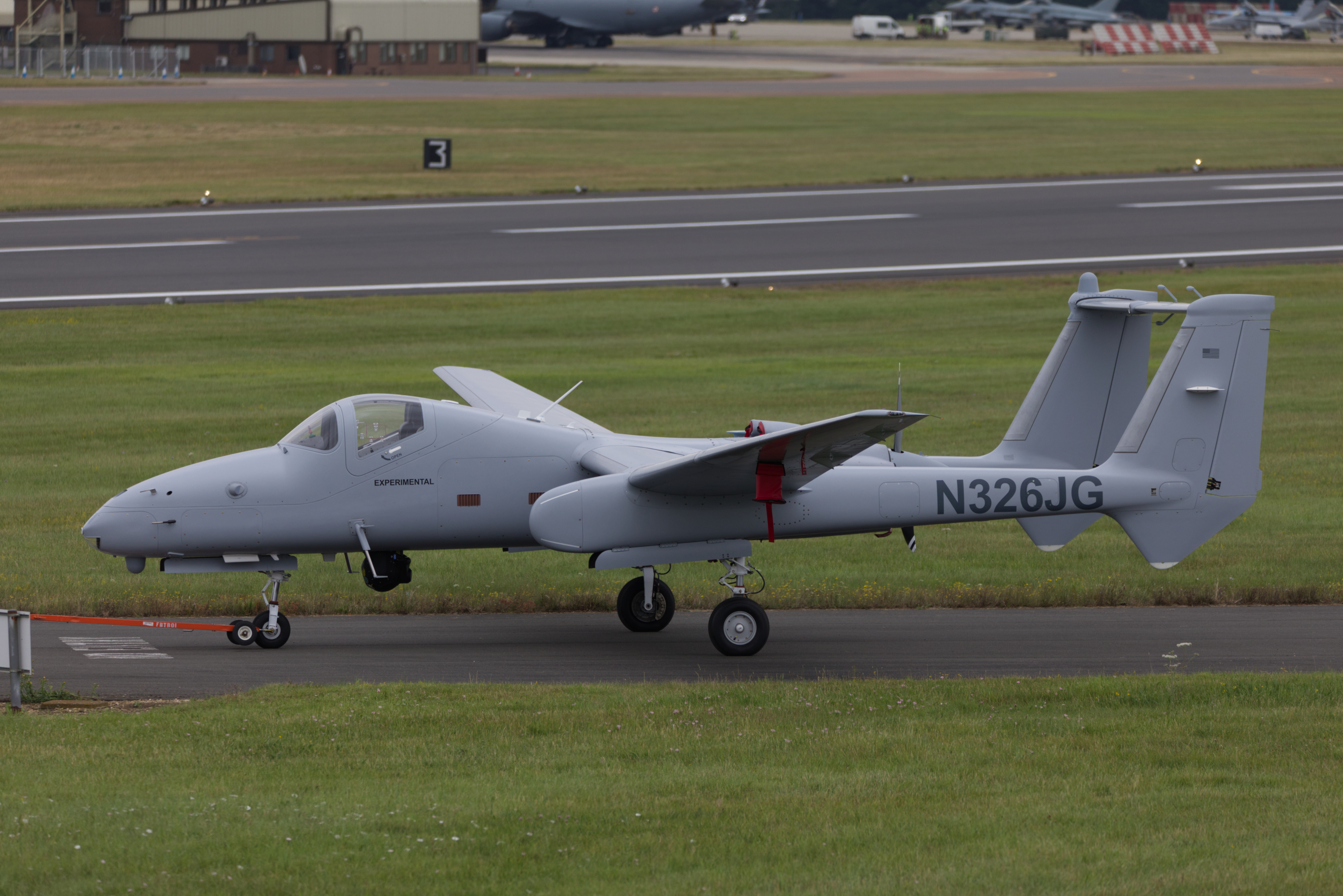
Northrop Grumman Firebird (2010)

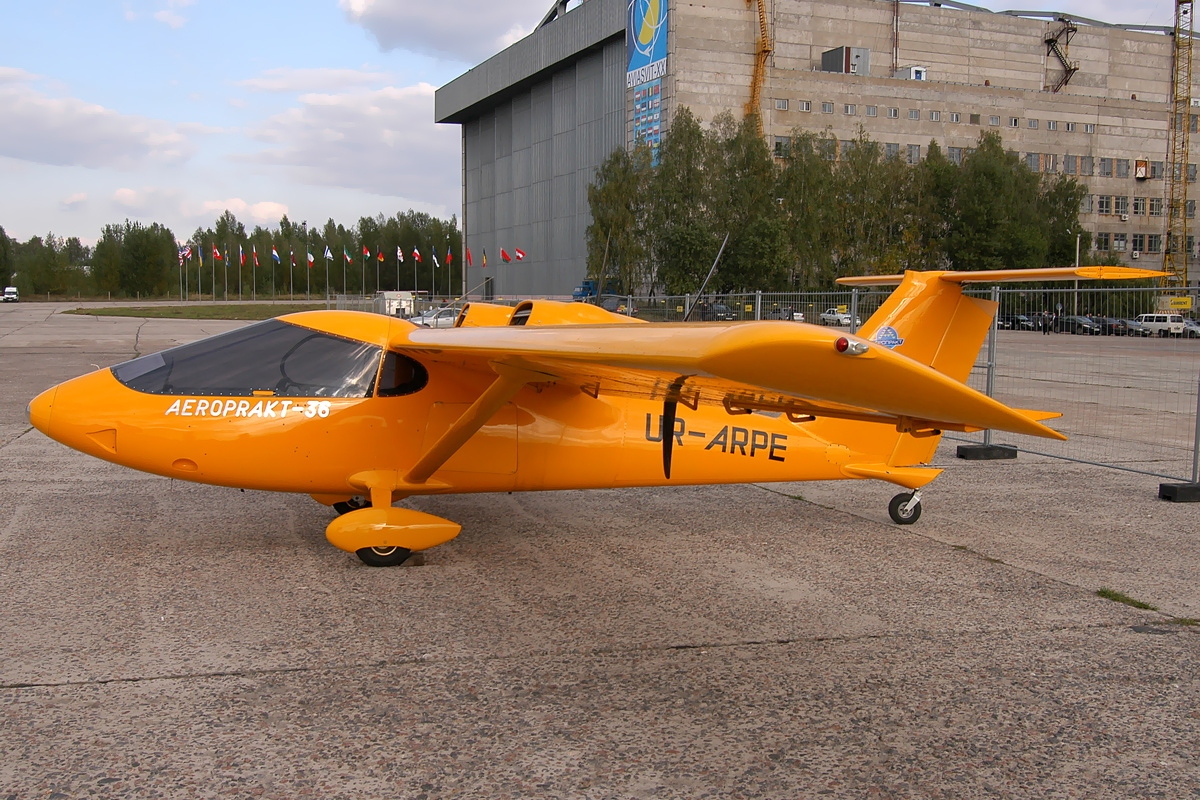
Aeroprakt A-36 (2011)

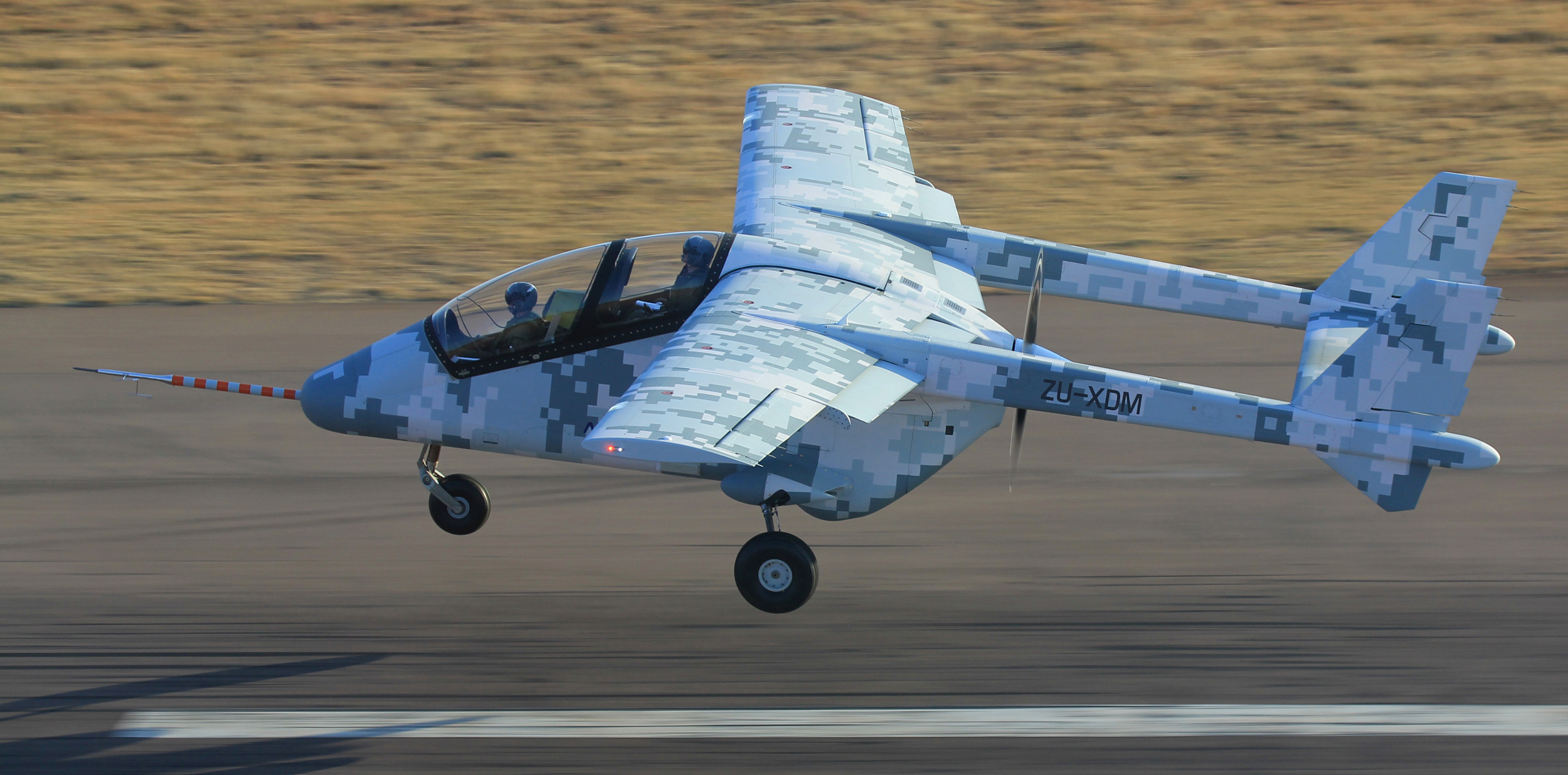
AHRLAC (2014)

Un avion à hélice propulsive, quelquefois dénommé « pusher » d'après le terme anglais, est un type d’avion dont la ou les hélices sont placées derrière les moteurs. Ces avions peuvent être classés selon plusieurs critères :
- configuration des surfaces portantes  (classique ou 3 surfaces, canard/tandem, ailes jointes, avions sans queue, ailes volantes, voilures tournantes),
- emplacement du moteur, de l’hélice et type de la transmission (directe ou non).

Pour suivre l’histoire de ces configurations dans le temps, les avions ont été aussi classés par date.
Certains avions dits push-pull ont à la fois des hélices tractives (à l’avant) et propulsives (à l’arrière). Cette liste les inclut même si l’ensemble propulsif arrière est rajouté à un avion de type classique, avec des moteurs entre les ailes ou au dessus des ailes, par exemple.

Note explicative

ex. : nombre d’exemplaires construits - Amateur : construction amateur - UL : ultra léger

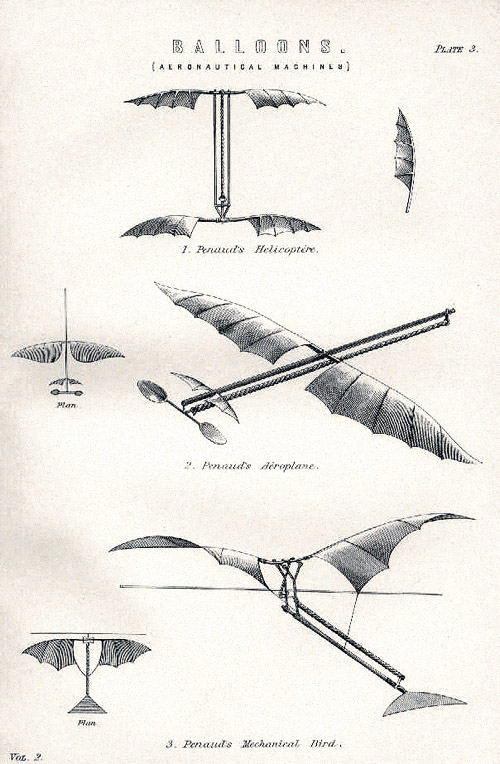
De haut en bas: 1870 hélicoptère;
1871 'Planophore;
1873 ornithoptère

## Configuration classique et Trois surfaces
Dans un avion à configuration classique, l’aile est en avant de l’empennage.

### Transmission directe
L’hélice est attachée directement à l’arrière du moteur.

#### Hélice devant l’empennage

##### Structure arrière en treillis
- Voisin-Farman I 1907, 60 ex.
- AEA June Bug 1908 expérimental, 1 ex.
- Cody British Army Aeroplane No 1 (en) 1908, 1 ex.
- AEA Silver Dart 1909, premier vol au Canada, 1 ex.
- Curtiss No. 1 1909 Golden Flyer biplan, 1 ex.
- Curtiss No. 2 1909 Reims racer biplan, 1 ex.
- Cody Michelin Cup Biplane (en) 1910, 1 ex.
- Bristol Boxkite 1910 trainer, 78 ex.
- Howard Wright 1910 Biplane (en) 1910, 7 ex.
- Royal Aircraft Factory F.E.1 (en) 1910 biplan, 1 ex.

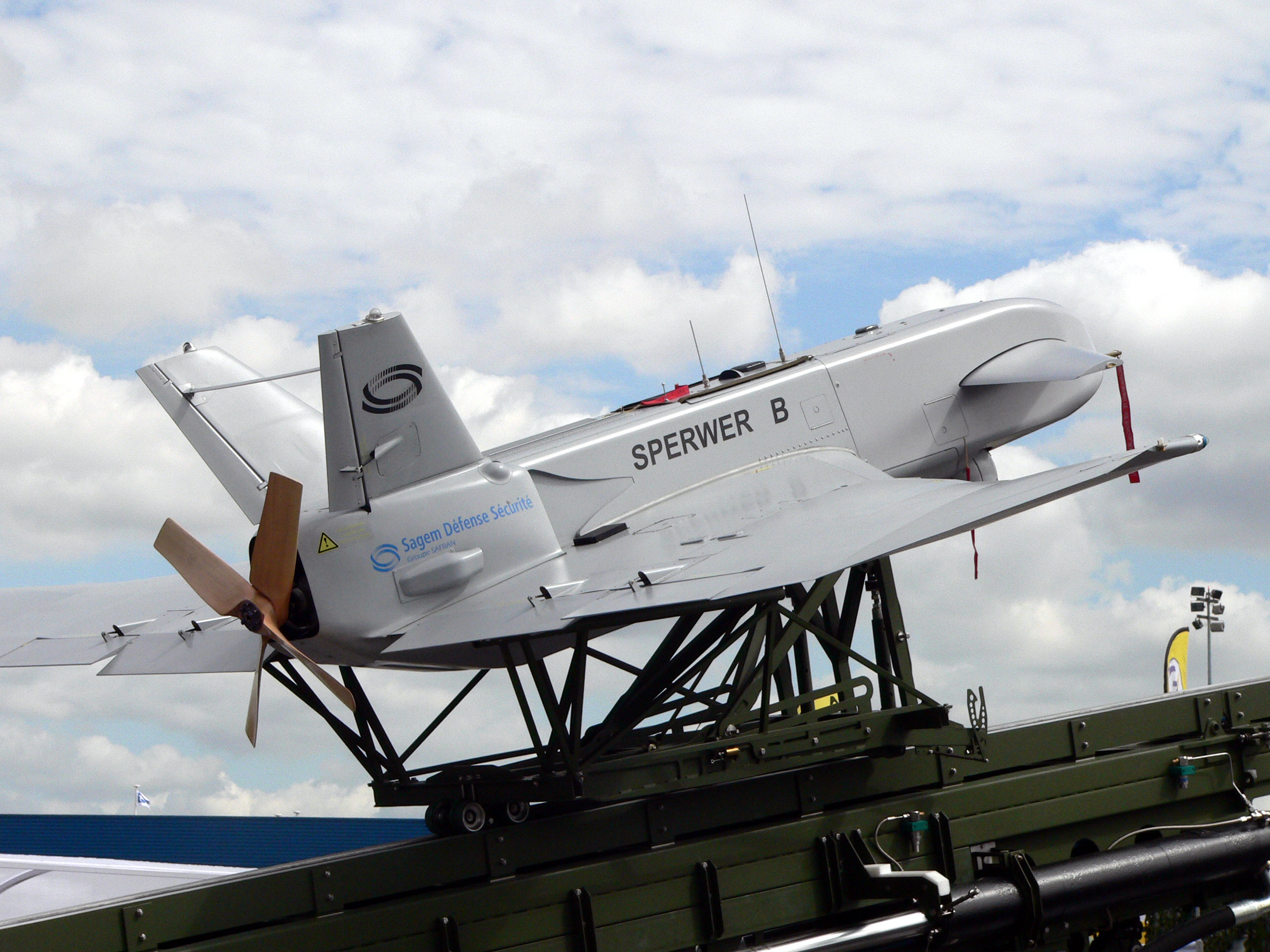
UAV SAGEM Sperwer B (1990s)

- Wright Model B 1910 biplan biplace, env. 100 ex.
- Cody Circuit of Britain biplane (en) 1911, 1 ex.
- Curtiss Model D 1911 biplan monoplace
- Curtiss Model E 1911 biplan à flotteurs, 17+ ex.
- Baldwin Red Devil (en) 1911 biplan de voltige, 6 ex.
- Farman MF.7 1911 biplan
- Cody V biplane (en) 1912, 2 ex.
- Cody VI biplane/floatplane (en) 1913, 1 ex.
- Short S.38 (en) 1912, 48 ex
- Farman HF.20 1913 biplan militaire
- Farman MF.7 1913 biplace de reconnaissance
- Farman MF.11 1913 biplan
- Grahame-White Type X Charabanc (en) 1913 transport, 1 ex.
- Short S.80 Nile Pusher Biplane Seaplane (en) 1913, 1 ex.
- Grahame-White Type XV (en) 1913 trainer, 135 ex.
- Sopwith Bat Boat (en) 1913 hydravion biplace, 6 ex.

##### Structure treillis ou bipoutre
Dans cette section, le total des avions Voisin dépasse les 5800 exemplaires.
- Breguet Bre.4 1914  biplan militaire biplace, environ 100 ex.
- Grahame-White Type XI (en) 1914 biplan de reconnaissance, 1 ex.
- Short S.81 (en) 1914, 1 ex.
- Sopwith Gunbus (en) 1914, 35 ex. (y compris hydravions)
- Vickers F.B.5 1914 chasseur biplace, 224 ex.
- Voisin III 1914 bombardier, environ 3200 ex[1].
- Wight Pusher Seaplane (en) 1914 hydravion biplace, 11 ex.
- Breguet Bre.5 1915  biplan militaire biplace
- AD Scout 1915 intercepteur, 4 ex.
- AGO C.II (en) 1915 biplan de reconnaissance, 15 ex.
- Airco DH.1 1915 biplan biplace, 100 ex.
- Airco DH.2 1915 chasseur biplan, 453 ex.
- Avro 508 1915 biplace de reconnaissance, 1 ex.
- Farman F.30 (en) 1915 biplan militaire
- Farman F.40 1915 biplan militaire
- Otto C.I (en) 1915 biplan de reconnaissance
- Pemberton-Billing P.B.25 1915 scout, 20 ex.
- Royal Aircraft Factory F.E.2 1915 biplan militaire, 1939 ex.
- Royal Aircraft Factory F.E.8 1915 chasseur biplan, 295 ex.
- Voisin IV 1915 bombardier équipé d’un canon, biplace, 200 ex.
- Voisin V 1915 bombardier, environ 350 ex.
- Breguet Bre.12 1916 biplan militaire biplace
- Friedrichshafen FF.34 (en) 1916 hydravion de patrouille, 1 ex.
- Häfeli DH-1 1916 biplan de reconnaissance, 6 ex.
- Vickers F.B.12 (en) 1916 chasseur, 22 ex.
- Voisin VII (en) 1916 biplan de reconnaissance, environ 100 ex.
- Voisin VIII 1916 bombardier, environ 1100 ex.
- Blackburn Triplane 1917 chasseur, 1 ex.
- Curtiss Autoplane 1917 avion-voiture, 1 ex.
- Port Victoria P.V.4 (en) 1917 hydravion, 1 ex.
- Royal Aircraft Factory F.E.9 (en) 1917 chasseur biplace, 3 ex.
- Royal Aircraft Factory N.E.1 (en) 1917 chasseur de nuit, 6 ex.
- Savoia-Pomilio SP.3 (en) 1917 biplan de reconnaissance, environ 350 ex.
- Vickers F.B.26 Vampire (en) 1917, 4 ex.
- Voisin IX 1917 biplan de reconnaissance, 1 ex.
- Voisin X 1917 bombardier, environ 900 ex.
- Vickers VIM 1920, avion d’entraînement, 35 ex.

##### Structure bipoutre
À partir des années 1920, les biplans à structures arrières en treillis laissent la place aux monoplans bipoutres.
- Henderson H.S.F.1 (en) 1929 transport monoplan bipoutre, 1 ex[2].
- Campbell Model F (en) 1930, avion léger biplace, 1 ex.
- Hanriot H.110 (en) 1933 chasseur, 1 ex.*Stearman-Hammond Y-1 1934 avion d’assistance, environ 20 ex.
- De Schelde Scheldemusch (en) 1935 biplan d’entraînement monoplace, 6 ex.
- ITS-8 (en) 1936 motoplaneur monoplace, 2 ex.
- SCAL FB 31 Avion Bassou (en) 1936 avion léger biplace, 2 ex[3].
- Abrams P-1 Explorer 1937 avion d’observation monoplan bipoutre, biplace, 1 ex.
- SAIMAN LB.2 (en) 1937 monoplan biplace, 1 ex.
- Alliet-Larivière Allar 4, 1938 prototype biplace [4]
- General Aircraft GAL.33 Cagnet (en) 1939 entraînement, 1 ex.
- WNF Wn 16 (en) 1939, prototype expérimental
- General Aircraft GAL.47 (en) 1940 observation, 1 ex.
- De Schelde S.21 (en) 1940 maquette de chasseur (n’a pas volé)
- Fane F.1/40 (en) 1941 avion d’observation monoplan, 1 ex.
- Saab 21 1943 chasseur, 298 ex.
- Vultee XP-54 1943 chasseur, 2 ex.
- Skoda-Kauba V6 1944 prototype monoplace expérimental[5]

1945 et plus
- Alliet-Larivière Al-06, 1946 prototype biplace, 1 ex[6].
- Convair 106 Skycoach (en) 1946 proto quadriplace, 1 ex.
- Fokker F.25 (en) Promotor 1946 quadriplace, 20 ex.
- SECAN Courlis 1946 avion léger quadriplace, environ 18 ex.
- Anderson Greenwood AG-14 (en) 1947 biplace expérimental, 6 ex[7].
- Heston JC.6 (en)/AOP 1947 avion de reconnaissance biplace, 2 ex.
- Alaparma Baldo (en) 1949 monoplace, environ 35 ex.
- SNCASO SO.8000 Narval 1949 chasseur embarqué, 2 ex.
- Anderson Greenwood AG-14 (en) 1950 avion léger biplace, 6 ex.
- Potez 75 1953 avion de reconnaissance, 1 ex.
- SIAI Marchetti FN.333 Riviera 1962 hydravion quadriplace, 29 ex.
- Akaflieg Stuttgart fs26 Moseppl (en) 1970 motoplaneur monoplace
- Cessna XMC (en) 1971 prototype expérimental biplace
- Akaflieg Stuttgart FS-28 Avispa (en) 1972 avion léger biplace, 1 ex.
- Kortenbach & Rauh Kora (en) 1973 Motoplaneur, 2 ex.
- Larkin Skylark (en) 1973 Prototype avion utilitaire
- PZL M-17 (en) 1973 Avion d’entraînement prototype
- Edgley Optica 1979 Avion d’observation “ducted fan”, 21 ex.

1980 et plus
- ADI Condor 1981 Motoplaneur biplace
- Acapella 200 1982 Prototype monoplace [8]
- Applebay Zia 1982 Motoplaneur UL monoplace, 4 ex.
- Sadler Vampire (en) 1982 UL (ultra léger)
- Spectrum SA-550 (en) 1983 Avion utilitaire prototype, 2 ex.
- RTAF-5 (en) 1984 Avion d’entraînement prototype
- Aero Dynamics Sparrow Hawk Mk.II 1984 Expérimental biplace [9]
- NPO Molniya (en) 1993 transport 6 seater, 2 ex.
- Yakovlev Yak-58 (en) 1993 Avion Utilitaire, 7 ex.
- HFL Stratos 300 1996 Motoplaneur UL monoplace[10]
- NPP Aerorik Dingo 1997 multi-role amphibie (air cushion), 6 ex[11].
- Toucan PJ-1B 1998 avion expérimental monoplace[12]
- Creative Flight Aerocat (en) 2001 Avion de transport, prototype
- Airsport Song (en) 2009 UL
- Northrop Grumman Firebird 2010 Avion de reconnaissance, prototype
- Ion Aircraft Ion (en) 2007 prototype biplace en tandem, 1 ex.
- Terrafugia Transition 2009 avion-voiture biplace, 2 ex.
- WLT Sparrow (en) 2010 UL, 13 ex.
- Synergy Aircraft Synergy (en) 2011 Double boxtail démonstrateur électrique échelle 1/4, en cours de développement
- AHRLAC Holdings Ahrlac 2014 Avion de reconnaissance et d’attaque au sol, prototype
- Commuter Craft Innovator 2016 prototype biplace, 1 ex[13],[14].
- ISA 180 Seeker 2019 prototype monoplace [15]

##### Bipoutres / Drones
- IAI Scout 1977 UAV drone
- AAI RQ-2 Pioneer 1986 UAV drone
- EADS Harfang 2008 UAV drone

##### Mini poutres en bouts d’ailes
- Blohm & Voss P208 1944 Chasseur monoplace, projet
- Skoda-Kauba SK SL6 1944 Prototype monoplace, projet

##### Hélice intégrée dans le fuselage
- Royal Aircraft Factory F.E.3 (en)/A.E.1 1913 biplan, 1 ex.
- Royal Aircraft Factory F.E.6 (en), 1914, biplan, 1 ex.
- Gallaudet D-4 (en) 1918 hydravion, 2 ex.
- Vickers Type 161 (en) 1931 chasseur, 1 ex.
- Austria Krähe (en) 1960 motoplaneur monoplace
- Brditschka HB-3 (en) 1971 motoplaneur biplace
- Rhein Flugzeugbau RW 3 Multoplan (en) 1955 prototype biplace  27 ex.
- Rhein Flugzeugbau Sirius I 1969, motoplaneur à hélice carénée biplace[16]
- RFB/Grumman American Fanliner (en) 1973, biplace, 2 ex.
- RFB Fantrainer 1977, avion d’entraînement biplace, 47 ex.
- Buselec 2, 2010 project, moteur électrique[17]

##### Hélice au dessus du fuselage
L’ensemble moteur–hélice peut être groupé dans une nacelle.
Cette section regroupe principalement des hydravions.
- Curtiss Model F 1912 hydravion, 150+ ex;
- Benoist type XIV 1913 hydravion passagers, 2 ex.
- FBA Type A, B, C 1913 hydravion patrouille
- Lohner E 1913, hydravion biplan monocoque, ~ 40 ex.
- Donnet-Denhaut flying boat 1915 hydravion de patrouille, ~ 1,085 ex.
- FBA Type H 1915 hydravion de patrouille patrol flying boat, ~2000 ex.
- Grigorovich M-5 (en) 1915 hydravion de patrouille, ~ 300 ex.
- Lohner L (en), R et S 1915, hydravion de reconnaissance, 100+ ex.
- AD Flying Boat, Supermarine Channel & Sea Eagle 1916 hydravion de patrouille et de passagers, 27 ex..
- Grigorovich M-9 (en) 1916 hydravion de patrouille, ~  500 ex.
- Grigorovich M-11 (en) 1916 hydravion de chasse, ~ 60 ex.
- Hansa-Brandenburg CC 1916 hydravion de chasse, 73 ex.
- Macchi L.2 (en) 1916, hydravion de reconnaissance, 17 ex.
- Macchi M.3 1916, hydravion de reconnaissance, 200 ex.
- Norman Thompson N.T.4 (en) 1916 hydravion de patrouille, 72 ex.
- Oeffag-Mickl G (en) 1916 hydravion de patrouille trimoteur, 12 ex.
- Curtiss HS 1917 hydravion de patrouille, ~ 1,178 ex.
- Grigorovich M-15 (en) 1917 hydravion de patrouille
- Macchi M.5 1917, hydravion de chasse, 244 ex.
- Norman Thompson N.T.2B (en) 1917 hydravion entraînement, 100+ ex.
- Tellier T.3 (en) et Tc.6 1917 hydravion de patrouille, ~ 155 ex.
- Hansa-Brandenburg W.20 1918  hydravion à coque monoplace, 3 ex.
- Macchi M.7 1918 hydravion de chasse, 100+ ex.
- Macchi M.9 1918 hydravion bombardier, 30 ex.
- Macchi M.12 (en) 1918 hydravion bombardier, ~ 10 ex.
- Royal Aircraft Factory C.E.1 (en) 1918 hydravion, 2 ex.
- SIAI S.9 1918 hydravion de reconnaissance biplace
- SIAI S.12 1918 hydravion de course, 1 ex.
- Sperry Land and Sea Triplane (en) 1918 hydravion de patrouille, 2 ex.
- Supermarine Baby 1918, 1 ex.

1918 et plus
- Aeromarine 40 1919 hydravion entraînement, 50 ex.
- Aeromarine 50 1919 hydravion de transport
- Boeing B-1 1919 hydravion de transport, 1 ex.
- SIAI S.13 1919 hydravion de reconnaissance
- SIAI S.16 1919 hydravion à passagers, 100+ ex.
- Supermarine Sea Lion I (en) & II 1919 hydravion de course, 2 ex.
- Vickers Viking (en), Vulture and Vanellus 1919 hydravion amphibie, 34 ex..
- Vought VE-10 (en) Batboat 1919  hydravion, militaire 1 ex.
- Macchi M.18 1920 hydravion, 90+ ex.
- Supermarine Commercial Amphibian (en) 1920 hydravion amphibie, 1 ex.
- Supermarine Scarab 1923 hydravion à passagers , 12 ex.
- Supermarine Seal 1921 hydravion de reconnaissance, 4+ ex.
- Supermarine Seagull (en) 1921 hydravion, 34 ex.
- CAMS 30 1922 hydravion entraînement, 31 ex.
- CAMS 31 1922 hydravion de chasse, 2 ex.
- Fokker B.I & III (en) 1922 hydravion de reconnaissance, 2 ex.
- SIAI S.51 1922 hydravion de course, 1 ex.
- CAMS 38 1923 hydravion de course, 1 ex.
- FBA 17 1923 hydravion d’entraînement, 300+ ex.
- Savoia-Marchetti S.57 (en) 1923 hydravion de reconnaissance, 20 ex.
- Supermarine Sea Eagle (en) 1923 hydravion, 3 ex.
- Canadian Vickers Vedette 1924 hydravion de surveillance forestière, 60 ex.
- CANT 7 1924 hydravion d’entraînement, 34 ex.
- Ikarus ŠM (en) 1924 hydravion d’entraînement, 42 ex.
- Macchi M.26 (en) 1924 hydravion de chasse, 2 ex.
- CANT 10 (en) 1925 hydravion à passagers, 18 ex.
- Rohrbach Ro VII Robbe 1925 hydravion, 3 ex.
- Savoia-Marchetti S.59 (en) 1925 hydravion de reconnaissance, 240+ ex.
- CAMS 37 1926 hydravion de reconnaissance, 332 ex.
- CAMS 46 1926 hydravion d’entraînement,
- CANT 18 (en) 1926 hydravion entraînement, 29 ex.
- Savoia-Marchetti SM.62 (en) 1926 hydravion de reconnaissance, 175+ ex.
- CANT 25 (en) 1927 hydravion de chasse,
- Canadian Vickers Vista (en) 1927 hydravion monoplan monoplace, 1 ex.
- Boeing Model 204 (en) Thunderbird 1929 hydravion quadriplace, 7 ex.
- Macchi M.41 1927 hydravion de chasse, 42 ex.
- Supermarine Sheldrake (en) 1927, hydravion à coque,1 ex.
- Fokker F.11/B.IV 1928 hydravion de transport monoplan, 7 ex.
- Rohrbach Ro X Romar (en) 1928 hydravion trimoteur, 3 ex.
- Savoia-Marchetti S.64 (en) 1928 avion de record de distance monoplan, 2 ex.

1930 et plus
- FBA 310 (en) 1930 hydravion de transport, 9 ex.
- SIAI S.67 (en) 1930 hydravion de chasse, 3 ex.
- FBA 290 (en) 1931, hydravion d’entraînement amphibie, 10 ex.
- Fizir AF-2 (en) 1931 hydravion d’entraînement amphibie, 1 ex.
- Amiot 110S 1931 hydravion de patrouille, 2 ex.
- Loening XSL (en) 1931 avion pour sous-marin, 1 ex.
- Beriev MBR-2 1931 hydravion f, 1365 ex.
- Savoia-Marchetti S.66 1931 hydravion de ligne, 24 ex.
- Tupolev MDR-2 1931 hydravion à coque bimoteur, 1 ex.
- Aichi AB-4 (en) 1932 hydravion de reconnaissance triplace, 6 ex.
- Boeing-Canada A-213 Totem (en) 1932 hydravion à passagers , 1 ex[18].
- Dornier Do 12 1932 hydravion amphibie, 4 places, 1 ex.
- Savoia-Marchetti SM.78 (en) 1932 hydravion de patrouille, 49 ex.
- General Aviation PJ (en) 1933 hydravion monoplan, 5 ex.
- Loire 50 1933 hydravion d’entraînement amphibie, 7 ex.
- Savoia-Marchetti SM.80bis (en) 1933 hydravion de transport amphibie, 1+ ex.
- Supermarine Seagull/Walrus 1933 hydravion militaire, 740 ex.
- Aichi E10A 1934 hydravion de reconnaissance, 15 ex.
- Loire 130 1934 hydravion de reconnaissance, 125 ex.
- Curtiss-Wright CA-1 (en) 1935 hydravion amphibie, 3 ex.
- Dornier Do 18 1935 hydravion monoplan, 170 ex.
- Aichi E11A 1937 hydravion de reconnaissance, 17 ex.
- Beriev MBR-7 (en) 1937 hydravion de reconnaissance, 1 ex.
- Kawanishi E11K (en) 1937 hydravion de reconnaissance monoplan, 2 ex.
- SNCAO 30 1938 hydravion d’entraînement, 2 ex.
- Nikol A-2 (en) 1939 hydravion d’entraînement amphibie, 1 ex.

1945 et plus
- SCAN 20 1945 hydravion d’entraînement, 24 ex.
- Volmer VJ-21 Jaybird 1947 avion léger biplace
- Volmer VJ-22 Sportsman (en) 1958 hydravion léger biplace amphibie, (pas tous pushers), 100+ ex.
- Lake Buccaneer (en) 1959 hydravion amphibie, 4 places, 1000+ ex.
- Aerosport Woody Pusher (en) 1967 biplace en tandem, aile parasol, 27 ex.
- Taylor Coot (en) 1969 hydravion amphibie biplace, 70 ex.
- Aerosport Rail (en) 1970 UL monoplace, bimoteur, 1 ex.
- Osprey Osprey 2 (en) 1973 avion léger biplace

- RFB X-114 (en) 1977 prototype hydravion à effet de sol 6/7 places, 1 ex.
- Freedom Master FM-2 hydravion amateur prototype biplace, 1 ex.
- 3I Sky Arrow (en) (Magnaghi Aeronautica) 1982[19], ULM/LSA/GA avion léger biplace en tandem, environ 50 ex.
- Tisserand Hydroplum (en) et SMAN Pétrel 1983 hydravion amphibie, environ 63 ex.
- Microleve Corsario (en) 1988 hydravion ultra léger amphibie
- Airmax Sea Max 2005 hydravion amphibie biplace
- CZAW Mermaid (en) 2005 hydravion amphibie biplan biplace

##### Au dessus de la poutre arrière (basse)
Dans cette section, hydravions et motoplaneurs
- Loening Model 23 (en) Air Yacht 1921 hydravion de transport, 16 ex.
- Koolhoven F.K.30 (en) Toerist 1927 avion léger monoplan biplace, 1 ex.
- Curtiss-Wright Junior (en) 1930 UL biplace, 270 ex.
- Curtiss-Wright CW-3 Duckling (en) 1931 hydravion amphibie UL, 3 ex.
- British Aircraft Company Drone 1932 UL monoplace, 33 ex.
- Siebel Si 201 1938 avion de reconnaissance, 2 ex.
- Republic RC-3 Seabee 1945 hydravion amphibie 4 places, 1060 ex.
- Fokker F.25 (en) Promotor 1946 avion de transport, 20 ex.
- Aerauto PL.5C 1949 1949 avion-voiture, 1 ex.
- Janowski Don Kichot (en)/J-1 1970 monoplace amateur[20]
- Spencer Air Car (en) 1970 hydravion amphibie amateur 4 places , 51 ex.
- SZD-45 Ogar 1973 motoplaneur biplace, 65 ex.
- Neukom AN-20 1978 motoplaneur monoplace
- Taylor Bird (en) 1980 biplace amateur[21]
- Strojnik S-2 (en) 1980 motoplaneur monoplace, 8+ ex.
- Aérostructure Lutin 80 (en) 1983 motoplaneur UL monoplace, 2 ex[22].
- Birdman Chinook (en) 1982 UL amateur, 1100+ ex.
- Alpha J-5 Marco (en) 1983 motoplaneur UL monoplace[20],
- Quad City Challenger (en) 1983 UL biplace, 3,000+ ex.
- Spectrum Beaver (en) 1983 UL amateur xx place, 2080+ ex.
- Funk Fk6 1985 motoplaneur UL monoplace[23]
- Advanced Aeromarine Buccaneer 1988 hydravion biplan biplace
- ProFe D-8 Moby Dick (en) 1988 biplace, 37 ex.
- Seabird Seeker (en) 1989 avion d'observation biplace, 31 ex.
- Technoflug Piccolo (en) 1989 motoplaneur UL monoplace [24]
- Rans s-12 Airaile (en) 1990 2 biplace, 1100+ ex.
- Aviasud Engeneering Albatros 1991 UL biplace [25]
- Partenair Mystere (en) 1996 biplace, 3 ex.
- AAC SeaStar 1998 hydravion amphibie biplan biplace, 91 ex.
- Alpaero Exel (en) 1998 motoplaneur monoplace en kit, 9 ex.
- Storm Aviation Sea Storm (en) Z2, 1998 hydravion biplace, 12 ex.
- AAC SeaStar 2002 amphibie biplace, 91 ex.
- Ekolot JK 01A Elf (en) 2006 motoplaneur monoplace
- Bagalini Bagaliante (en) circa 2010 motoplaneur monoplace
- ICON Aircraft A5 2015 hydravion amphibie biplace, en production
- Vickers Aircraft Wave (en) hydravion amphibie biplace, en cours de développement

##### Entre les deux poutres arrières (haute et basse)
- Raab Krähe (en) 1958 motoplaneur monoplace, 30 ex.
- Brditschka HB-3 (en), HB-21, HB-23 1971- 1982 motoplaneurs biplaces[note 1]
- HB-204 TornadoHB Flugtechnik 2013 prototype biplace[note 1]

##### Sous la poutre arrière (haute)
- Nelson Dragonfly (en) 1947 motoplaneur, 7 ex.
- Am Eagle American Eaglet 1975 motoplaneur UL monoplace, 12 ex.
- Jean St-Germain Raz-Mut (en) 1976 UL monoplace, 7 ex.
- Alpaero Sirius (en) 1984 motoplaneur UL monoplace, 20 ex.

#### En arrière des ailes
Cette section regroupe principalement des bombardiers.
- Curtiss H-1 1914 biplan longue distance, 2 ex.
- Friedrichshafen G.I (en) 1915 bombardier, 1 ex.
- LFG Roland G.I (en) 1915 bombardier bomber, 1 ex.
- Rumpler G.I, II and III 1915 bombardier, 220 ex.
- Schütte-Lanz G.I (en) 1915 bombardier, 1 ex.
- Airco DH.3 1916 bombardier, 2 ex.
- Avro 523 Pike 1916 bombardier, 2 ex.
- Friedrichshafen G.II 1916 bombardier, 35 ex.
- Gotha G.II 1916 bombardier, 11 ex.
- Gotha G.III (en) 1916 bombardier, 25 ex.
- Gotha G.IV 1916 bombardier, 230 ex.
- Royal Aircraft Factory F.E.4 (en) 1916 bombardier, 2 ex.
- Friedrichshafen G.III 1917 bombardier, 338 ex.
- Gotha G.V 1917 bombardier, 205 ex.
- Boeing GA-1 (en) 1920 bombardier, 10 ex.
- Udet U 11 Kondor (en) 1926 avion de ligne, 1 ex.

1930 et plus
- Praga E-210 (en) et E-211 1936 transport, 2 ex[26].
- Bell YFM-1 Airacuda 1937 intercepteur, 13 ex.
- Convair B-36 Peacemaker 1946 bombardier, 384 ex.
- Baumann Brigadier 1947 transport, 2 ex.
- Nord 2100 Norazur 1947 transport, 1 ex.
- Monsted-Vincent MV-1 Starflight 1948 avion de ligne, 1 ex.
- Piaggio P.136 1948 hydravion amphibie transport, 63 ex.
- Piaggio P.166 1957 transport, 145 ex.
- AAC Angel (en), 1984 transport, 4 ex.
- Piaggio P.180 Avanti 1986 avion d’affaires, 216+ ex.
- Mc Donnel Douglas MD-80 (en) 1987 Avion de ligne expérimental Propfan[note 2], 1 ex.
- Margański & Mysłowski EM-11 Orka (en) 2003 quadriplace, 5 ex.
- Burevestnik-24 (en) 2004 transport à effet de sol 24 passagers, 6 ex.
- OMA SUD Skycar (en) 2007 transport, 1 ex.
- Aeroprakt A-36 Vulcan (en) 2011 biplace

#### Nacelles latérales
- Custer Channel Wing (en) 1942 experimental, 4 ex.
- Embraer/FMA CBA 123 Vector 1990 avion de ligne, 2 ex[27].
- NAL Saras (en) 2004 avion de ligne, 2 ex.

#### Hélice derrière l’empennage
- Pénaud Planophore 1871 premier avion à ailes fixes aérodynamiquement stable, modèle à moteur caoutchouc
- Convair 111 Air Car 1945 avion-voiture, 1 ex.
- Prescott Pusher (en) 1985 avion quadriplace en kit ~ 30 ex.
- Air Quest Nova 21 1992 biplace amateur [28]
- Eviation Alice 2019 transport électrique prototype 10/11 places, en développement  [29],[30]

### Transmission par arbre

#### Hélice devant l’empennage

##### Derrière l’aile
- Burgess model I (en) 1913 hydravion de patrouille, 1 ex.
- Mann & Grimmer M.1 1915 prototype biplace 1 ex.
- Carden-Baynes Bee (en) 1937 avion léger biplace, 1 ex.
- Raab Krähe (en) 1958 motoplaneur monoplace, 30 ex.
- Eipper Quicksilver (en) 1974 ULM monoplace
- Brookfield BA1 1978  2/4 places ducted fan projet, vainqueur de la Royal Aeronautical Society competition[31]
- Theseus Aircraft 1996 Avion de recherche NASA haute altitude bimoteur, non piloté, 1 ex.

##### Dans le fuselage (en arrière de l’aile)
- Megone biplane 1913 biplan biplace, 1 ex[32].
- Fischer Fibo-2a 1954 motoplaneur monoplace, 1 ex[33].
- Rhein Flugzeugbau RW 3 Multoplan (en) 1955 RFB Fantrainer prototype biplace, 27 ex[34].
- Kuffner WK-1 1970 motoplaneur monoplace, 1 ex[note 3].
- Rhein-Flugzeugbau Sirius II 1972 motoplaneur biplace
- Neukom AN-20C 1983 motoplaneur UL monoplace, 1 ex.
- PJ-II Dreamer (en) 2016 jet fighter style biplace, 1 ex[35].

#### Dans l’empennage
- Bede XBD-2/BD-3 1961 avion expérimental, ducted fan, contrôle de couche limite, 1 ex[36].
- Mississippi State University XAZ-1 Marvelette (en) 1962 avion expérimental, 1 ex.
- Mississippi State University XV-11 Marvel (en) 1965 avion expérimental pour tester le contrôle de la couche limite, 1 ex .

#### Derrière l’empennage
- Antoinette I, 1906, expérimental biplace, projet[37]
- Paulhan-Tatin Aéro-Torpille No.1 (en) 1911 monoplan, 1 ex[38].
- Kasyanenko No. 5 1917 biplan experimental, 1 ex[39],[40],[41].
- Göppingen Gö 9 1941 avion experimental (propulsion), 1 ex.
- Dornier Do 212 (en) 1942 hydravion expérimental, 1 ex[42].
- Douglas XB-42 Mixmaster 1944, bombardier, 2 ex.
- Douglas DC-8, 1945, projet d’avion de ligne, non construit
- Lockheed Big Dipper (en) 1945 transport, 1 ex[43].
- Douglas Cloudster II (en) 1947 transport, 1 ex.
- Waco Aristocraft (en) 1947 transport, 1 ex.
- Acme Sierra S-1 1948 experimental monoplace, 1 ex.
- Allenbaugh Grey Ghost, 1948 monoplace expérimental, 1 ex[44].
- Parks Alumni Racer, 1949 monoplace expérimental, 1 ex[45].
- Planet Satellite (en) 1949 quadriplace, 1 ex.
- Taylor Aerocar 1949 avion-voiture biplace, 6 ex.
- Pützer Bussard SR-57 1958  expérimental biplace, 90 hp, 1 ex[46].

1960 et plus
- HMPAC Puffin (en) 1961 à propulsion humaine, 2 ex.
- Lesher Nomad (en) 1961 biplace amateur expérimental, 1 ex.
- Aerocar Aero-Plane 1964 avion-voiture quadriplace, 1 ex.
- Lesher Teal (en) 1965 monoplace expérimental, 1 ex.
- HPA Toucan (en) 1972 human powered aircraft, 1 ex[47].
- Ryson STP-1 Swallow (en) 1972 motoplaneur amateur biplace, 1 ex.
- Bede BD-5 1973 monoplace en kit, ~ 150 ex.
- Aerocar Mini-IMP (en) 1974  monoplace construction amateur, 250+ ex[48].
- Am Eagle American Eaglet 1975 planeur à moteur d’appoint, monoplace, ~ 12 ex.
- Grinvalds Orion (en) 1981 quadriplace en kit, ~ 17 ex[49].
- LearAvia Lear Fan (en) 1981 avion d’affaires, 3 ex[50].
- Cirrus VK-30 1988 4-5 places en kit ~ 13 ex.
- Colani Cormoran (en) 1988 prototype 4-5 places, n’a jamais volé[51]
- Miller JM-2 (en) et Pushy Galore (en)  1989 racer, 3 ex[52].
- SolarFlight Sunseeker I 1990 Avion solaire monoplace, 1 ex.
- Grob GF 200 (en) 1991 quadriplace prototype, 1 ex.
- Myasishchev Mayal 1992 amphibie multi-rôle, 1 ex[53],[54].
- Perseus 1994 Avion de recherche NASA non piloté, 1 ex.
- Vmax Probe 1997 avion de record prototype monoplace [55]
- Ameur Aviation Balbuzard/Baljims/Altania (en) 1995 prototypes biplaces, 5 ex.
- Bede BD-12 1998 prototype biplace
- Aceair Aeriks 200 2002 prototype de biplace en kit, 1 ex.
- Chudzik CC-02 Rafale 2007 prototype trois surfaces biplace en tandem, 1ex[56].
- LH-10 Ellipse 2007 biplace en tandem, 3 ex.
- Celera 500L - Otto Aviation, 2017 transport à haut rendement, prototype expérimental en cours de développement [57]

#### Hélice au dessus du fuselage
Moteur dans le fuselage, transmission par courroie
- Alexander Schleicher ASH 26 1995 planeur monoplace à moteur d'appoint rétractable, 234 ex.
- Airfish-3 WIG 1990 Wing In Ground Effect démonstrateur monoplace, 1 ex.
- Airfish-8 WIG 2007 Wing In Ground Effect transport prototype 8/10 places, 2 ex.

## Canard et Tandem
Un canard est un avion qui a une petite aile en avant de l’aile principale.
Un avion dit « Tandem » (ailes en tandem) a les ailes avant et arrière de dimensions  comparables.

### Transmission directe
- Santos-Dumont 14-bis 1906 premier vol soutenu en public
- Fabre Hydravion 1910, prototype monoplace, premier hydravion
- Paulhan biplane (en) 1910 prototype trois surfaces biplace, 3 ex.
- Canard Voisin 1911 biplan, 10+ ex.
- Granville Gee Bee Model Q 1931 prototype expérimental
- Ambrosini SS.2 & SS.3 1935 expérimental, 2 ex[note 4].
- Ambrosini SS.4 1939 prototype de chasseur, 1 ex.
- Curtiss-Wright XP-55 Ascender 1943 prototype de chasseur, 3 ex.
- Miles M.35 Libellula (en) 1942, chasseur embarqué expérimental tandem wing, 1 ex.
- Miles M.39B Libellula (en) 1943, expérimental (échelle 5/8ème) aile en tandem, 1 ex.
- Skoda-Kauba V7 1944 projet monoplace[5]

Après 1945

Dans cette section, le total des pushers de Burt Rutan dépasse les mille exemplaires.
- Mikoyan-Gourevitch MiG-8 Utka 1945 prototype à ailes en flèche, 1 ex.
- Lockspeiser LDA-01 (en) 1971 prototype expérimental, 1 ex.
- Rutan VariViggen 1972 biplace amateur, ~ 20 ex.
- Rutan VariEze 1975 biplace amateur, ~ 400 ex.
- Rutan Long-EZ 1979 biplace amateur, ~ 800 ex.
- OMAC Laser 300 (en) 1981, avion d’affaires/transport, 3 ex.
- Cozy III (en) 1982 triplace amateur,
- Avtek 400A (en) 1984 prototype d’avion d’affaires, 1 ex.
- Cozy Mk IV (en) 1988 quadriplace amateur, ~ 350 ex.
- Beechcraft Starship 1989 avion d’affaires, 53 ex[note 5].
- Berkut 360 (en) 1989 biplace en tandem, 31 ex.
- AASI Jetcruzer 1989 avion d’affaires , 3 ex.
- Velocity SE (en) 1995 quadriplace, ~ 268 ex.
- Steve Wright Stagger-Ez 2003 Cozy modifié, 1 ex.
- RMT Bateleur (en) 115 T 2007 biplace [58]
- E-Go Aeroplanes e-Go (en) 2013 UL monoplace, 1 ex.
- Cobalt Co50 Walkyrie (en) 2015 prototype quadriplace, 1 ex.
- AQ-400 Scythe 2023 drone kamikaze Ukrainien[59]

### Transmission indirecte
- Langley Aerodrome (en) Number 5 1896 prototype expérimental [47]
- Wright Flyer 1903 biplan expérimental monoplace, premier vol motorisé et contrôlé, 1 ex.
- Wright Model A 1906 biplan, ~ 60 ex.
- Deperdussin-de Feure modèle 2, 1910 expérimental, 1 ex[60].
- De Bruyere C 1 1917 prototype biplan monoplace de chasse, 1 ex[61].
- Kyūshū J7W 1945 prototype de chasseur monoplace 2130 cv, 2 ex.
- Gossamer Condor 1977 premier avion à énergie musculaire, a gagné le prix Kremer, 1 ex.
- Gossamer Albatross 1979 human powered aircraft, 2 ex.
- Dickey E-Racer (en) 1986 biplace amateur [62],[63]
- British Aerospace P.1233-1 Saba (en) 1988 anti-hélicoptère et attaque au sol, projet [64]

### Ailes jointes
Un avion tandem ou trois-surfaces dont les bouts d’aile se rejoignent.
- Ben Brown SC vers 1932, expérimental, 1 ex[65].
- Ligeti Stratos (en) 1985 prototype monoplace, 2 ex[66].;
- Airkraft Sunny (en) 1989 biplace, 250 ex.

## Avions sans queue, Ailes volantes

### Avions sans queue
Avion sans stabilisateur horizontal (empennage horizontal).
- Dunne D.4 1908, 1 ex.
- Dunne D.5 (en) 1910, 1 ex.
- Dunne D.6 & D.7 (en) 1911 monoplan, 2 ex.
- Dunne D.8 (en) 1912, 5 ex.
- Westland-Hill Pterodactyl (en) series 1928, plusieurs ex.
- Lippisch Delta 1 1931, monoplan expérimental, 1 ex[67].
- Waterman Whatsit (en) 1932 voiture-avion, 1 ex.
- Waterman Arrowplane 1935 voiture-avion, 1 ex.
- Waterman Arrowbile (en) 1937 voiture-avion, 5 ex.
- Kayaba Ku-4 (en) 1941 prototype expérimental (n’a pas volé), 1 ex.
- Handley Page Manx 1943 expérimental, 1 ex.
- Northrop XP-56 Black Bullet 1943 chasseur, 2 ex.
- Sud-Est SE-2100, prototype biplace, 140 hp, 1945 [68]
- M.L. Aviation Utility 1953 aile gonfable, 4 ex.
- DINFIA IA 38 1960 transport, 1 ex.
- Fauvel AV.45 (en) 1960 motoplaneur monoplace [69]
- Rohr 2-175 1974 voiture-avion biplace, 1 ex[70],[71].
- Cascade Kasperwing I-80 (en) 1976 UL monoplace
- Pterodactyl Ascender (en) 1979 UL monoplace, 1396 ex.
- Mitchell U-2 Superwing 1980 1 ultraléger monoplace
- Facet Opal, 1988, experimental monoplace, 1 ex[72].
- Aériane Swift (en) Light PAS 2007 monoplace, dérivé du Swift planeur UL
- Horten Aircraft HX-2 (en) 2019 2 seat prototype[73]

#### Aile en tissu, pas de fuselage
- Pendulaire ou Flexwing
- Paramoteur
- Powered parachute (en)

### Ailes volantes
Une aile volante n’a pas de fuselage distinct; l’équipage, la charge utile et les moteurs sont disposés dans l’aile.
- Horten V 1938 prototype motorisé, 3 ex[74].
- Northrop N-1M 1940 experimental, 1 ex.
- Northrop N-9M 1942 experimental, 4 ex.
- Horten H.VII 1944 prototype biplace
- Northrop B-35 1946 bombardier, 4 ex.
- Davis Flying Wing 1987 [75],[76]
- Horten PUL-10 1992 biplace [77]

## Configuration Push-pull

### Hélices latérales
- Zeppelin-Staaken R.V (en) 1917 bomber, 3 ex.
- Bristol Braemar (en) 1918 bombardier, 2 ex.
- Handley Page V/1500 1918 bombardier, 63 ex.
- Farman F.121 Jabiru 1923 liner, 9 ex.
- Dornier Do K (en) 1929 liner, 3 ex.
- Fokker F.32 1929 liner, 7 ex.
- Farman F.220 1932 liner et bombardier, 80 ex.

### Au dessus du fuselage
- Felixstowe Porte Baby 1915 hydravion de patrouille, 11 ex.
- Curtiss NC 1918 hydravion de patrouille, 10 ex.
- Johns Multiplane (en) 1919 bombardier, 1 ex.
- Bristol Pullman (en) 1920 liner, 1 ex;
- Naval Aircraft Factory TF (en) 1920 hydravion de chasse, 4 ex.
- SIAI S.22 1921 hydravion de course, 1 ex.
- Dornier Wal 1922 hydravion ~ 300 ex.
- CAMS 33B 1923 hydravion de patrouille, 21 ex.
- Macchi M.24 (en) 1924 hydravion
- Savoia-Marchetti S.55 1924 hydravion, 243+ ex.
- Boeing XPB 1925 hydravion de patrouille, 1 ex.
- Caproni Ca.73 1925 bombardier
- NVI F.K.33 (en) 1925 liner, 1 ex.
- CAMS 51 1926 hydravion, 3 ex.
- Dornier Do R Superwal 1926 hydravion de ligne, 19 ex.
- Kawasaki Ka 87 (en) 1926 bombardier, 28 ex.
- Latécoère 21 (en) 1926 hydravion de ligne , 7 ex.
- Latécoère 23 (en) 1927 hydravion de transport, 1 ex.
- Latécoère 24 1927 hydravion postal, 1 ex.
- Farman F.180 (en) 1927 liner, 3 ex.
- Savoia-Marchetti S.63 (en) 1927 hydravion, 1 ex[78].
- CAMS 53 1928 hydravion de transport , 30 ex.
- CAMS 55 1928 hydravion de patrouille, 112 ex.
- Latécoère 32 1928 hydravion postal, 8 ex.
- Latham 47 (en) 1928 hydravion de patrouille, 16 ex.
- Dornier Do X 1929 hydravion de ligne, 3 ex.
- Comte AC-3 (en) 1930 bombardier, 1 ex.
- Dornier Do P 1930 bombardier, 1 ex.
- Dornier Do S (en) 1930 hydravion, 1 ex[79].
- Hinkler Ibis (en) 1930 monoplan biplace, 1 ex.
- Latécoère 340 (en) 1930 hydravion de ligne, 1 ex.
- Latécoère 380 (en) 1930 hydravion, 5 ex.
- Blériot 125 (en) 1931 liner, 1 ex.
- Bratu 220 1932 liner, 1 ex.
- Latécoère 500 1932 hydravion de transport, 2 ex.
- Caproni Ca.90 1929 bombardier, 1 ex.
- Sikorsky XP2S (en) 1932 hydravion de patrouille, 1 ex[80].
- CAMS 58 1933 hydravion de ligne, 4 ex.
- Lioré et Olivier LeO H-27 1933 hydravion postal, 1 ex.
- Loire 70 1933 hydravion de patrouille, 8 ex.
- Tupolev ANT-16 (en) 1933 bombardier, 1 ex.
- Tupolev ANT-20 1934 transport, 2 ex.
- Tupolev MTB-1 (en) 1934 hydravion de patrouille, 25 ex.
- Dornier Do 18 1935 hydravion de patrouille, 170 ex.
- Bartini DAR 1936 hydravion de patrouille, 1 ex.
- Tchetverikov ARK-3 1936 hydravion, 7 ex.
- Dornier Do 26 1939 hydravion, 6 ex.
- Dornier Seastar 1984 push-pull amphibie 12 places, 2 ex.

### Aux extrémités
- Caproni Ca.60 1921 hydravion de ligne, 1 ex.
- Dornier Do 335 1943 push-pull chasseur, 38 ex.
- Moynet Jupiter 1963 push-pull quadriplace, 2 ex.
- Aero Design DG-1 1977 push-pull racer, 1 ex.
- Rutan Defiant 1978 tandem quadriplace amateur en composites, 19+ ex.
- Rutan Voyager 1984 avion de record de distance, 1 ex[note 6].
- Star Kraft SK-700 1994 avion d’affaires prototype [81]
- Aeronyx Airelle 2002 biplace, 5 ex.

### A l’avant et entre les poutres
- Siemens-Schuckert DDr.I (en) 1917 chasseur, 1 ex.
- Thomas-Morse MB-4 (en) 1920 avion postal, 2+ ex.
- Bellanca TES 1929, avion de record de distance, 1 ex.
- Savoia-Marchetti S.65 1929 hydravion de course, 1 ex.
- Tupolev I-12 (en) 1931 chasseur prototype
- Fokker D.XXIII 1939 chasseur, 1 ex.
- Moskalyev SAM-13 (en) 1940 (unflown) push-pull chasseur[82]
- Marton X/V (RMI-8) 1944 chasseur non terminé
- Cessna Skymaster 1962 push-pull six places, 2993 ex.
- Canaero Toucan (en) 1986 UL, 16+ ex.
- Schweizer RU-38 Twin Condor (en) 1995 avion de reconnaissance, 5 ex.
- Adam A500 2002 avion d’affaires, 7 ex.

### Sur les ailes et entre les poutres
- Caproni Ca.1 1914 bombardier, 162 ex.
- Caproni Ca.2 1915 bombardier, 9 ex.
- AD Seaplane Type 1000 1916 bombardier, 1 ex.
- Anatra DE 1916 bombardier, 1 ex.
- Caproni Ca.3 1916 bombardier, ~ 300 ex.
- Caproni Ca.4 1917 bombardier triplan, 44-53 ex.
- Caproni Ca.5 1917 bombardier, 662 ex.
- Gotha G.VI (en) 1918 bombardier, 2 ex.
- Grahame-White Ganymede (en) 1919 bombardier/avion de ligne, 1 ex.

## Voilures tournantes
Autogyres, hélicoptères
- Bensen autogyros (en) 1953
- Fairey Jet Gyrodyne (en) 1954, girodyne expérimental
- McDonnell XV-1 1954, hélicoptère composé expérimental, 550 cv
- Avian Gyroplane 1960, biplace ~ 6 ex.
- Wallis autogyres (en)1961
- CarterCopter (en) / Carter PAV (en) 1998
- Sikorsky X2 2008, compound hélicoptère expérimental
- Sikorsky S-97 Raider 2015, compound hélicoptère expérimental